# Bundesfestung Ulm

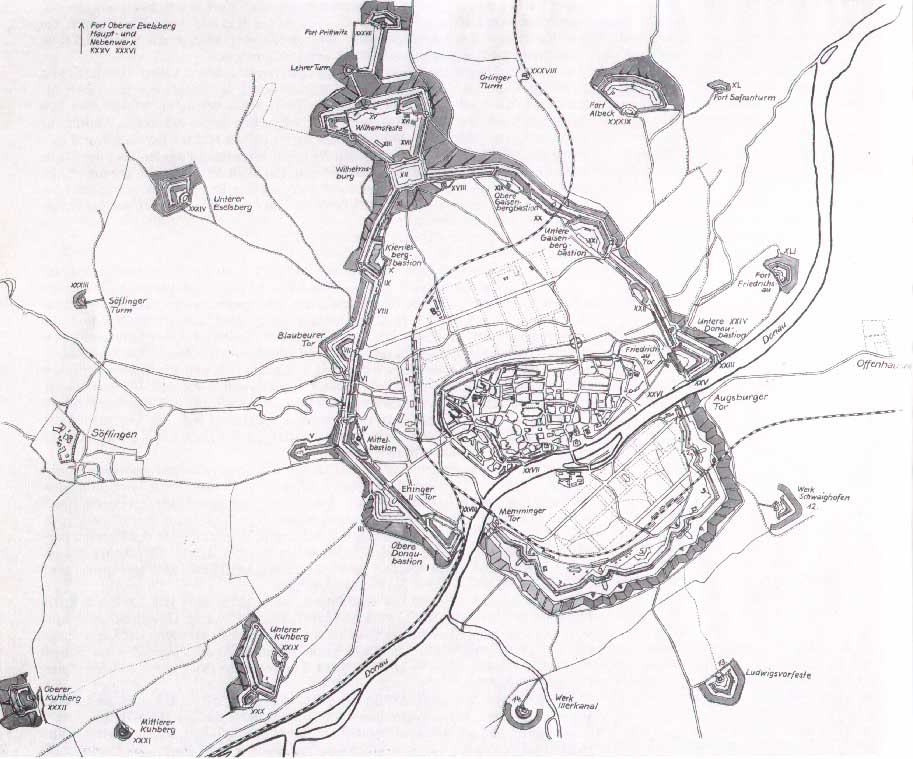
Plan der Bundesfestung Ulm

Die Bundesfestung Ulm in Ulm und Neu-Ulm war – neben Landau, Luxemburg, Mainz und Rastatt – eine von fünf deutschen Bundesfestungen. Diese Festungen wurden durch den Deutschen Bund finanziert (daher auch der Name) und, wie auch zahlreiche Landesfestungen, im 19. Jahrhundert aus- oder neu gebaut. Die Festung in Ulm wurde im Jahre 1859 fertiggestellt. Mit einer polygonalen Hauptumwallung von rund neun Kilometern war Ulm die größte Befestigung des 19. Jahrhunderts in Europa. Der Festungsstatus von Ulm wurde erst 1938 aufgehoben.

## Einführung

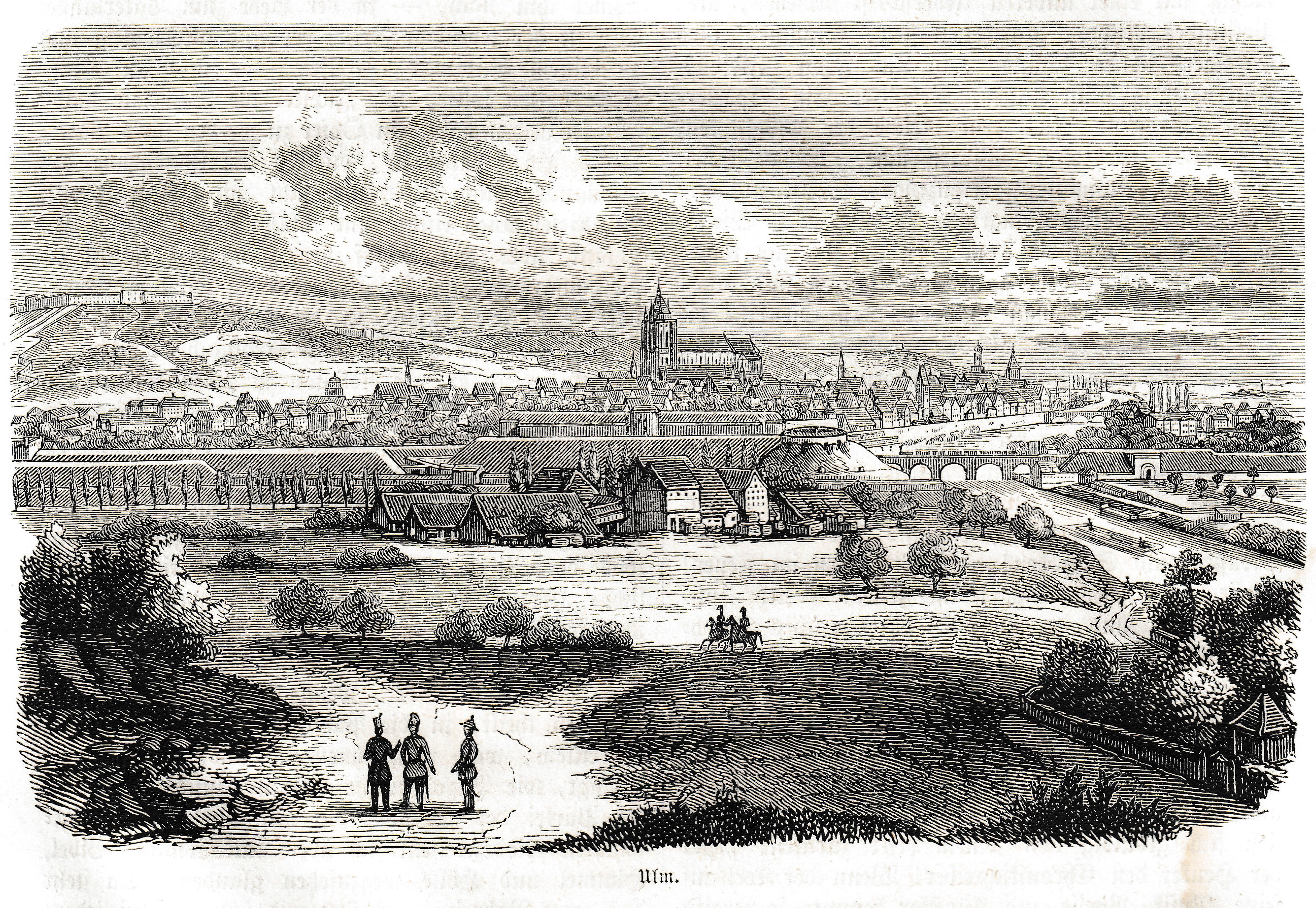
Ansicht von Ulm mit Blick auf die Festung (19. Jh.)

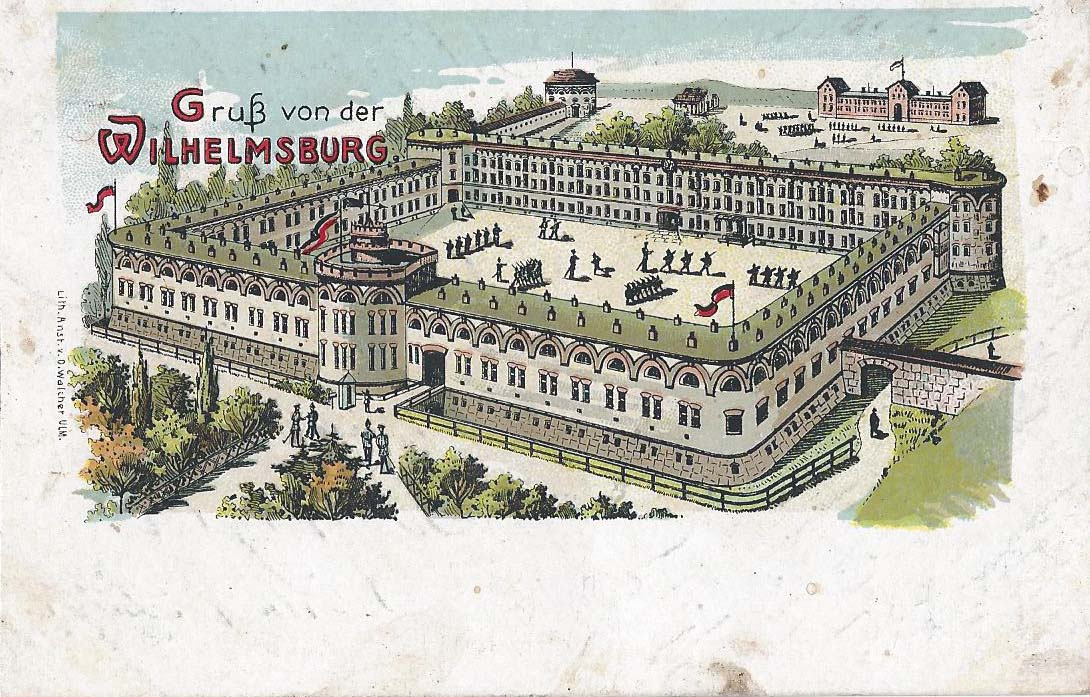
Die Wilhelmsburg um 1904

Nach der endgültigen Niederlage Napoleons im Jahr 1815 in der Schlacht von Waterloo war man sich einig, dass eine Sicherung der deutschen Staaten auch nach innen zu erfolgen habe. Die Bundesfestungen waren eines der wenigen Projekte des Deutschen Bundes, die in der Folge verwirklicht wurden.
Am Rande der Pariser Friedenskonferenz hatten die 4 Mächte Österreich, Großbritannien, Preußen und Russland am 3. November 1815 Mainz, Luxemburg und Landau zu Festungen des Deutschen Bundes vorgeschlagen und zudem den Bau einer vierten Bundesfestung am Oberrhein vorgesehen, wozu 20 Millionen französische Francs aus der Kriegsentschädigung bereitgestellt werden sollten. Bereits 1819 bis 1824 arbeitete eine Festungsbaukommission, in der badische, bayerische, württembergische und österreichische Ingenieure mitwirkten, die Pläne aus, die dann jedoch aus politischen Gründen 20 Jahre in der Schublade verschwanden. Während Österreich Ulm ausbauen wollte, bevorzugten Preußen und die näher an Frankreich liegenden süddeutschen Staaten den Bau einer Festung in Rastatt.
Im Oktober 1836 schlug der württembergische König Wilhelm I. als Kompromiss den Bau bzw. Ausbau beider Städte zu Festungen vor. 1838/39 konnten dann Bayern und Österreich auch hierfür gewonnen werden. Erst die Rheinkrise von 1840/41 bewirkte jedoch, dass sich die Staaten des Deutschen Bundes auf Verteidigungsanstrengungen gegen Frankreich verständigten und die Bundesversammlung am 26. März 1841 den Bau beider Festungen beschloss. Für den Bau der Bundesfestung Ulm wurde dabei auch ein Brückenkopf auf bayerischer Seite beschlossen. Auf Betreiben des bayerischen Königs Ludwig I. wurde die Ortschaft Neu-Ulm in die Festung einbezogen.
Die Bundesfestung Ulm, die an der Donau auf württembergischem und bayerischemTerritorium liegt, wurde im Zeitraum von 1842 bis 1859 vom preußischen Festungsbaudirektor und damaligen Oberst Moritz Karl Ernst von Prittwitz und Gaffron entworfen und unter seiner Leitung erbaut. Bei ihrer Errichtung waren bis zu 10.000 Arbeiter tätig. Die Leitung auf bayerischer Seite in Neu-Ulm hatte ab Dezember 1843 der Major Theodor Ritter von Hildebrandt inne, nachdem der ursprüngliche Festungsbaudirektor Friedrich Herdegen gestorben war.
In Friedenszeiten sollte die Festung 5.000 Soldaten des Bundesheeres beherbergen, die von Württemberg, Bayern und Österreich gestellt werden sollten. Für den Eintritt des Ernstfalles rechnete man dagegen mit bis zu 20.000 Soldaten. Weiterführende Planungen sahen sogar 100.000 Soldaten vor. Die gesamten Baukosten der Festung werden auf 16.500.000 Gulden geschätzt.
Die Festung stellt sich als geschlossener, polygonförmiger Mauerzug um beide Städte Ulm und Neu-Ulm dar, der in einiger Entfernung eine Reihe Forts vorgelagert sind. Aus der topografischen Lage heraus wurden mit den Forts in Ulm markante Höhen über der Stadt gesichert, während dies in Neu-Ulm, mangels Bergen um die Stadt, unterblieb. Die erste Steinbrücke über die Donau lag zwischen beiden Städten innerhalb der Festung, die nächste befand sich erst in Regensburg.
Erstmals wurde in Deutschland das Bastionärsystem beim Bau der Festung Koblenz (1815–34 gebaut) aufgegeben und stattdessen ein Polygonalsystem mit vorgelagerten Befestigungen geschaffen. In diesem Zusammenhang ist von der neupreußischen oder neudeutschen Manier die Rede. Diese ist als Vorbild beim Bau der Festung Ulm gut erkennbar.
Mit Auflösung des Deutschen Bundes zog die österreichische Festungsbesatzung am 16. Oktober 1866 aus Ulm und Neu-Ulm ab. Der Vertrag zwischen Bayern und Württemberg über die Festung Ulm vom August 1868 regelte die Verhältnisse in der Festung Ulm. Mit Gründung des Deutschen Reiches 1871 übernahm dieses die Festung, welche nun die Bezeichnung „Reichsfestung“ führte und von württembergischen und bayerischen Truppen belegt war.
Die beiden später entstandenen Werke auf dem Oberen Eselsberg wurden 1881 bis 1887 als Biehler-Forts ausgeführt. Die Nummerierung der Werke erfolgte auf württembergischer Seite in römischen Zahlen und auf der bayerischen Seite in arabischen Ziffern, in ursprünglichen Planungen wurden aber auch hier römische Zahlen benutzt.
Entwicklungen der Geschütztechnik zwangen ab 1900 zu einer Verstärkung der Festung mit fast völlig in die Erde eingesenkten Betonbunkern. Die Reichsfestung erfuhr ihre letzte Erweiterung durch die Armierung von 1914. Der nochmals weiter vorgeschobene Ring von neuen Betonwerken wurde jedoch nicht mehr ganz vollendet. Da die Bundesfestung Ulm im Gegensatz zur Festung Rastatt nicht unter die Bedingungen des Vertrags von Versailles fiel, musste sie nach dem Ende des Ersten Weltkrieges nicht geschleift werden. Der Festungsstatus von Ulm wurde erst 1938 aufgehoben. Dennoch sind viele Anlagen der Festung nach den Zerstörungen des Zweiten Weltkriegs und in den Jahren danach unwiderruflich verschwunden. Ein weiterer großer Teil ist vom Verfall bedroht, was in besonderem Maße für einige Forts und die betonierten Anlagen der Reichsfestung zwischen 1901 und 1916 gilt.
Die Bundesfestung Ulm war von 1984 bis 1993 als Kandidatin für die Erhebung zum Weltkulturerbe auf der Tentativliste der UNESCO platziert.

## Die Werke

### Obere Stadtfront

#### I – Obere Donaubastion

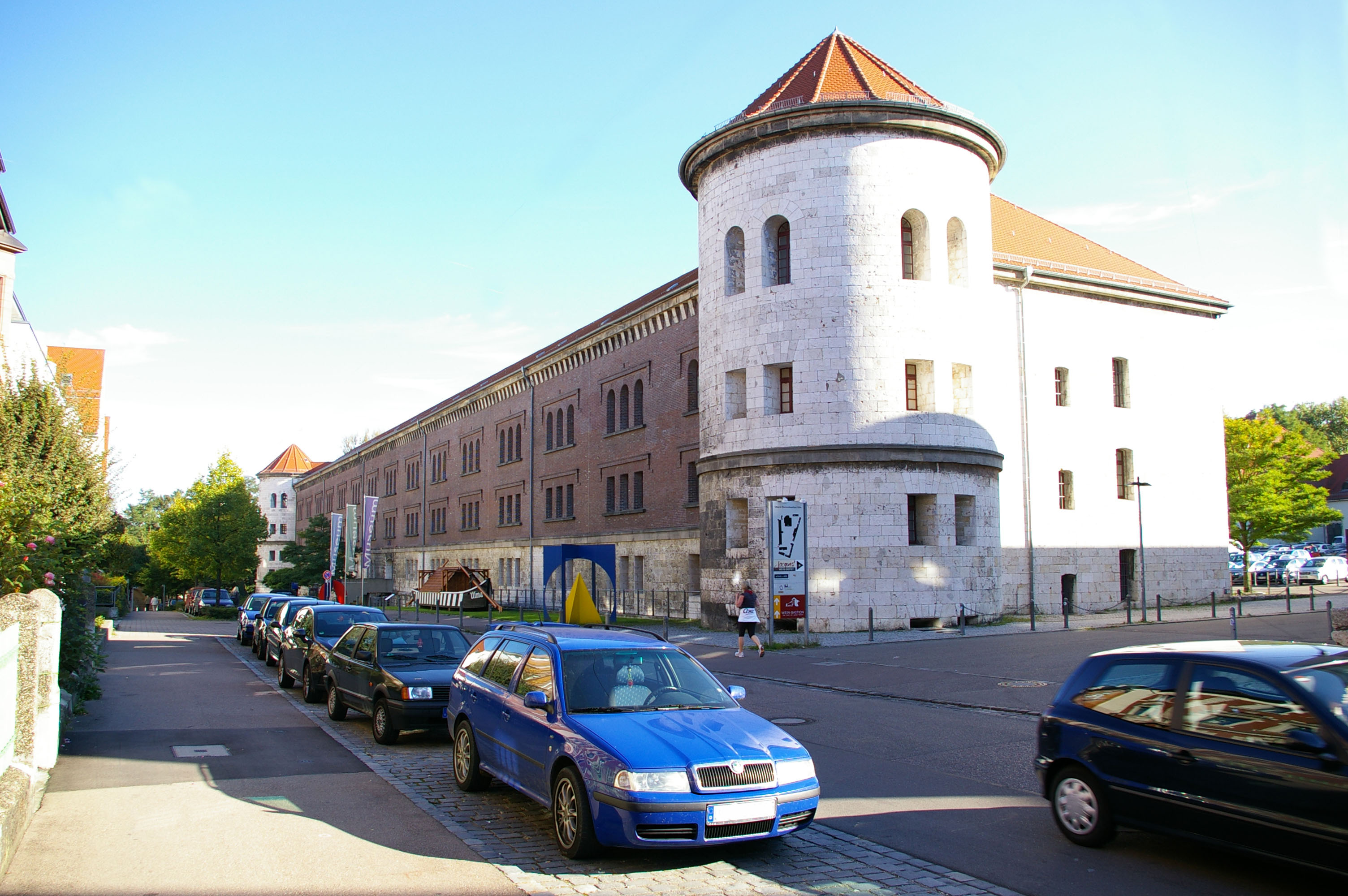
Reduit der Oberen Donaubastion

Die Obere Donaubastion (später, aber eher selten, Artilleriekaserne und Kraftfahrkaserne genannt) wurde zwischen 1843 und 1855 unter dem württembergischen Major von Schele erbaut und konnte bis zu 2.253 Mann fassen. Größtes und heute noch erhaltenes Bauwerk der Bastion ist das vierstöckige Reduit, das als Defensivkaserne (Wohnräume an der Kehlseite, Geschützkasematten an der Front) genutzt wurde, es besitzt einen Treppenturm in der Front und zwei Flankentürme. Vor dem linken Flankenturm befand sich der Anschluss zum Werk XXVIII. Die Bastion besaß zudem zwei Verbrauchspulvermagazine in den Wallenden, eine Halbcaponniere am linken Kehleck, eine Bonnetkasematte im Saillant, dahinter eine Wurfbatterie im und eine Bonnetkasematte auf dem Wall. Diese drei Bestandteile konnten das Neu-Ulmer Vorfeld vor Werk 9 bestreichen. An der rechten Schulter befand sich eine Secondeflanke mit vier Geschützscharten, an diese Flanke schloss sich Werk II an. An der Grabenaußenseite befand sich ein gemauertes Blockhaus. An der Escarpe und an der linken Flankenmauer entlang befand sich ein nasser Graben mit Batardeau vor dem Saillant.
Belegt wurde die Bastion von 1855 bis 1873 vom württembergischen Fußartillerie-Regiment Nr. 13, dann bis 1918 vom Feldartillerie-Regiment „König Karl“ (1. Württ.) Nr. 13, von 1920 bis 1933 von der Reichswehr und schließlich bis 1939 von der Wehrmacht. Danach diente das Reduit als Luftschutzbunker im Zweiten Weltkrieg und als Notunterkunft bis 1971.
Das Glacis ist nahezu vollständig erhalten und ist heute Teil der sogenannten „Ehinger Anlagen“. Das Reduit erhielt 1935 ein Ziegeldach anstelle der Erdbedeckung und wurde zwischen 1996 und 2000 restauriert. Seitdem wird es vom Donauschwäbischen Zentralmuseum, mehreren Vereinen und Läden sowie einem türkischen Theater genutzt. Der Wall wurde zwischen 1904 und 1914 abgetragen und der Wassergraben damit aufgefüllt. Dort entstanden verschiedene Versorgungsgebäude, Stallungen und eine Reithalle für die Artilleriekaserne. Die Gebäude werden heute noch von verschiedenen Vereinen, Händlern und Veranstaltern genutzt. Auf dem ehemaligen Waffenplatz befinden sich heute ein Parkplatz und das Roxy. Die Bogenescarpe wurde nur bis auf Grabenhöhe abgetragen und ist im Untergrund noch erhalten. Sie wurde in den 1960ern beim Bau des Bundesstraßen-Tunnels noch einmal sichtbar. Das erhaltene Untergeschoss der Bonnetkasematte wurde 1996 mit einem Steigschacht zugänglich gemacht. Eigentümer der Oberen Donaubastion war das Land Württemberg (ab 1952 Baden-Württemberg) und seit 2000 die Bundesrepublik. Die Obere Donaubastion ist nicht zu verwechseln mit der mittelalterlichen Oberen Donaubastion im Südwesten der Altstadt, die auch „Bastion Lauseck“ genannt wird.

#### II – Courtine mit Ehinger Tor

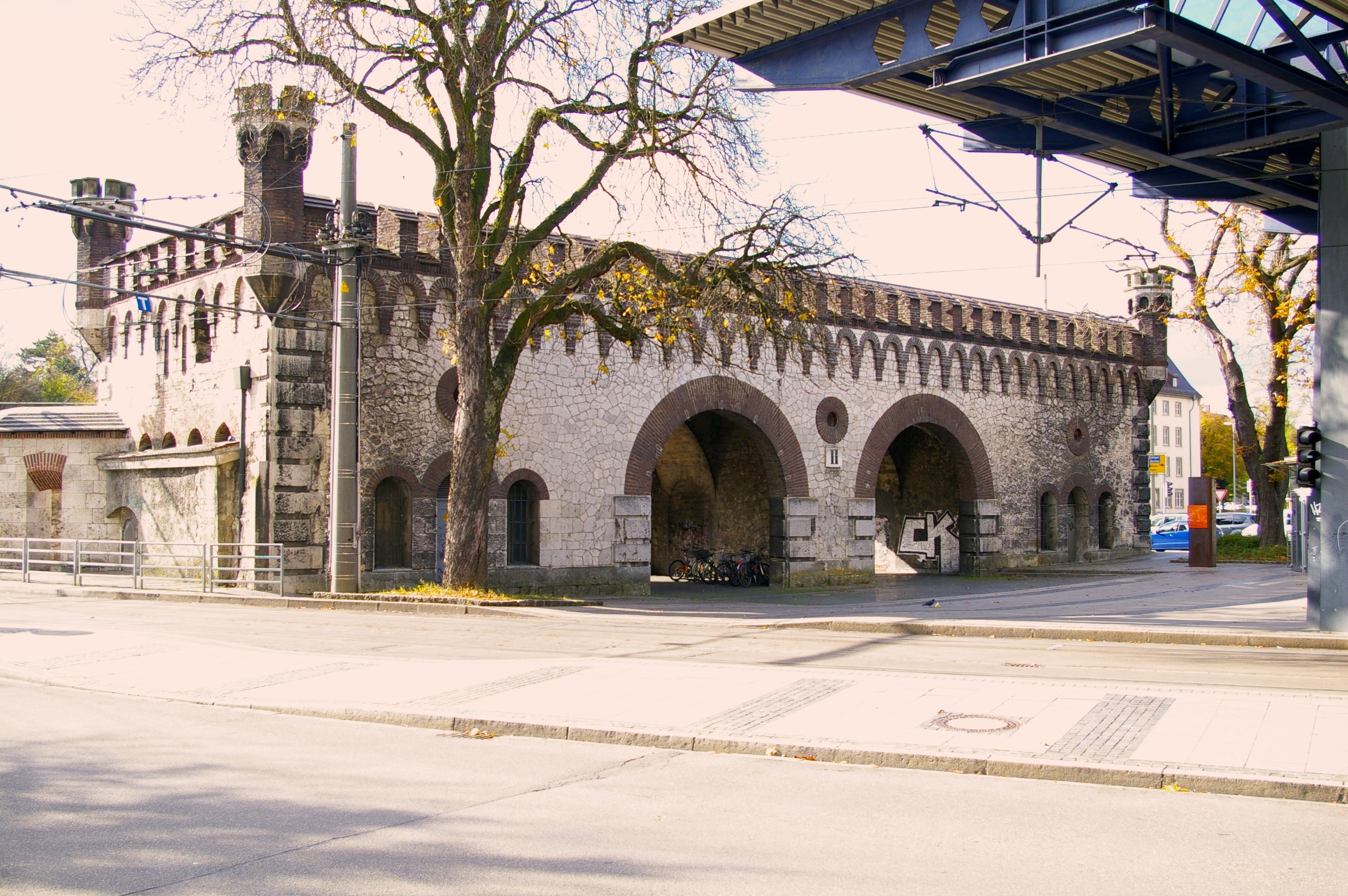
Stadtseite des Ehinger Tors in der Courtine II

Die Courtine wurde zwischen 1843 und 1855 unter dem württembergischen Oberleutnant Faber du Faur erbaut und verband die Obere Donaubastion mit der Mittelbastion. Das Werk konnte 133 Mann aufnehmen und bestand aus der Wallanlage mit dem darin befindlichen inneren Ehinger Tor, einer Caponniere, die den nassen Graben nach Süden bis zum Saillant der Oberen Donaubastion und nach Norden bis zum Saillant der Mittelbastion sicherte, der Escarpe und einer Tenaille am Anschluss zu Werk I, die den linken Wassergraben des vorgelagerten Ravelins sicherte. Im Zuge der Entfestigung wurde der Wall 1904 abgetragen und mit der Escarpe in den Graben gefüllt sowie die Caponniere abgebrochen. Das innere Ehinger Tor sowie die Torpfeiler vor dem Tor sind heute als einziges noch erhalten. Das Ehinger Tor steht heute mitten in einem großen Verkehrsknotenpunkt (Kreuzung mehrerer Bundesstraßen, große Haltestelle für Busse und Haltepunkt der Straßenbahn). Auf dem Gelände des ehemaligen Walls wurden Häuser errichtet, über den Graben führen heute die Bundesstraßen 10 und 28.

#### III – Ravelin vor dem Ehinger Tor
Das 80 Mann fassende Ravelin wurde unter Major von Schele in den Jahren 1843 bis 1855 vor der Caponniere von Werk II errichtet, um diese zu schützen. Es bestand aus einer traversierten Wallanlage, dem äußeren und dem mittleren Ehinger Tor, einem Blockhaus auf der Grabenaußenseite, einem nassen Graben und dem Glacis, welches als einziges heute noch von diesem Werk erhalten ist. Es gehört heute zu den „Ehinger Anlagen“. Die Schulgebäude und die Furttenbachstraße zeichnen heute den Verlauf des Ravelins nach.

#### IV – Mittelbastion

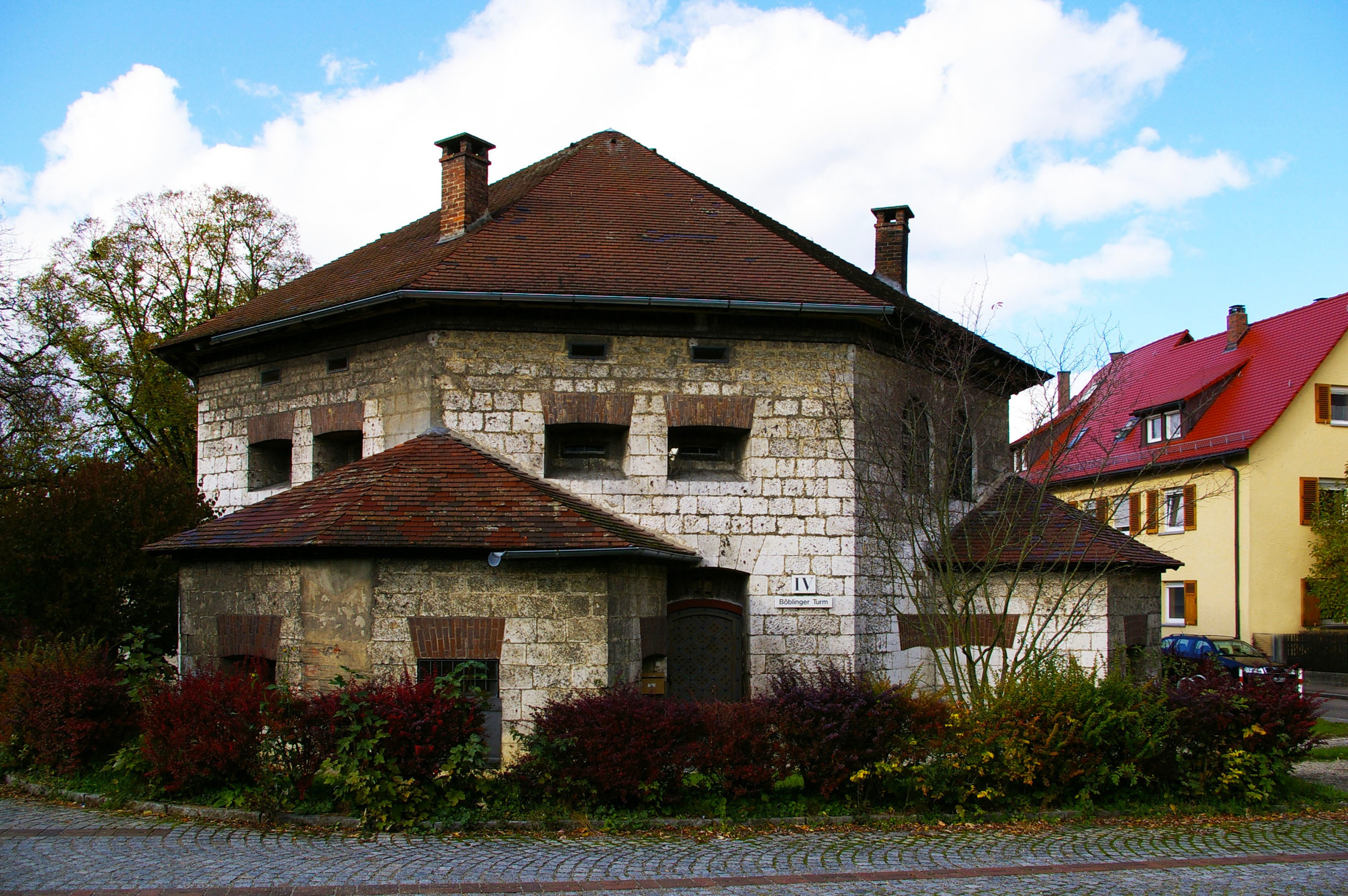
Der Böblinger Turm, das Reduit der Mittelbastion

Die 288 Mann fassende Mittelbastion wurde zwischen 1843 und 1855 unter Leitung des nassauischen Oberleutnants von Sachs errichtet. Sie bestand aus Wallanlage, nassem Graben, Escarpe, einer Tenaille in der linken und einer Caponniere in der rechten Schulter. Im Saillant wurden eine Bonnetkasematte, eine Wurfbatterie und eine Hohltraverse im Wall angelegt. Mittig in der Kehlseite befand sich das kleine achteckige Reduit, auch „Böblinger Turm“ genannt. Das Reduit besitzt nur Gewehrscharten, keine Geschützscharten, da die eigentliche Verteidigung von der vorgelagerten Blauflèche übernommen werden sollte und das Vorfeld im Falle eines Angriffs geflutet werden konnte. Um 1880 wurden auf dem Wall mehrere Erdtraversen aufgeschüttet. Von der Bastion ist heute nur noch das Reduit erhalten, das von einem Taucherverein genutzt wird. Im Zuge der Entfestigung wurden Wall und Graben 1905 eingeebnet. Die Caponniere wurde, nachdem sie bereits vorher in der Länge halbiert wurde, im Zweiten Weltkrieg von einer Bombe getroffen und die Ruine 1961 abgetragen.

#### V – Blauflèche
Die Blauflèche wurde zwischen 1843 und 1855 unter Major von Schele erbaut und konnte bis zu 96 Mann fassen. Sie war der Mittelbastion zu deren Schutz vorgelagert und bestand aus einem eigenen nassen Graben, einem fünfeckigen traversierten Wall und einem Blockhaus am Anschluss an die Mittelbastion sowie einem weiteren im Innenhof. Am 21. Februar 1903 wurden die Mauerbauten gesprengt und das Gelände danach eingeebnet.

#### VI – Courtine mit Blaubeurer Tor

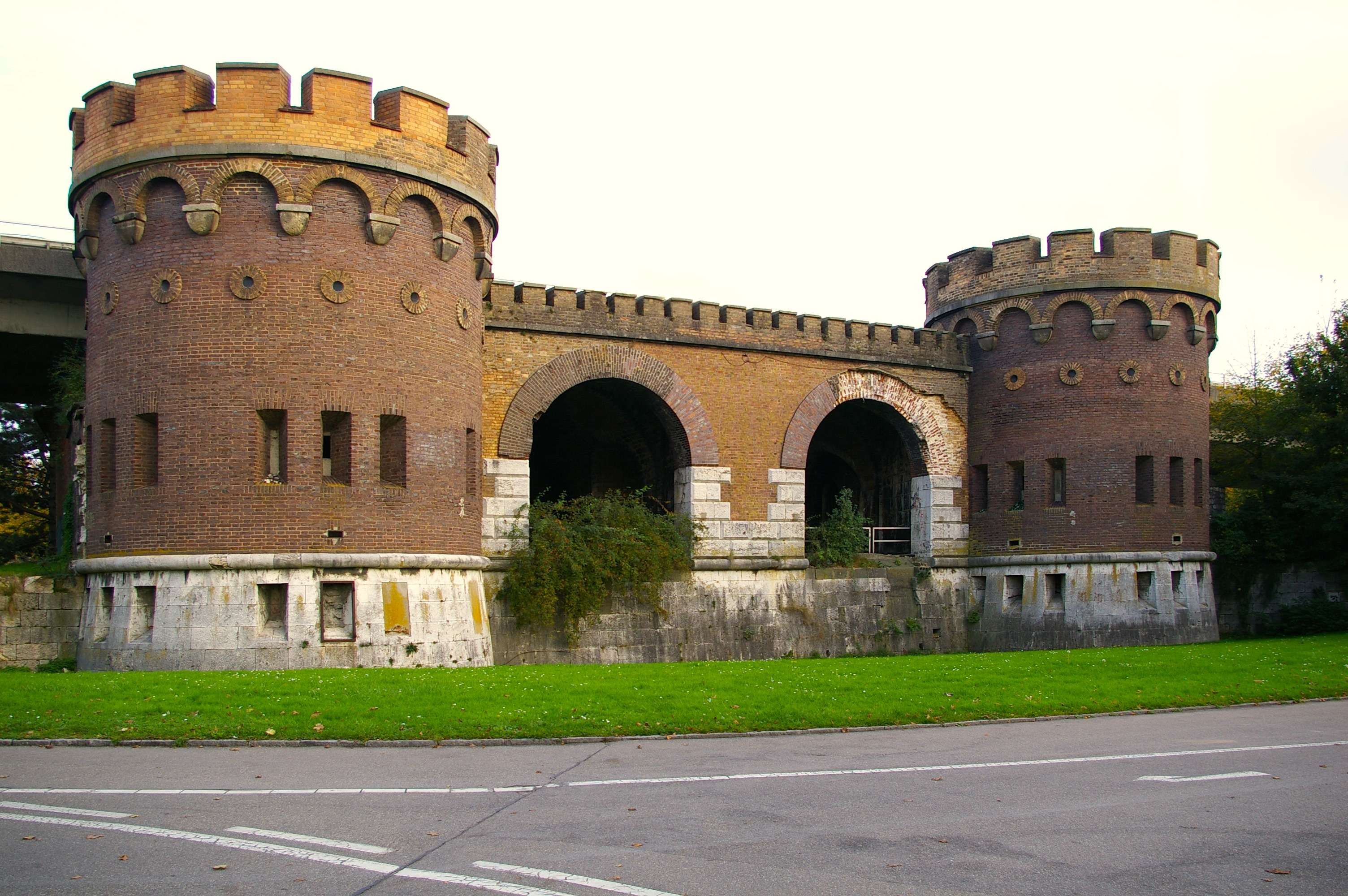
Feldseite des Blaubeurer Tors in der Courtine VI.

Sie wurde 1843 bis 1855 unter Major von Schele erbaut und konnte mit 56 Mann belegt werden. Das Werk verband zusammen mit der anschließenden Courtine VIII die Mittelbastion mit der Kienlesbergbastion. Es bestand aus der Escarpe, einem nassen Graben, Batardeaus zur Wasserregulierung des Grabens, dem kleinen Blumenscheintor, welches auf die Blauinsel führte, und am rechten Abschluss dem inneren Blaubeurer Tor, welches aus der gesamten Festungsanlage auf Grund seines an die Romanik angelehnten Baustils heraussticht. Unter der Courtine führten zwei Arme der Blau durch. Der Bau des Werks gestaltete sich schwierig, da das Gelände das alte Überschwemmungsgebiet der Blau war. So steht das Blaubeurer Tor auf einem tief eingerammten Rost aus 736 Holzpfählen. Von diesem Werk sind heute das Tor, welches allerdings beim Brückenbau in den 1960ern teilweise abgetragen wurde, 100 Meter der Escarpenmauer und die Blaudurchlässe erhalten.

#### VII – Ravelin vor dem Blaubeurer Tor
Das unter Major von Schele in den Jahren 1843 bis 1855 angelegte Ravelin konnte mit 93 Mann belegt werden. Es wurde dem inneren Blaubeurer Tor vorgelagert und bestand aus dem mittleren und äußeren Tor, dem Wall, einem nassen Graben, einem Pulvermagazin am linken Anschluss an Werk VI und einem Blockhaus gegenüber dem rechten Anschluss an Werk VIII, sowie einem Glacis. Im Rahmen der Entfestigung wurde das Werk 1904 eingeebnet. Das Fundament des Blockhauses wurde 2002 beim Abriss eines Baumarktes wiederentdeckt, kurz darauf aber vollständig beseitigt.

#### VIII – Courtine zum Kienlesberg
Die Courtine wurde von 1843 bis 1855 unter dem hessischen Oberleutnant Schleenstein erbaut und konnte mit 43 Mann belegt werden. Es bestand aus einem nassen Graben, Glacis, Escarpe, Wallanlage und einem Blockhaus am Anschluss zur Contregarde IX. Die Brustwehr des Walls war auf Höhe der Gabelung des Grabens zu den Werken VI und VII zweimal wellenartig abgeknickt, so dass zwei Geschützstände darauf entstanden, die den rechten Graben von Ravelin VII bestreichen konnten. 1867 wurde kurz vor dem rechten Abschluss ein Durchgang für die Bahnstrecke Ulm–Sigmaringen eingebaut. Ab etwa 1870 war der nasse Graben im Winter eine beliebte Eislaufanlage. Bei der Entfestigung ab 1904 wurden Wall und Graben abgetragen, wobei ein Teil des südlichen Walls als Rampe der alten Wallstraßenbrücke bestehen blieb. Dieser Rest wurde nach dem Zweiten Weltkrieg ebenfalls abgetragen.

### Westliche Bergfront

#### IX – Contregarde am Kienlesberg

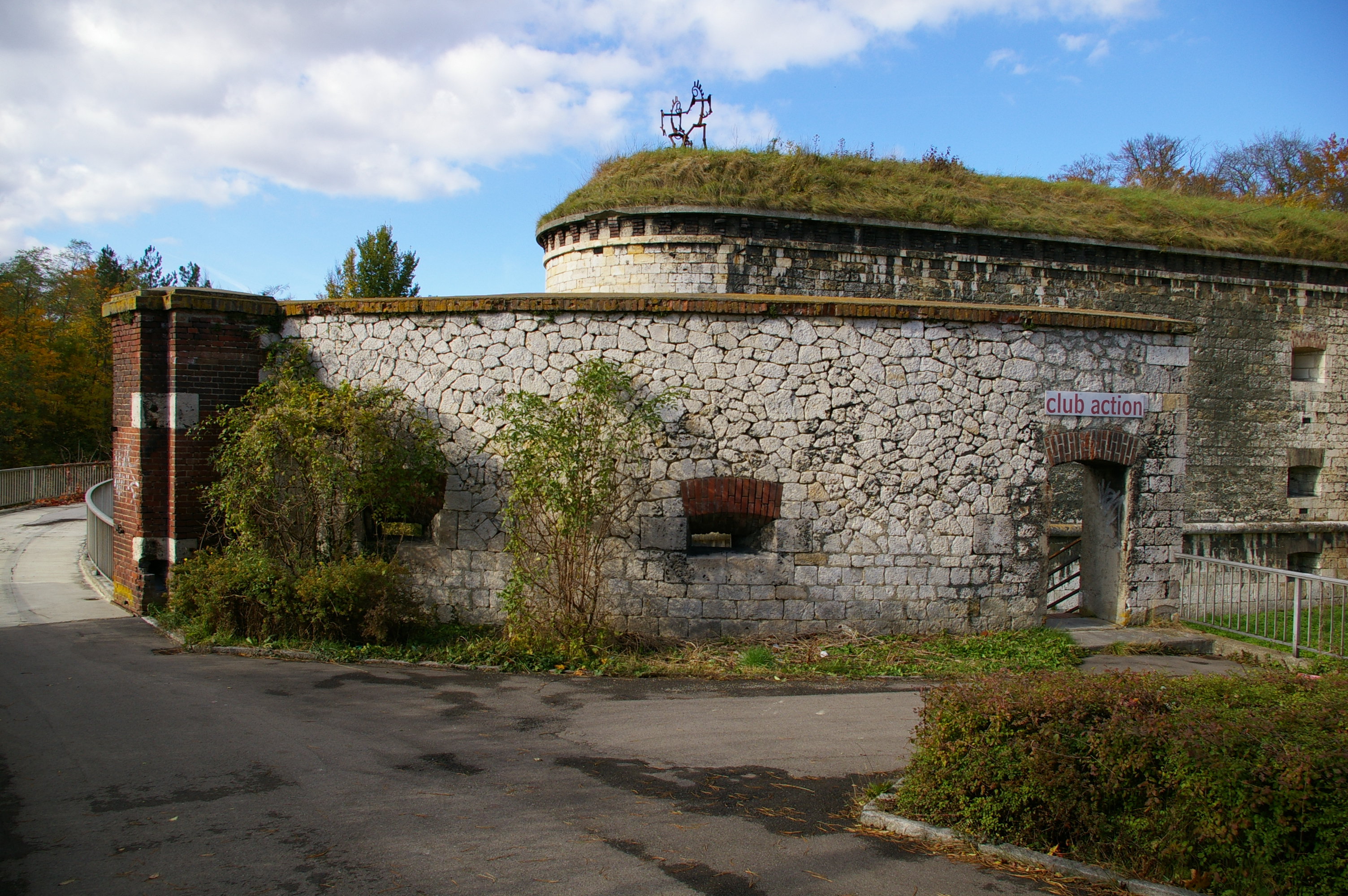
Rest der Escarpenmauer und Pfeiler des Ruhetaltors der Contregarde IX, dahinter die Doppelcaponniere der Kienlesbergbastion

Die Contregarde wurde zwischen 1843 und 1852 unter dem württembergischen Oberleutnant von Hügel erbaut und konnte mit 37 Mann belegt werden. Sie bestand aus einem Wall und tief in den Kienlesbergfelsen eingehauenen Felskasematten, die auch heute noch erhalten, jedoch nicht mehr zugänglich sind. Gegenüber der Doppelcaponniere der Kienlesbergbastion befand sich das kleine Ruhetaltor, von dem heute noch der rechte Pfeiler und ein Riegel erhalten sind. Auf Grund der komplizierten Wallform hieß die Contregarde im Volksmund „Sieben Hügele“. Der Wall wurde 1968 beim Bau der Bundesstraße 10 und der Abfahrt zum Eselsberg vollständig abgetragen.

#### X – Kienlesbergbastion

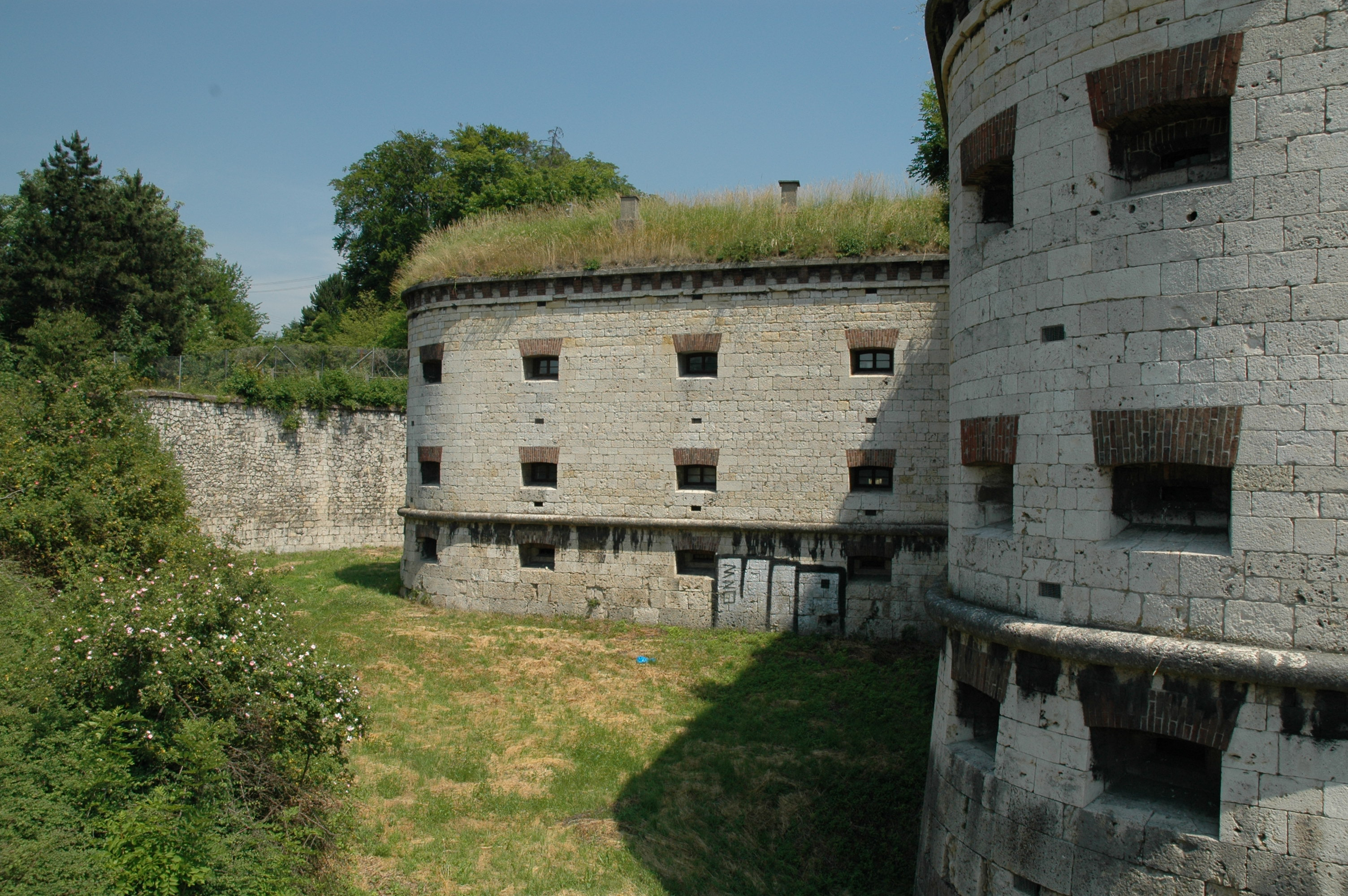
Doppelcaponniere der Kienlesbergbastion

Die Bastion wurde zwischen 1843 und 1852 unter von Hügel erbaut und konnte mit 390 Mann belegt werden. Auffällig ist die wuchtig gebaute Doppelcaponniere, die heute direkt an der Bundesstraße liegt. Daneben besteht das vollständig erhaltene Werk aus einem kleinen Reduit – in den Entwürfen war ein deutlich größeres geplant –, einer mit Bögen verstärkten Escarpe, der Kehlmauer, dem 1880 traversierten Wall, einer hinter der Caponniere liegenden Mörserbatterie und einem trockenen Graben. In den Wallenden wurden Pulvermagazine angelegt, das linke wurde später zu einem Geschosslademagazin umfunktioniert. Nach Ende des Ersten Weltkrieges gab es Pläne, die Doppelcaponniere zur Kirche für den Stadtteil Eselsberg umzubauen, was aber nicht realisiert wurde. Heute wird die Caponniere von einem Jugendclub und einer Pfadfindergemeinschaft genutzt. In den 1990ern wurde der Wildwuchs auf dem Gelände entfernt und in den 2000ern ein Spazierweg angelegt.

#### XI – Westliche Anschlusslinie zur Wilhelmsburg

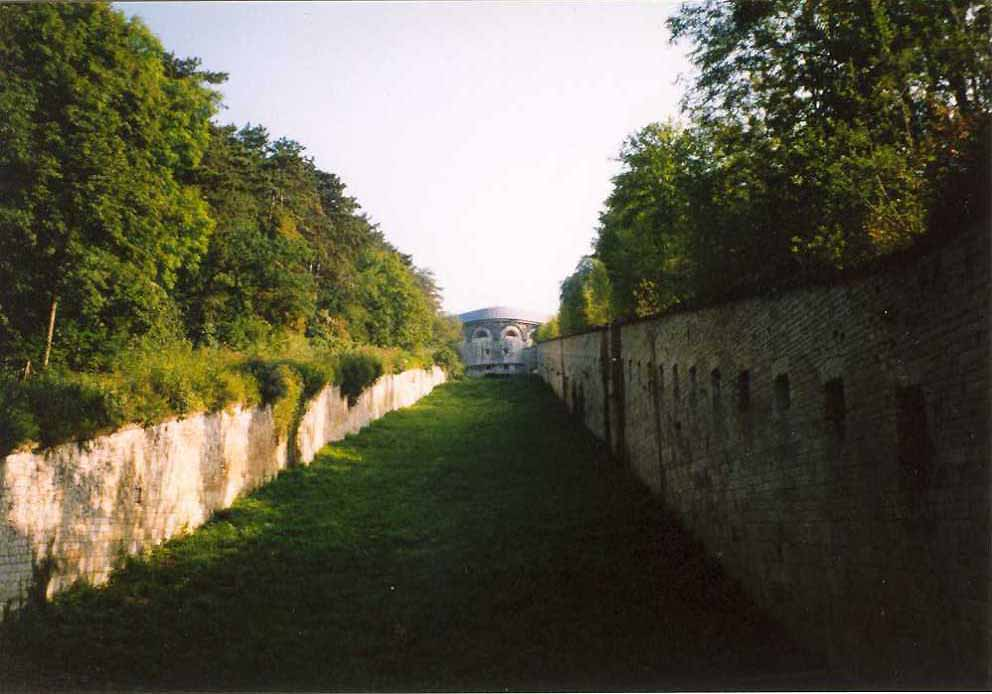
Graben der Anschlusslinie, oben die Südwestflanke der Wilhelmsburg

Diese Anschlusslinie konnte 30 Mann aufnehmen und wurde unter von Hügel in den Jahren 1843 bis 1852 erbaut. Sie verbindet die Kienlesbergbastion mit der Wilhelmsburg über einen Höhenunterschied von 70 Metern und besteht aus einer 350 Meter langen Escarpenmauer, einem trockenen Graben, einem Wall, der im mittleren Bereich drei Geschützstellungen besitzt, einer Bonnetkasematte im Saillant mit dahinter liegender Wurfbatterie und einem Glacis. Außerdem befinden sich am Anschluss zur Kienlesbergbastion ein großes Kriegspulvermagazin mit einem Fassungsvermögen von 1200 Zentner (~60 t) Pulver, sowie ein kleineres Magazin in den obersten Geschützstellungen. Im oberen Bereich hinter dem Wall stand ein Wallmeisterhaus. Im Zweiten Weltkrieg dienten die Kasematten und das große Pulvermagazin als Luftschutzräume, da diese aber nicht ausreichten, wurden Stollen unter den Wall getrieben, von denen heute noch die betonierten Eingänge an der unteren Säntisstraße zu sehen sind. Das Werk XI ist bis auf das Wallmeisterhaus vollständig erhalten. Zwischen 1994 und 1999 wurde der Graben und der Gedeckte Weg gerodet und damit in den Ursprungszustand versetzt. Ende der 1990er wurde eine Geschützscharte am Saillant vergrößert und eine Holzbrücke für Spaziergänger über den Graben gelegt. Im unteren Bereich wird der Graben von einem Schützenverein genutzt.

### Wilhelmsfeste

#### XII – Wilhelmsburg

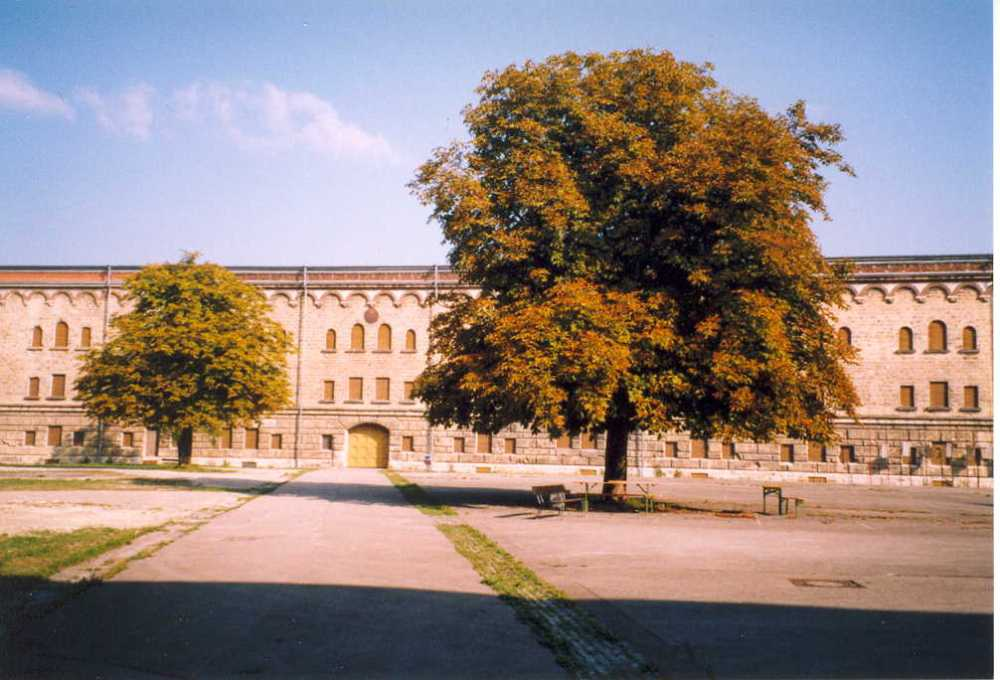
Innenhof der Wilhelmsburg

Die 200 × 130 Meter große Wilhelmsburg, die unter dem württembergischen Major von Erhardt in den Jahren 1842 bis 1849 erbaut wurde, dient der aus mehreren Werken bestehenden Wilhelmsfeste als Reduit und ist das stärkste Element der Hauptumwallung. Die Zitadelle konnte 6.951 Mann aufnehmen. Der Innenhof hat eine Fläche von 1,3 ha. Die Wilhelmsburg besteht aus vier Flanken, einem Kehlturm mit eigenem Innenhof und zwei 30 Meter hohen Flankentürmen an der Frontseite. Sie reicht zudem von der Grabensohle etwa 20 Meter, im Bereich der Gegenminenstollen 25 Meter tief ins Erdreich. Außerdem lief ein trockener Graben rund um die Burg, dessen Nordseite beim Umbau der Wilhelmsfeste zur Bundeswehrkaserne in den 1950ern zugeschüttet wurde. In der Wilhelmsburg befinden sich rund 570 Räume, sie besteht aus 300.000 t Kalkstein aus dem Blautal. Wie die Reduits der Donaubastionen wurde die Wilhelmsburg als Defensivkaserne angelegt, das heißt, dass die Wohnräume der Soldaten auf der Seite zum Innenhof und die Geschützkasematten an den Außenseiten liegen. In der Kehlseite befinden sich halbkreisförmige Öffnungen, die als Wurfbatterien verwendet werden konnten. Im Kehlturm befindet sich eine mit Zweispännern befahrbare Rampe, mit der die einzelnen Stockwerke mit allem Nötigen versorgt werden können. An den Flankentürmen befinden sich die Anschlüsse zu den Werken XIII (linker Turm) und XVII (rechter Turm), an der rechten Flanke der Anschluss an Werk XVIII und an der linken Ecke der an Werk XI.
Die Wilhelmsburg wurde unterschiedlich genutzt. Von ihrer Fertigstellung bis 1866 wurde sie von der österreichischen Festungsartillerie belegt, zeitgleich, jedoch länger (bis 1871) vom 6. Württembergischen Infanterieregiment. 1871 zog das Grenadier-Regiment „König Karl“ (5. Württembergisches) Nr. 123 ein und blieb bis 1918. Erst 1920 zogen wieder Soldaten der Reichswehr ein. 1928 wurde die mittlerweile undichte Erdbedeckung durch ein Ziegeldach ersetzt. 1935 wurden durch den Aufbau der Wehrmacht die Einheiten neu gegliedert, so entstand das Infanterieregiment 56, von dem aber nur ein Teil in die Wilhelmsburg einzog. Die Wehrmacht nutzte während des Zweiten Weltkriegs die Zitadelle nur wenig.
Im August 1944 wurde das von der sowjetischen Operation Bagration bedrohte Elektronenröhren-Werk von Telefunken aus Łódź (damals Litzmannstadt) in die Wilhelmsburg verlegt. Für die Unterbringung der dort tätigen Zwangs- oder „Ostarbeiter“ wurden im Innenhof Baracken errichtet.
Durch mehrere Bombentreffer brannte der Dachstuhl großflächig aus, der Rest wurde von den Amerikanern nach Kriegsende für den Wiederaufbau der Stadt beschlagnahmt. Die Burg diente nun als Notunterkunft für ausgebombte Bürger und Heimatlose. Im Lauf der Jahre entstand so ein Flüchtlingslager mit bis zu 3.000 Bewohnern und eigener Infrastruktur. 1956 wurde es aufgelöst, die letzten verbliebenen Bewohner wurden in die Gaisenbergkaserne umgesiedelt. Von 1956 bis in die 1970er wurde die Burg dann von der Bundeswehr genutzt, bis die auf Grund des fehlenden Daches eingedrungene Feuchtigkeit so groß wurde, dass die Räume unbewohnbar wurden. 1985 wurden die Kamine abgedichtet und 1986–89 wurde ein Blechdach aufgesetzt. Seit Mitte der 1990er ist die Burg nahezu ausgetrocknet. 1986 kaufte die Stadt Ulm die Burg von der Bundesrepublik zum symbolischen Preis von einer Mark. Seither steht sie weitgehend leer, nur ein Solarunternehmen nutzt einen Teil im Kehlturm sowie das Blechdach der Frontseite für Sonnenkollektoren, außerdem befinden sich Räume des Förderkreises Bundesfestung Ulm im Kehlturm. Der Innenhof wird zu offiziellen Anlässen der Bundeswehr und vom Theater Ulm für Freilichtaufführungen genutzt. Außerdem bietet der Förderkreis Bundesfestung am 3. Sonntag jedes Monats um 11 Uhr eine kostenlose Führung an. Eine Anmeldung ist nicht notwendig.

#### Die Wilhelmsfeste – Werke XIII bis XVII

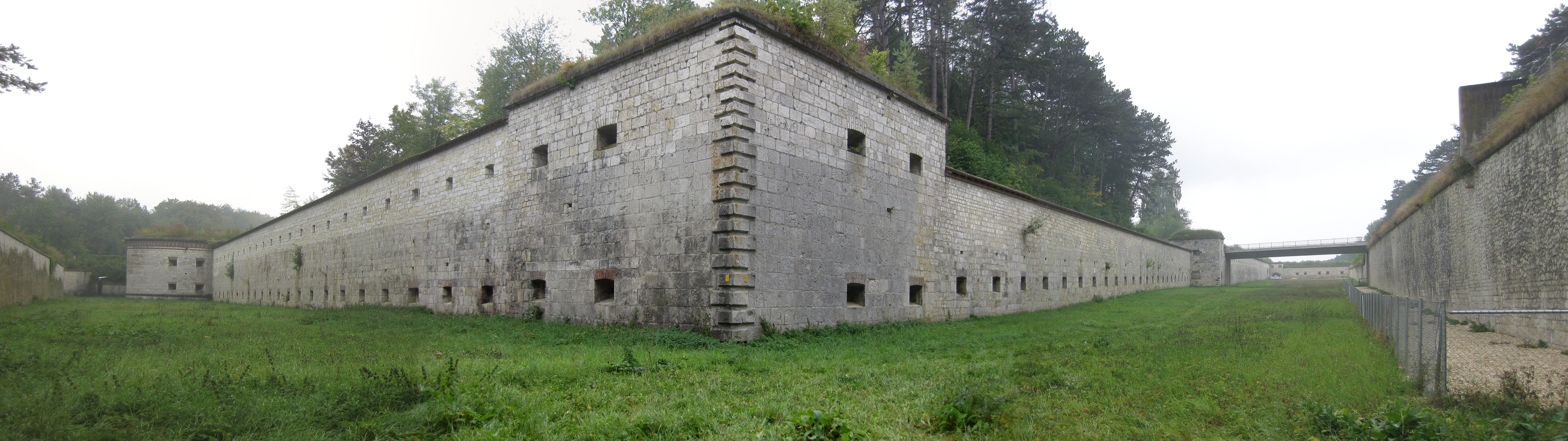
Wilhelmsfeste mit den Werken XIII bis XVII

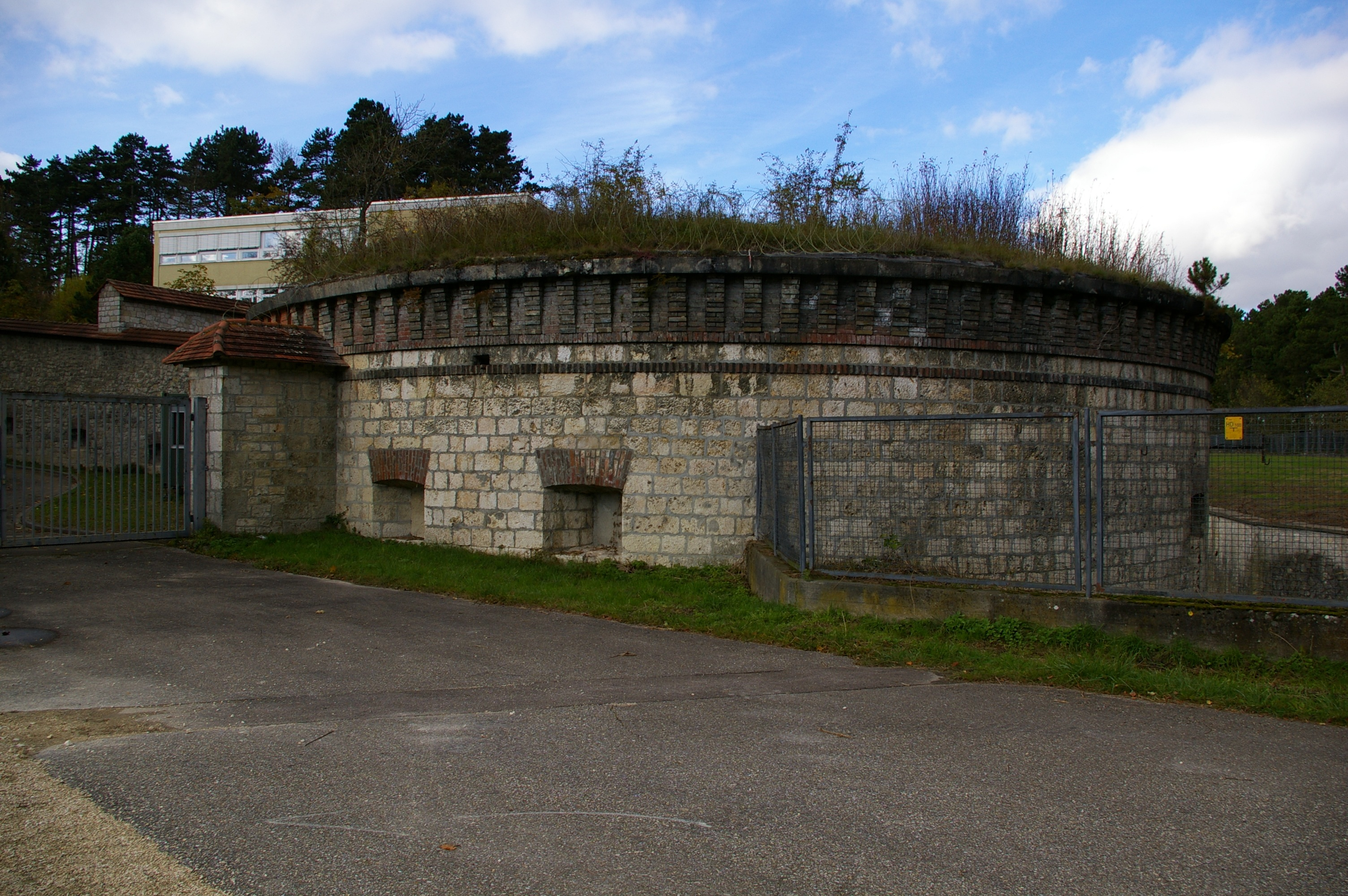
Flankenturm des rechten Stützpunkts XVI

Diese Feste wurden zwischen 1842 und 1857 unter Leitung des württembergischen Hauptmanns von Finsterlin mit Unterstützung der württembergischen Oberleutnants Berger, von Gaisberg und Arlt errichtet und konnte insgesamt 1.607 Mann aufnehmen, davon entfielen 766 auf den linken Stützpunkt (XIV), 286 auf die mittlere Courtine (XV) und 555 auf den rechten Stützpunkt (XVI). Die Courtinen XIII und XVII waren als reine Mauer- und Wallanlagen nicht belegbar. Die Wilhelmsfeste besaß die stärkste Front der Bundesfestung auf der Kuppe des Michelsbergs. Insgesamt besteht das Werk aus einer umlaufenden und mehrfach durch abschließende Mauern unterbrochenen traversierten Wallanlage mit Escarpenmauer und trockenem Graben, außerdem zwei Stützpunkten (auch Redouten genannt) an den Schultern der Front mit jeweils einem Reduit. Am linken Kehleck befindet sich eine Halbcaponniere, in der Courtine XV die große Hauptcaponniere und an der rechten Seite ein Flankenturm. Im Innenhof wurden verschiedene Kasernengebäude und ein Pulvermagazin errichtet. Im Süden befindet sich die Wilhelmsburg, die ein eigenes Festungswerk darstellt. Nördlich der Feste befanden sich der Lehrer Turm und das Fort Prittwitz, mit beiden war sie durch gedeckte Wege verbunden. Die gesamte Feste wird seit ihrer Fertigstellung nahezu ununterbrochen militärisch genutzt. Bis 1918 hatte die württembergische Armee ihren Standort dort, von 1920 bis 1935 die Reichswehr, anschließend bis 1945 die Wehrmacht. Von 1945 bis 1956 wurde sie von der US Army belegt und seit 1956 ist sie als Wilhelmsburgkaserne Standort der Bundeswehr, von 1956 bis 2005 vom II. Korps, von 2005 bis 2013 vom Kommando Operative Führung Eingreifkräfte und seit Juli 2013 vom Multinationalen Kommando Operative Führung / Multinational Joint Headquarters Ulm. Beim Bau einiger Bundeswehranlagen wurden Teile der Wälle insbesondere in der linken Seite zerstört, insgesamt ist die Anlage jedoch gut erhalten.

### Östliche Bergfront

#### XVIII – Östliche Anschlusslinie zur Wilhelmsburg

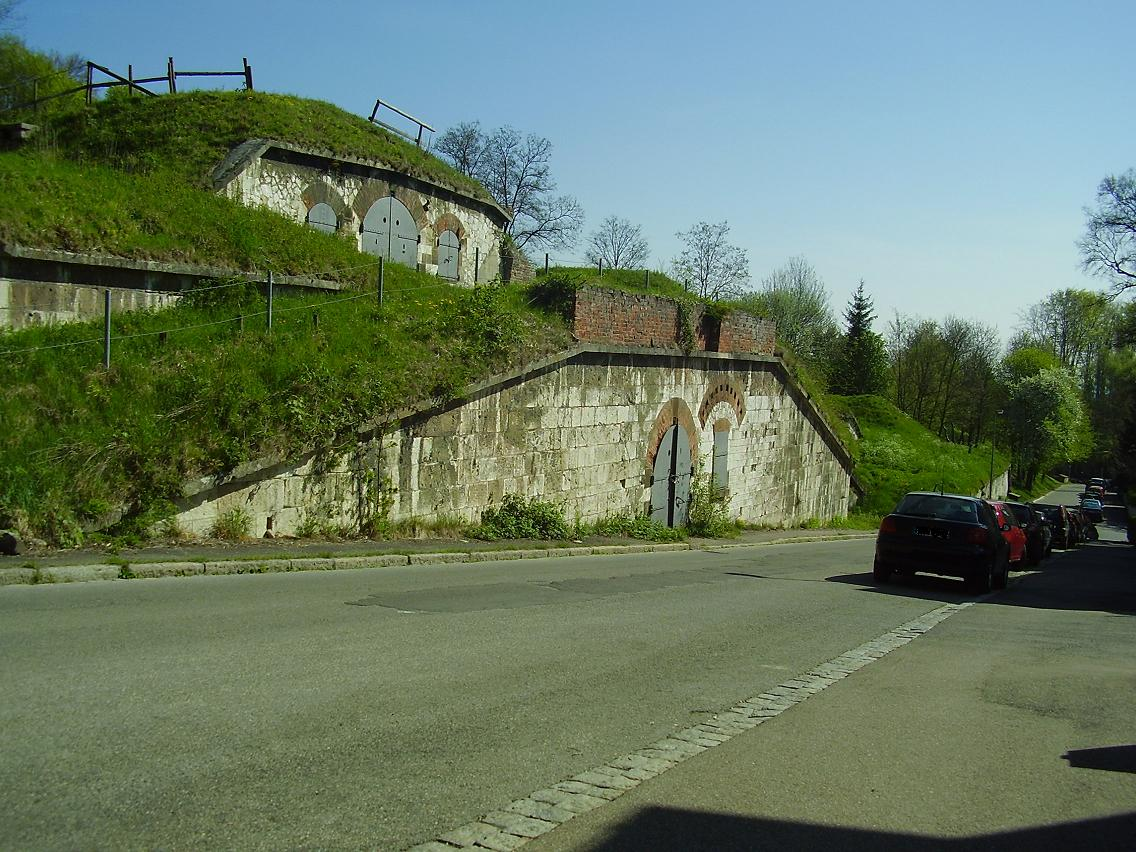
Eingänge zu den Kasematten und der Hohltraverse (oben) der östlichen Anschlusslinie

Die mit 20 Mann belegbare Anschlusslinie wurde zwischen 1843 und 1858 unter dem sächsischen Hauptmann Vogt mit Unterstützung der württembergischen Leutnants Graf von Reischach und von Valois erbaut. Sie verbindet die Wilhelmsburg mit der Oberen Gaisenbergbastion und besteht aus einer nachträglich traversierten und mit Pulvermagazinen und Kasematten ausgestatteten Wallanlage, einem trockenen Graben, einem Glacis und einer Escarpe. Im rechten Teil wurde vor dem Graben ein Blockhaus angelegt, im linken Teil ein Kriegspulvermagazin hinter dem Wall. Das Tor in der Escarpenmauer am Anschluss zur Wilhelmsburg wurde 1905 gesprengt und in der Folge ab 1917 große Teile des Grabens aufgefüllt. Seit einigen Jahren wird die Escarpenmauer restauriert, das Werk ist ansonsten großteils erhalten.

#### XIX – Obere Gaisenbergbastion

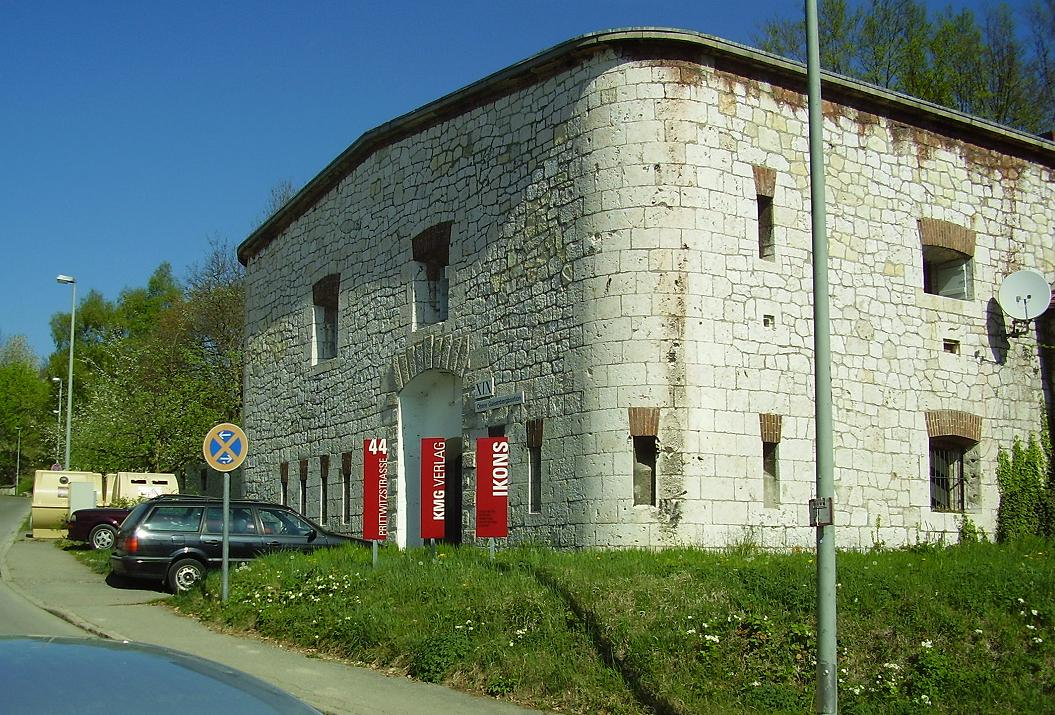
Reduit der Oberen Gaisenbergbastion

Sie wurde zwischen 1843 und 1858 unter Hauptmann Vogt erbaut und konnte bis zu 206 Mann aufnehmen. Bestandteile des Kernwerks waren eine traversierte Wallanlage, Escarpenmauer, trockener Graben, Glacis, ein Reduit, Secondeflanken an den Schulterpunkten und eine Bonnetkasematte mit dahinter liegender Wurfbatterie im Saillant. Das Reduit wurde als Pulvermagazin geplant und hat daher eine eher ungewöhnliche viereckige Form. 1903 wurde die rechte Werksseite für den Bau der Eythstraße abgetragen, lediglich die rechte Secondeflanke blieb erhalten. 2002 wurde das mittlerweile verwahrloste Werk von der Stadt restauriert, nachdem in der linken Secondeflanke Fälle von Brandstiftung und Vandalismus immer häufiger wurden. Die Front wird heute von einer angrenzenden Gärtnerei genutzt, das Reduit ist Sitz eines Verlags.

#### XX – Courtine am Gaisenberg

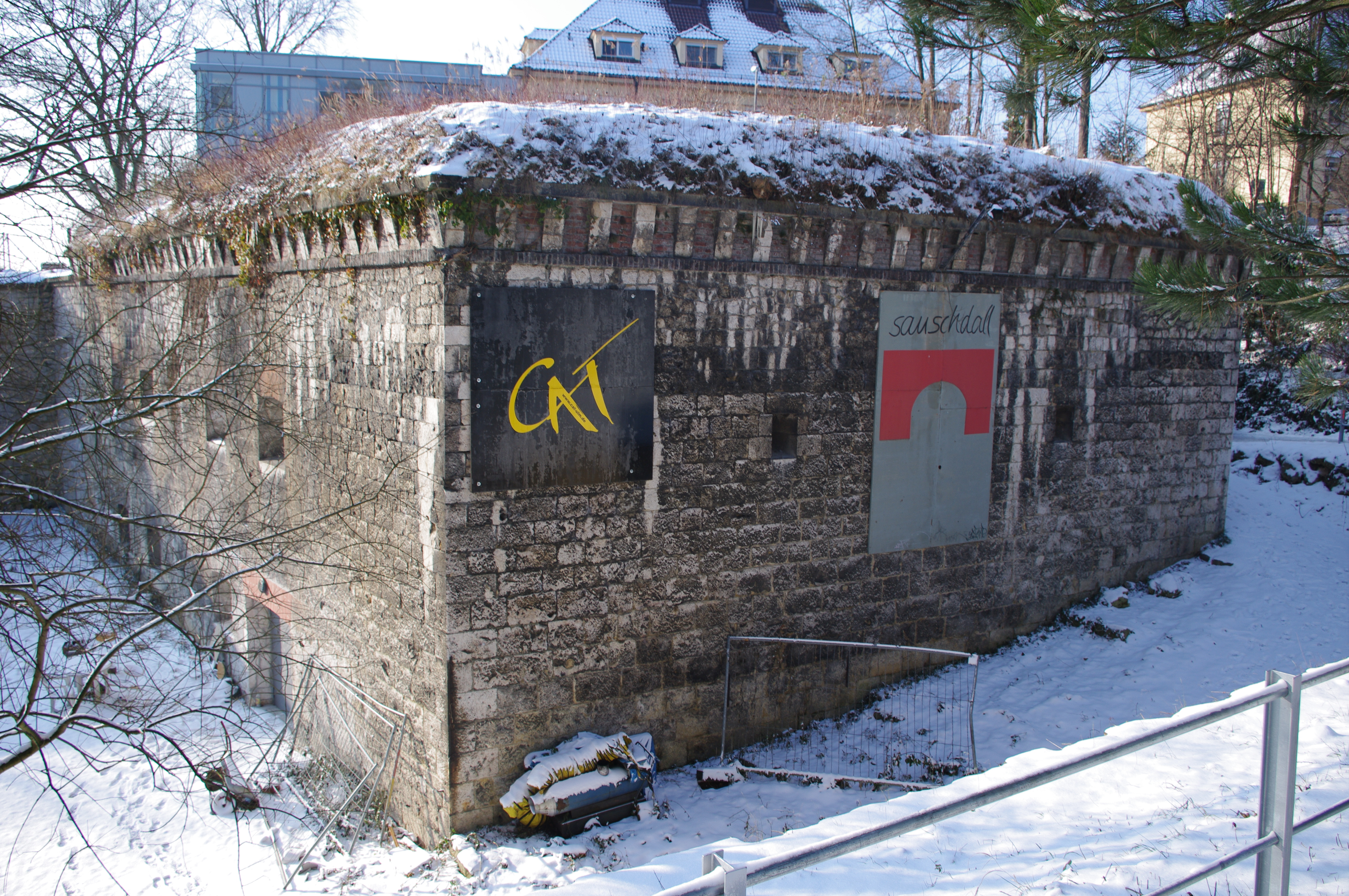
Caponniere der Courtine XX

Sie verband die beiden Gaisenbergbastionen und wurde unter Hauptmann Vogt zwischen 1843 und 1858 errichtet. Die Courtine beinhaltete eine Wallanlage, Escarpe, einen trockenen Graben, eine Caponniere im Saillant mit dahinter liegender Wurfbatterie, einem Glacis und dem Bahntor für die Filstalbahn. Die Caponniere hatte die Aufgabe, den Graben zu den beiden Gaisenbergbastionen zu bestreichen. Ab 1916 wurde der Wall von französischen Kriegsgefangenen abgetragen und der Graben damit aufgefüllt. Heute ist nur noch die Caponniere erhalten, die vom Jazzkeller Sauschdall und dem Club CAT genutzt wird.

#### XXI – Untere Gaisenbergbastion

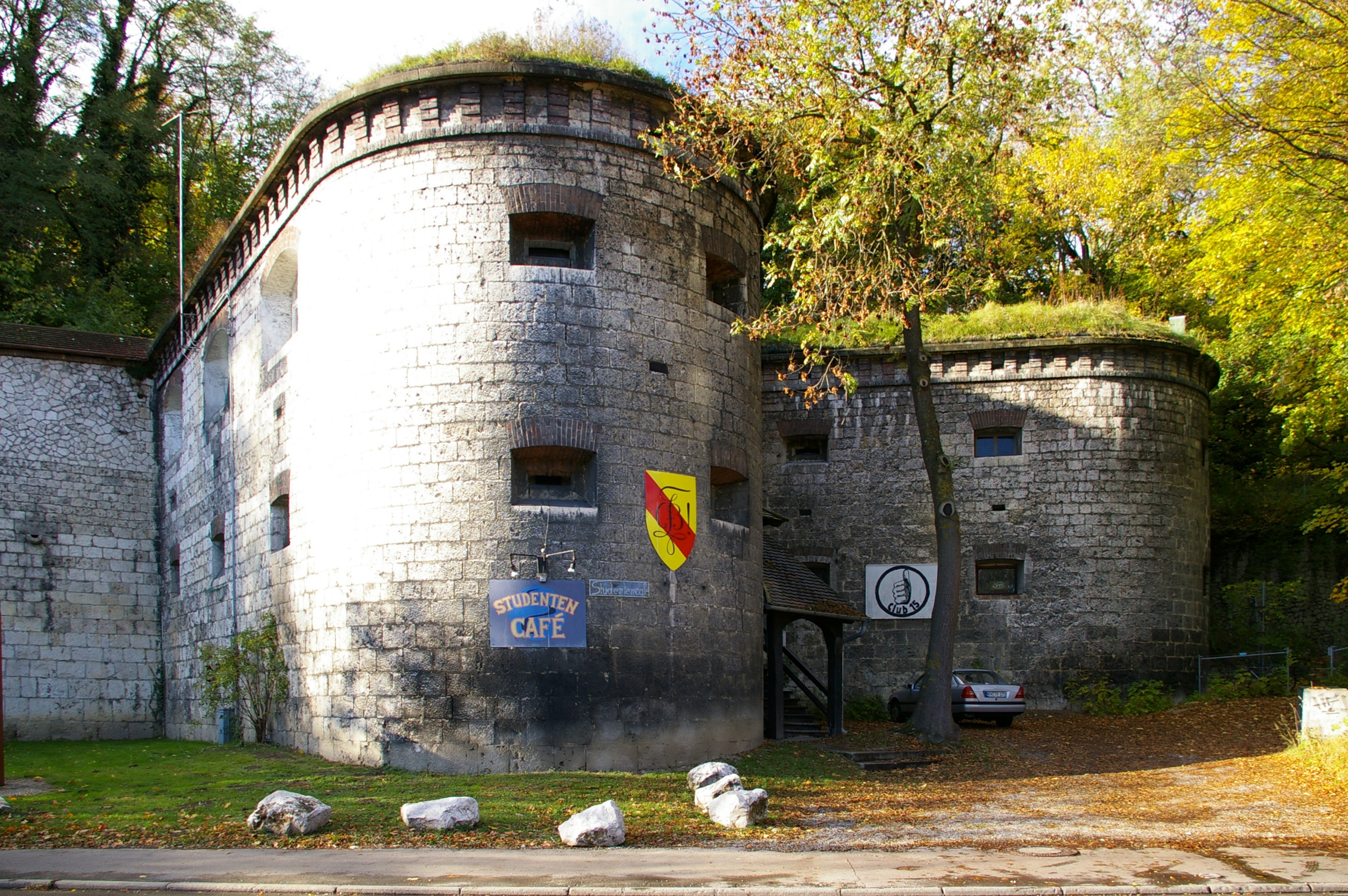
Doppelcaponniere der Unteren Gaisenbergbastion

Diese Bastion war eins der stärksten Kernwerke der Hauptumwallung, das dreistöckige Reduit wurde als Defensivkaserne ähnlich den Reduits der Donaubastionen gebaut, allerdings wegen des Höhenunterschiedes in zwei Flügeln abgestuft. 1896 wurde auf den niedrigeren Flügel ein weiteres Stockwerk aufgesetzt. Weiter bestand sie aus Wallanlage, Escarpe und trockenem Graben, einer Secondeflanke an der linken und einer Doppelcaponniere an der rechten Schulter. In den Wallenden wurden jeweils Pulvermagazine eingebaut, im Saillant befanden sich Bonnetkasematte, Mörserbatterie und Bonnetbatterie, letztere beiden auf dem Wall. Die Bastion wurde zwischen 1897 und 1918 vom ersten Bataillon des Infanterieregiments Nr. 127 belegt, die Caponniere zwischen 1913 und 1918 von der 12. Kompanie des III. Bataillons. Die auch Gaisenbergkaserne genannte Bastion wurde nach dem Ersten Weltkrieg aufgelöst, und das Reduit wurde zum Wohngebäude. Während des Zweiten Weltkriegs brannte das 1896 aufgesetzte Stockwerk vollständig aus. 1956 wurden dort die letzten Bewohner der Wilhelmsburg untergebracht, da diese von der Bundeswehr genutzt werden sollte. 1960 wurde mit dem Abbruch der Bastion begonnen, um Platz für die Hochschule Ulm zu schaffen. Auf dem Gelände des Reduits befindet sich heute ein Parkplatz. Lediglich Teile des rechten Walls, die mächtige Doppelcaponniere und Teile der rechten Face und Kehlmauer blieben erhalten. Die Caponniere wird seitdem vom Studentencafé und dem Club 15 genutzt, das Gelände des Walls von der Begegnungsstätte Charivari.

### Untere Stadtfront

#### XXII – Courtine zur Unteren Donaubastion
Dieses Werk verband die Untere Gaisenbergbastion mit der Unteren Donaubastion und konnte mit bis zu 165 Mann belegt werden. Unter dem preußischen Ingenieur Major Voelker wurde sie zwischen 1845 und 1855 errichtet. Neben den üblichen Bauwerken Wallanlage, Escarpe, nasser Graben und Glacis besaß die Courtine am linken Ende das Stuttgarter Tor, am rechten das Friedrichsautor und im Saillant ein Cavalier, um das sonst nur durch das Fort Friedrichsau geschützte Vorfeld besser in Beschuss nehmen zu können. Hinter dem Cavalier wurde ab 1861 ein Kriegslaboratorium zur Munitionsherstellung gebaut. Neben dem Stuttgarter Tor wurde zwischen 1875 und 1877 das Bahntor für die Bahnstrecke Aalen–Ulm durchgebrochen. Links neben dem Friedrichsautor lag die große Caponniere der unteren Stadtfront, die den Graben beiderseits bis zu den jeweiligen Saillants zu bestreichen hatte. Ab 1902 wurde mit dem Abbruch des Werks begonnen und bis 1925 war die Anlage vollständig eingeebnet. Heute sind noch das Glacis und einige Mauerreste erhalten.

#### XXIII und XXIV – Contregarde und Untere Donaubastion

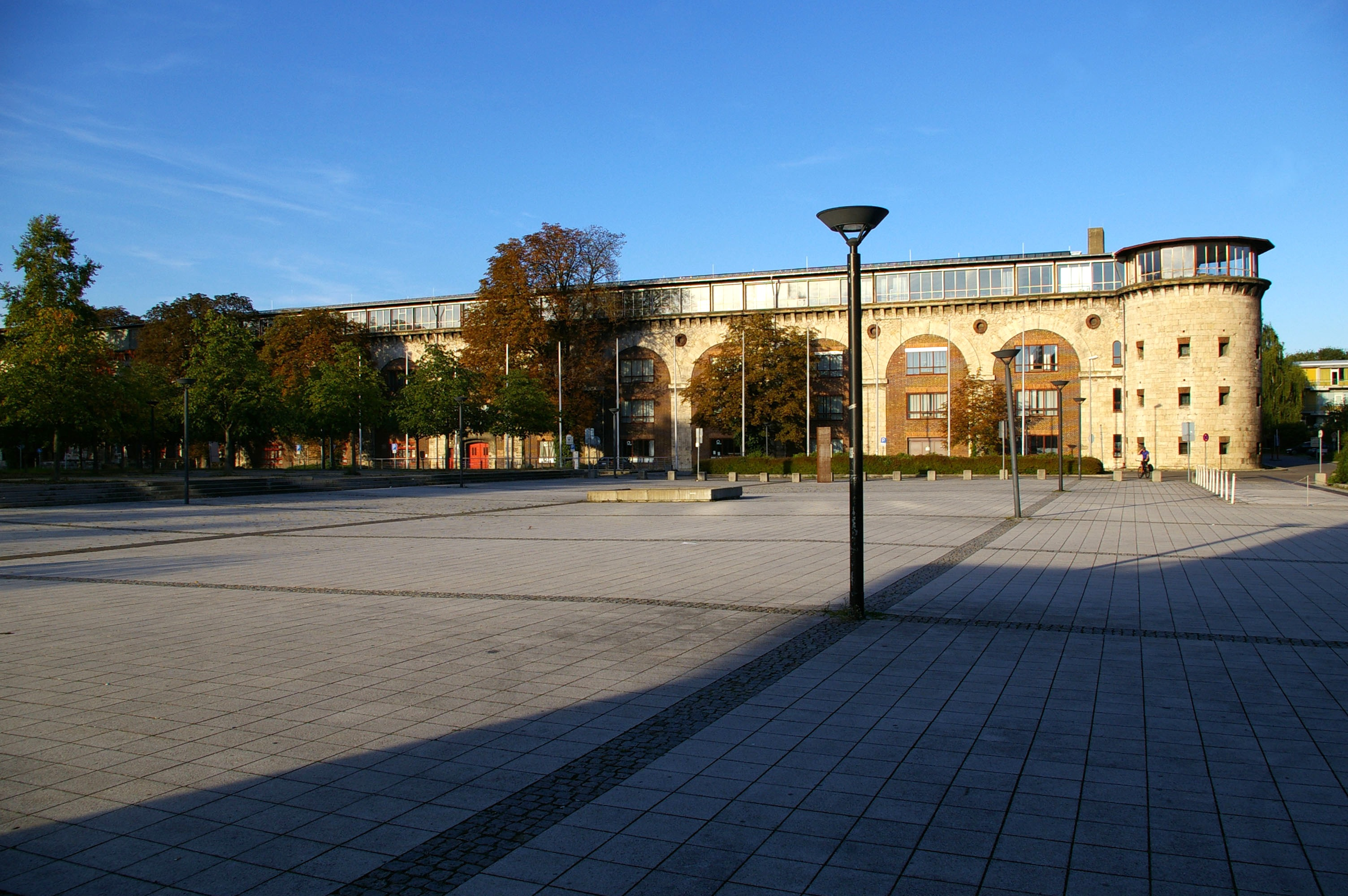
Reduit der Unteren Donaubastion

Beide Werke wurden zwischen 1845 und 1855 unter Major von Völker, das Reduit unter dem württembergischen Oberleutnant Sonntag errichtet und konnte mit 1.611 Mann (Bastion) und 52 Mann (Contregarde) belegt werden. Die beiden Werke bestanden aus einem vierstöckigen Reduit mit zwei Flanken- und einem Treppenturm, welches als Defensivkaserne genutzt werden konnte, Wall, Escarpe, zwei nassen Gräben (für jedes Werk ein eigener), Glacis, einer ungewöhnlich starken Bonnetkasematte in der Bastionsspitze mit dahinter liegender Wurfbatterie, Pulvermagazinen in den Wallenden, einer Caponniere an der linken Schulter und einer Halbcaponniere an der rechten Kehlmauer. Zwischen 1873 und 1918 diente das Reduit der 1. und 3. Kompanie des württembergischen Pionierbataillons Nr. 13 als Kaserne, daher auch der im Volksmund gebräuchliche Name „Pionierkaserne“. 1894–96 wurde das Reduit um ein Stockwerk erhöht. Ab 1904 wurden nach Aufgabe der Hauptumwallung der Wall in den Graben gefüllt und auf den so entstandenen Flächen Kasernengebäude errichtet. Zwischen 1921 und 1939 wurde die Kaserne vom Pionierbataillon Nr. 5 belegt, danach endete die militärische Nutzung der Bastion. Im Zweiten Weltkrieg brannte das obere Stockwerk vollständig aus und wurde 1950 in moderner Form wieder aufgebaut. Das Reduit diente ab den 1950ern der Robert-Bosch-Schule als Gebäude. Heute befinden sich in dem Gebäude eine Zweigstelle der Ferdinand-von-Steinbeis-Schule, eine Außenstelle des Stadtarchivs Ulm und das Kreismedienzentrum. Auf dem Gelände östlich des Reduits befindet sich seit 1975 die Valckenburgschule Ulm, auf dem Vorhof das Congress Centrum Ulm und das Maritim Hotel. Die Untere Donaubastion ist nicht zu verwechseln mit der frühneuzeitlichen und heute nicht mehr existierenden Unteren Donaubastion, die auch „Bastion Drath“ genannt wurde.

### Donauufer

#### XXV und XXVI – Unterer Donauturm und Untere Stadtkehle

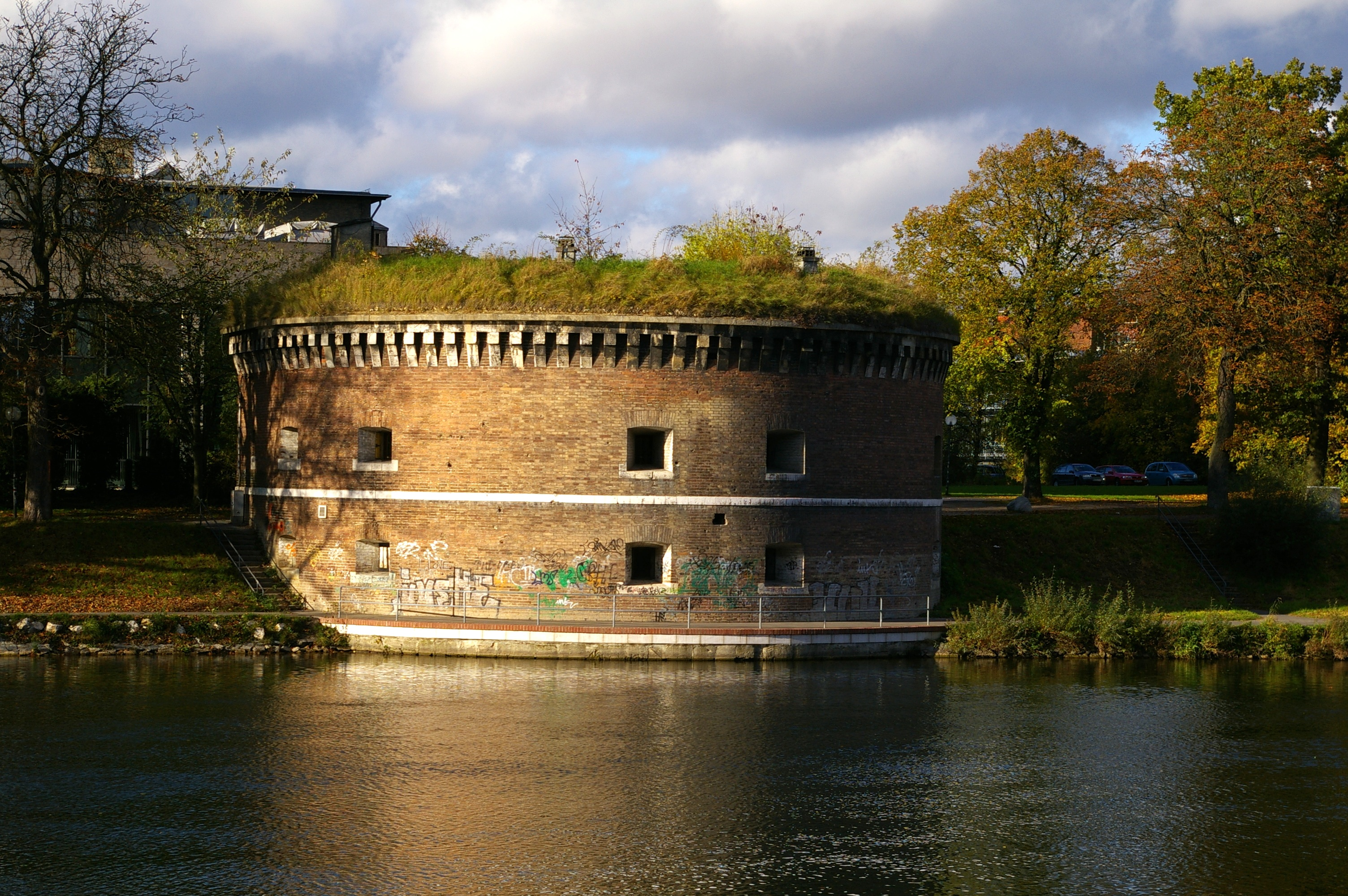
Unterer Donauturm

Der Geschützturm, auf Grund seines Baustoffs auch „Roter Turm“ genannt, und die Kehlmauer wurden zwischen 1845 und 1855 unter Major von Völker errichtet und konnte mit bis zu 72 Mann belegt werden, die Kehle mit 7 Mann. Zwischen Turm und Kehlmauer befand sich das kleine Ländetor. Der Turm ist heute noch vollständig, die Kehlmauer zur Hälfte erhalten, vom Ländetor steht noch der rechte Pfeiler. In ersten Planungen war eine vollständige Befestigung des Donauufers zwischen den Donaubastionen erwogen worden, wohl aus Kostengründen wurden aber schließlich nur kurze Mauerstücke gebaut, die bis auf Höhe der Neu-Ulmer Donauanschlüsse reichten. Der rote Turm wird heute von der Jugend- und Kulturplattform Donauturm e. V. genutzt.

#### XXVII und XXVIII – Obere Stadtkehle und Oberer Donauturm

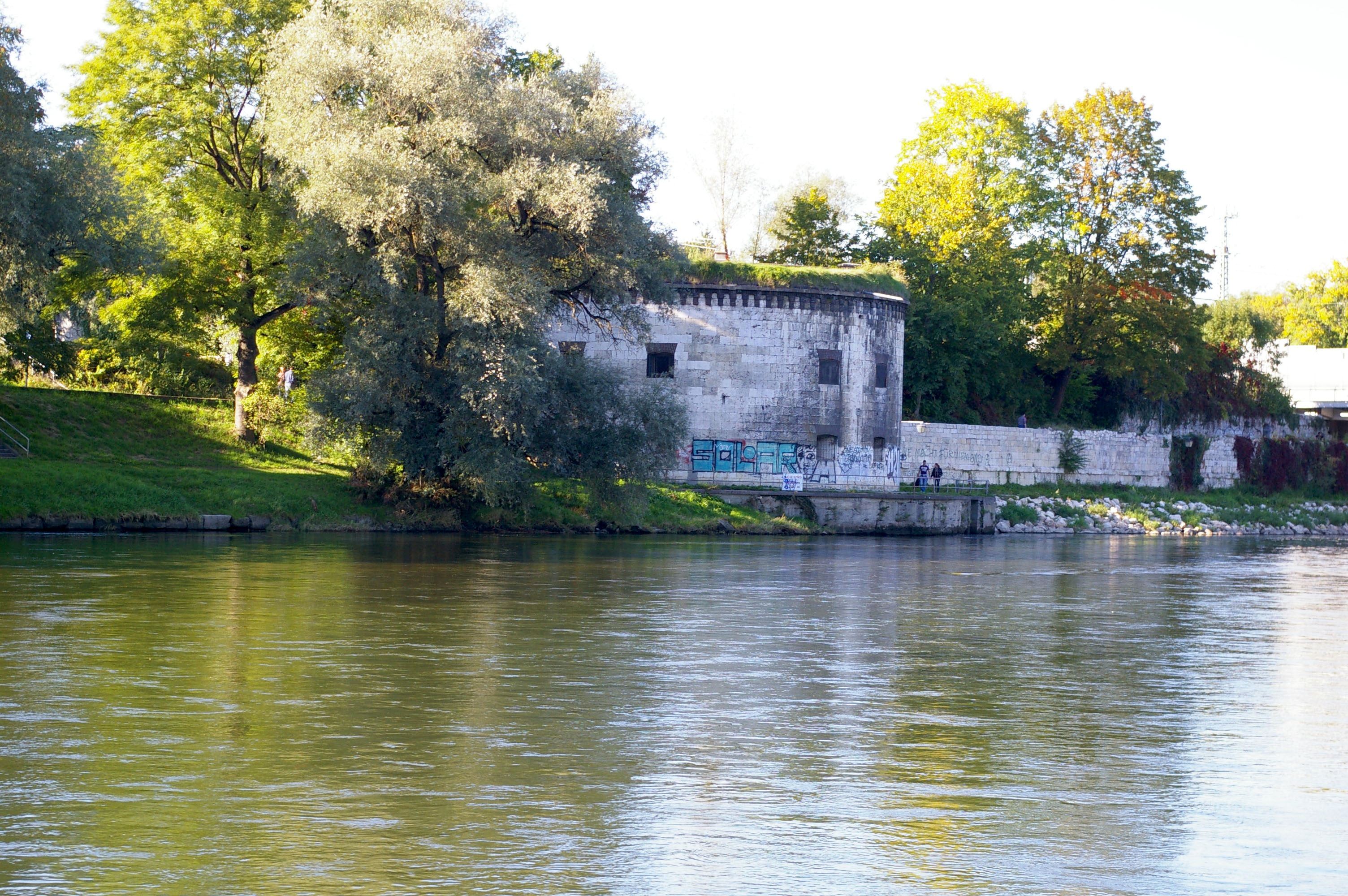
Oberer Donauturm

Die Werke wurden zwischen 1843 und 1855 unter Major von Schele erbaut. Der sogenannte „Weiße Turm“ konnte mit 73 Mann belegt werden, die 75 Meter lange Kehle als reines Mauerwerk gar nicht. Durch die Kehle führte auch das Bahntor der Südbahn. Der Donauturm ist noch vollständig, die Kehle nur auf 30 Metern zwischen Bahnstrecke und Radweg am Donauturm erhalten.

### Neu-Ulmer Stadtumwallung
Die Neu-Ulmer Stadtumwallung stellt sich völlig anders als die Ulmer Umwallung dar. Sie besteht aus sich abwechselnden Bastionen und Courtinen, die alle in Ziegelbauweise errichtet wurden. Der Entwurf und die Ausführung oblag dem Festungsbaudirektor Theodor von Hildebrandt und der Bau der Hauptumwallung wurde geleitet von den bayerischen Oberleutnants Lutz, Ysenburg und Schönnamsgruber. Erbaut wurde sie in den Jahren 1844 bis 1850.

#### Halbbastion 1 mit Augsburger Tor
Die Halbbastion lag gegenüber der Unteren Stadtkehle und konnte mit 66 Mann belegt werden. Rechts von der Bastion führte das Augsburger Tor nach außen, welches 1877/78 von einer auf zwei Durchfahrten erweitert wurde. Bereits 1910/11 wurde der größte Teil der Halbbastion eingeebnet. Am Blockhaus befand sich das Batardeau zur Wasserregulierung der Künette. Das Augsburger Tor blieb noch bis 1960 stehen und wurde als Feuerwehrhaus genutzt, wurde dann trotz Protesten aus der Bevölkerung zu Gunsten einer breiten Verkehrsstraße abgebrochen. Teile des Glacis und der Sockel des Anschlussblockhauses an der Uferstraße 5 sind heute noch erhalten.

#### Courtine 2 mit Bahntor

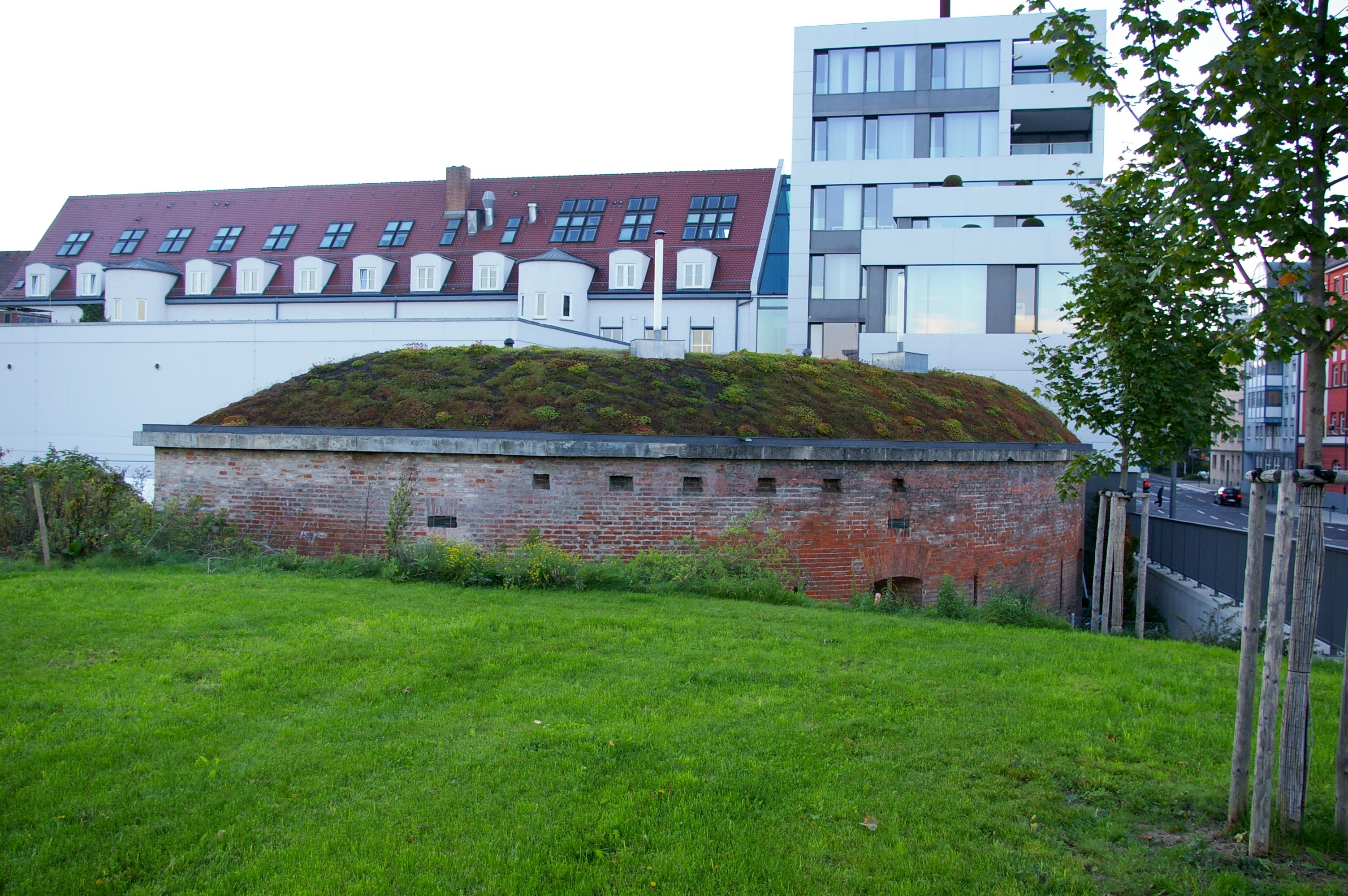
Eisenbahnblockhaus der Courtine 2

Die Courtine verband die Halbbastion 1 mit der Bastion 3 und konnte mit 281 Mann belegt werden. In der Mitte der Courtine stand eine große Caponniere und an beiden Seiten davon Flankenbatterien in den Tenaillen. Im Gedeckten Weg lag rechts der Caponniere das Eisenbahnblockhaus und neben der rechten Flankenbatterie befand sich das 1852/53 erbaute und 1873–75 erweiterte Bahntor der Bahnstrecke Augsburg–Ulm. 1909/10 wurde das Werk fast vollständig abgetragen. Heute sind noch das Eisenbahnblockhaus und die rechte Flankenbatterie erhalten.

#### Bastion 3 mit Kriegspulvermagazin
In der Südostspitze der Hauptumwallung lag die bis zu 88 Mann starke Bastion 3. Sie bestand aus dem Wall mit einer darunter liegenden Wurfbatterie am Saillant, einer Exerzierhalle und dem Kriegspulvermagazin I. 1880 wurden in den Wall drei Erd- und zwei Hohltraversen eingebaut. Um 1910 wurde die Bastion bis an die linke Hohltraverse abgebrochen, 1936 folgte das Kriegspulvermagazin, 1954 wurde das übrige Werk eingeebnet und 2003 wurde schließlich auch die Exerzierhalle abgerissen. Unterirdisch waren noch große Teile der Mauern erhalten, sie wurden jedoch 2011 für den geplanten Wohnungsbau auf dem Gelände beseitigt.

#### Courtine 4 mit der Mittleren Durchfahrt

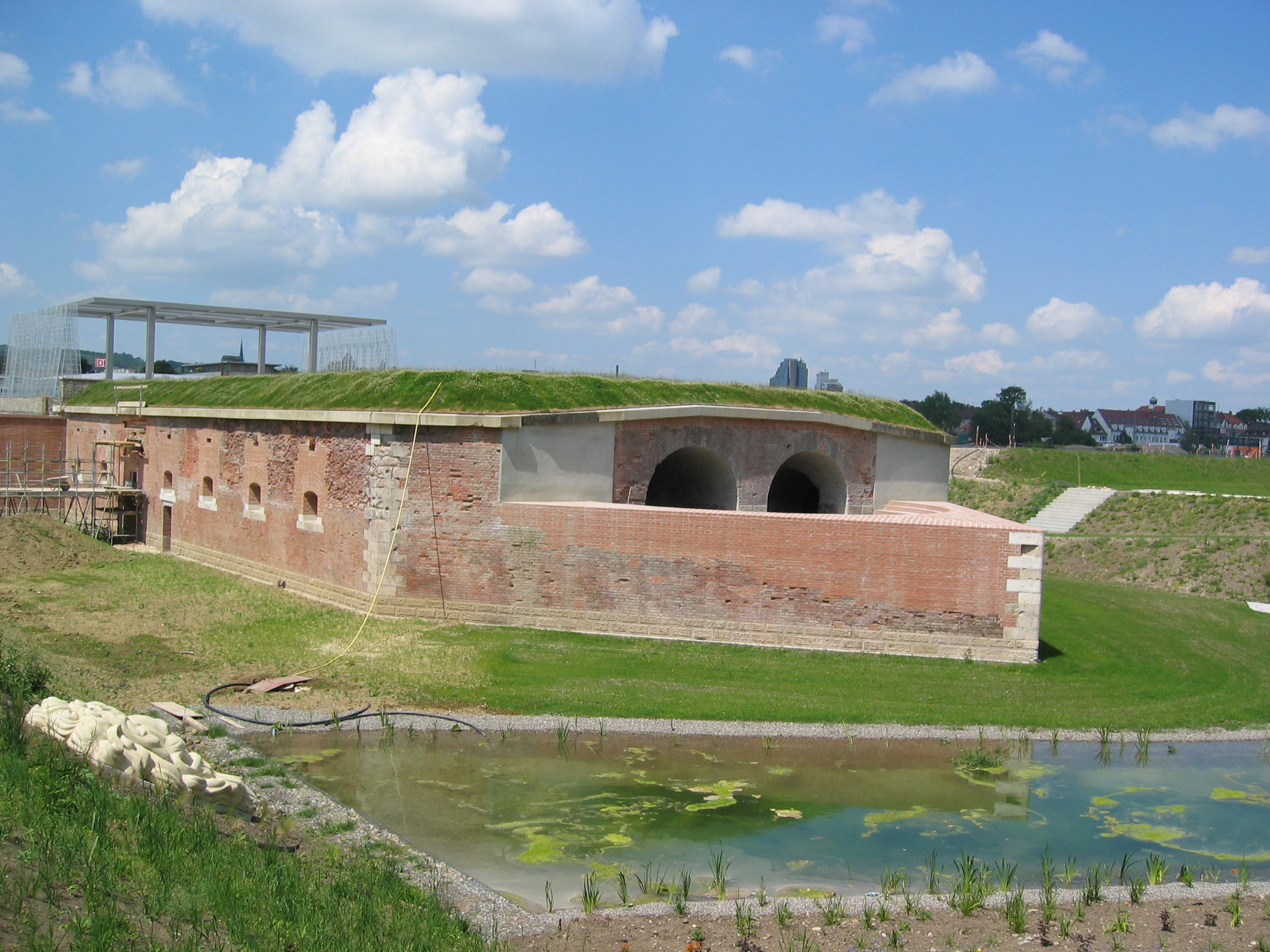
Caponniere der Courtine 4

Die bis zu 332 Mann starke Courtine verband die Bastionen 3 und 5. Ihr Grundriss ähnelt dem der Courtine 2, an der rechten Flankenbatterie wurde 1865 eine Durchfahrt angelegt, um die anderen beiden Tore zu entlasten. Mit dem Abbruch des Werks wurde 1919 begonnen und am 12. Oktober wurde der Grundstein der Neu-Ulmer Festungsanlagen in der Caponniere gehoben, auf Druck der Regierung mussten die Arbeiten jedoch wenig später wieder eingestellt werden. Das bereits gewonnene Abbruchmaterial wurde für den Umbau der katholischen Garnisonskirche (heute Pfarrkirche St. Johann Baptist) 1922 und die Errichtung eines Kriegerdenkmals auf dem Schwal 1932 verwendet. Die Courtine wurde für den Bau einer Möbelfabrik ab 1932 eingeebnet, die Caponniere wurde dabei überbaut und später als Kantine genutzt. Beim Abbruch der Fabrik ab 1993 wurde die Caponniere wieder freigelegt und 1998 an Stelle des geplanten Abbruchs in die Planungen zur Landesgartenschau 2008 mit einbezogen. 2005–2007 wurde die Caponniere vollständig restauriert, davor ein Stück Graben mit Künette nachgebildet und auf dem Dach eine Terrasse angelegt, auf der regelmäßig Konzerte stattfinden. Weitere im Boden befindliche Mauerreste wurden 2010 beim Baubeginn für Wohnungen abgetragen.

#### Bastion 5 mit Kriegsspital

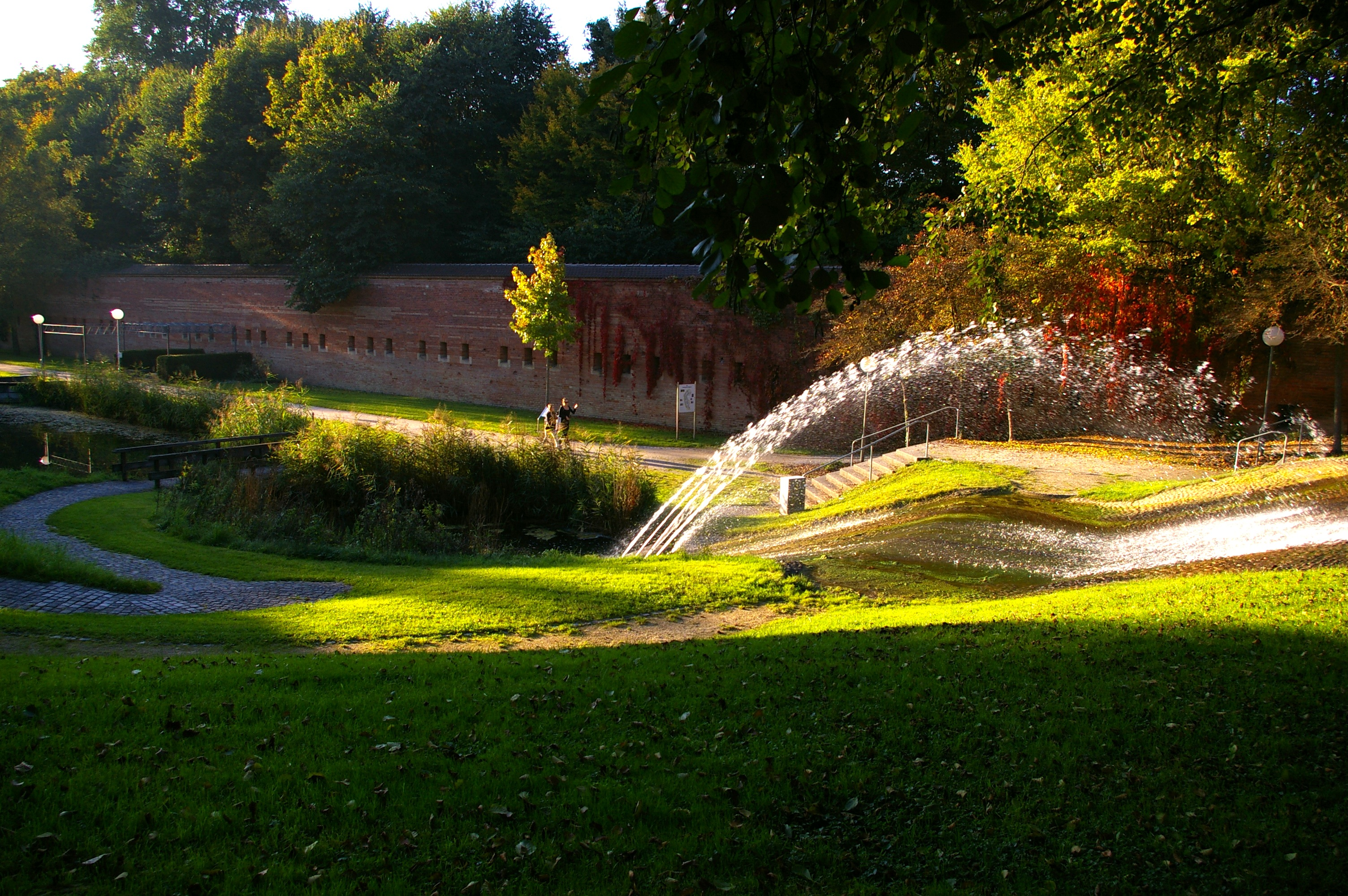
Graben der Bastion 5

Die Bastion liegt genau in der Mitte der Stadtumwallung und konnte mit 814 Mann belegt werden. Das Spital wurde als Defensivkaserne 1850–54 erbaut und ist die einzige ihrer Art auf Neu-Ulmer Seite. Genutzt wurde das Spital ab 1873 vom I. Bataillon des 1. Bayerischen Fußartillerieregiments. 1894 wurde das Spital um zwei Stockwerke erhöht und die Scharten durch Fenster ersetzt. Diese Geschosse brannten nach einem Luftangriff 1945 vollständig aus und wurden in der Folge abgetragen. Die Escarpenmauer wurde als Schildmauer mit einer Wandstärke von bis zu 3,80 Meter ausgeführt. Das Werk ist insgesamt gut erhalten, nur ein Teil der linken Werksseite fehlt.

#### Courtine 6

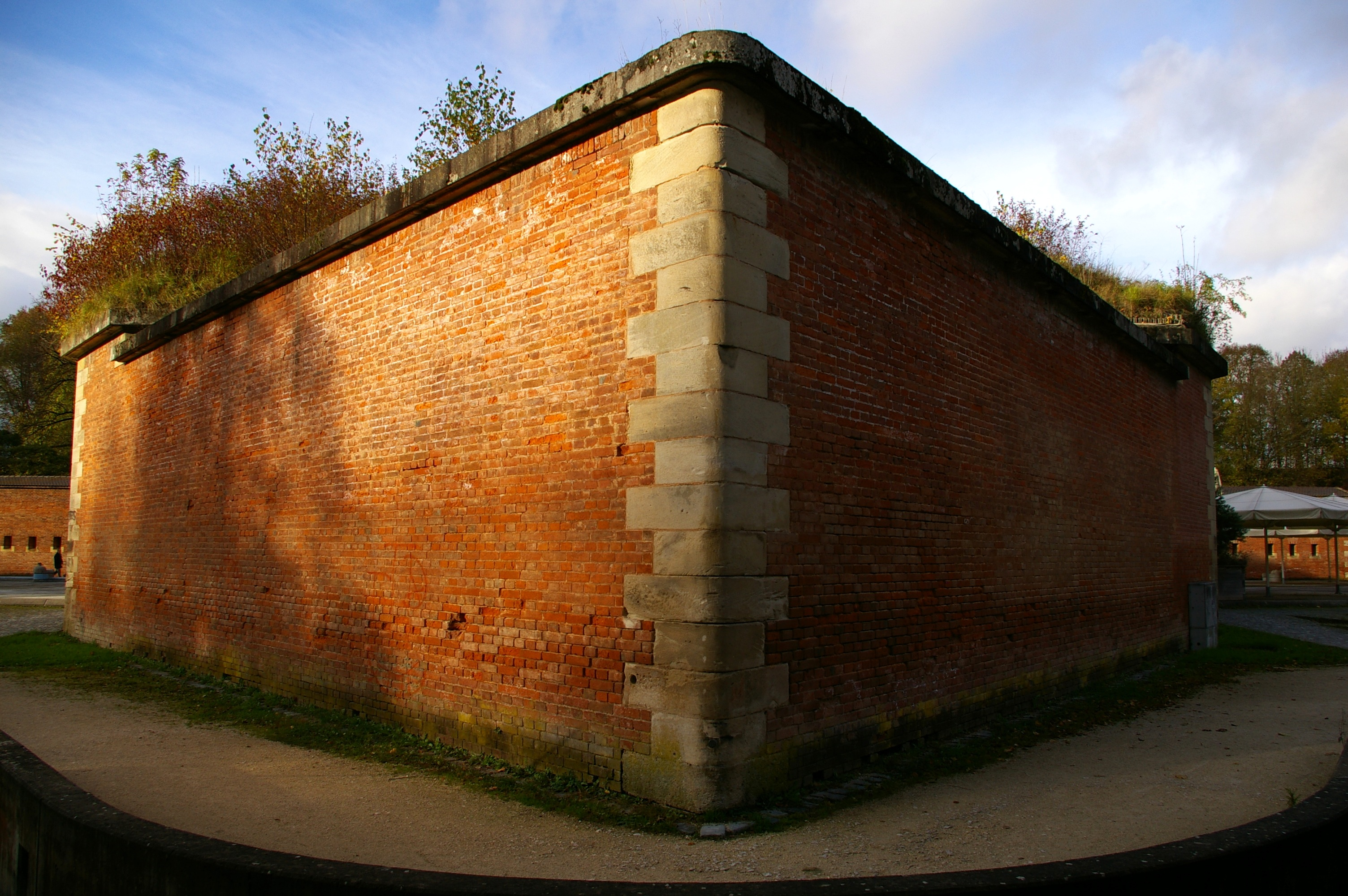
Spitze der Caponniere der Courtine 6

Die Courtine verband die Bastionen 5 und 7 und fasste maximal 335 Mann. Der Grundriss entspricht wie schon bei Werk 4 dem der Courtine 2. Der Wall wurde hinter der Caponniere jedoch zum Cavalier ausgebaut. Die Caponniere wurde im Zweiten Weltkrieg von einer Bombe getroffen, der Schaden in der Erdbedeckung ist bis heute nicht repariert. Bis auf die Blockhäuser im gedeckten Weg ist das Werk heute vollständig erhalten. Vor der Spitze der Caponniere wurde Ende der 1970er eine Freilichtbühne errichtet und die gesamte Grabenanlage samt Wall für die Landesgartenschau 1980 in Ulm und Neu-Ulm zu einer Parkanlage umgestaltet. Links der Caponniere befindet sich im Sommer ein Biergarten. Die Fassaden der Escarpenmauern wurden 2005 renoviert.

#### Bastion 7

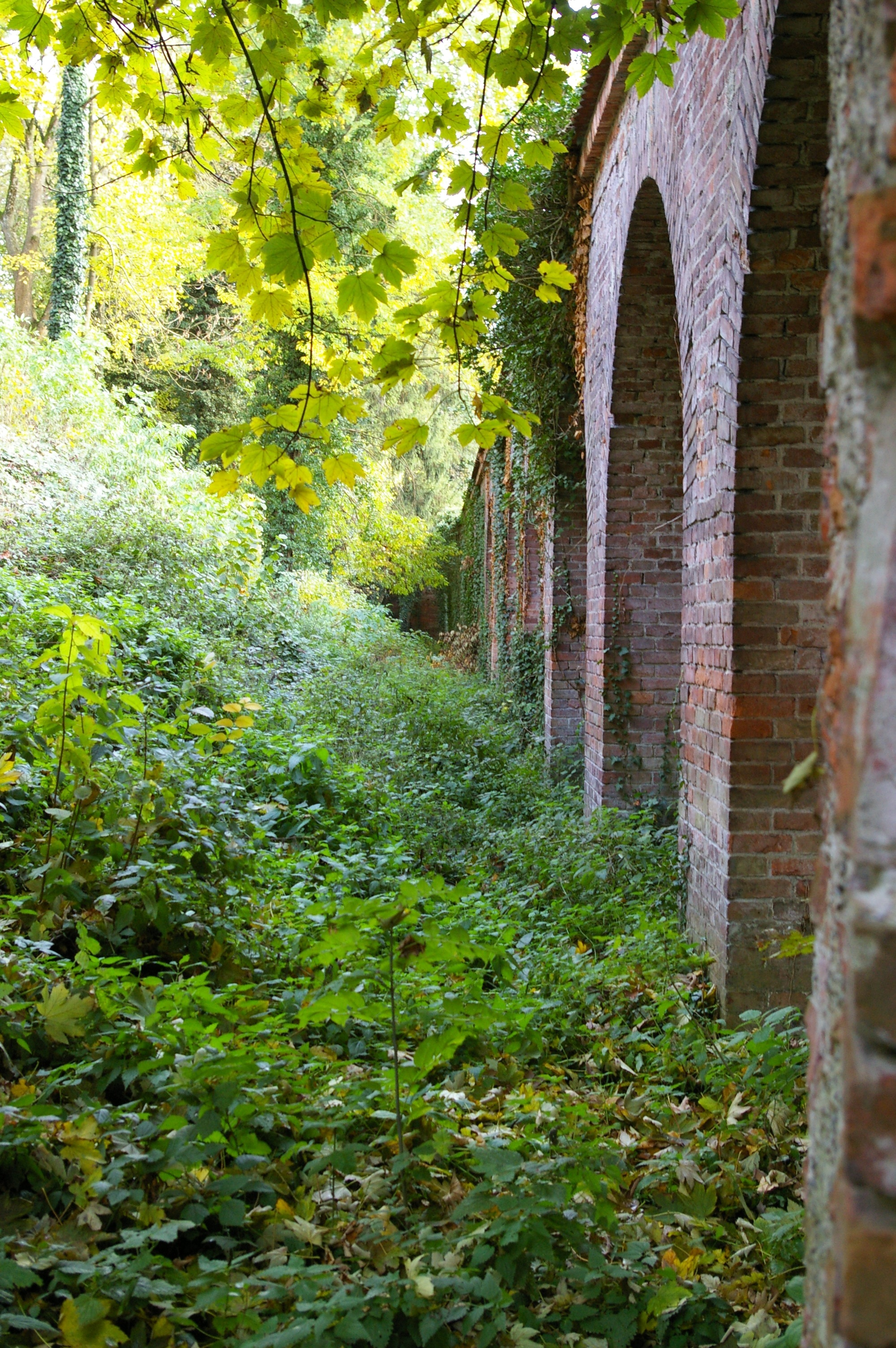
Bogenescarpe der Bastion 7

Die bis zu 92 Mann starke Bastion liegt in der südwestlichen Spitze der Neu-Ulmer Umwallung, der Grundriss entspricht dem der Bastion 3. Hinter dem Wall im heutigen Kollmannspark liegt das ehemalige Kriegspulvermagazin II mit einem Fassungsvermögen von 60 Tonnen (1200 Zentner) Schwarzpulver; auf dem Magazin wurde 1898 der Neu-Ulmer Wasserturm gebaut. Im Gegensatz zur Bastion 3 wurden im Wall bei der Modernisierung keine Hohltraversen eingebaut, stattdessen erhielt er auf der Wallkrone drei Erdtraversen. Der Saillant wird derzeit als Lager von einer angrenzenden Firma genutzt.

#### Courtine 8 mit Kriegspulvermagazin

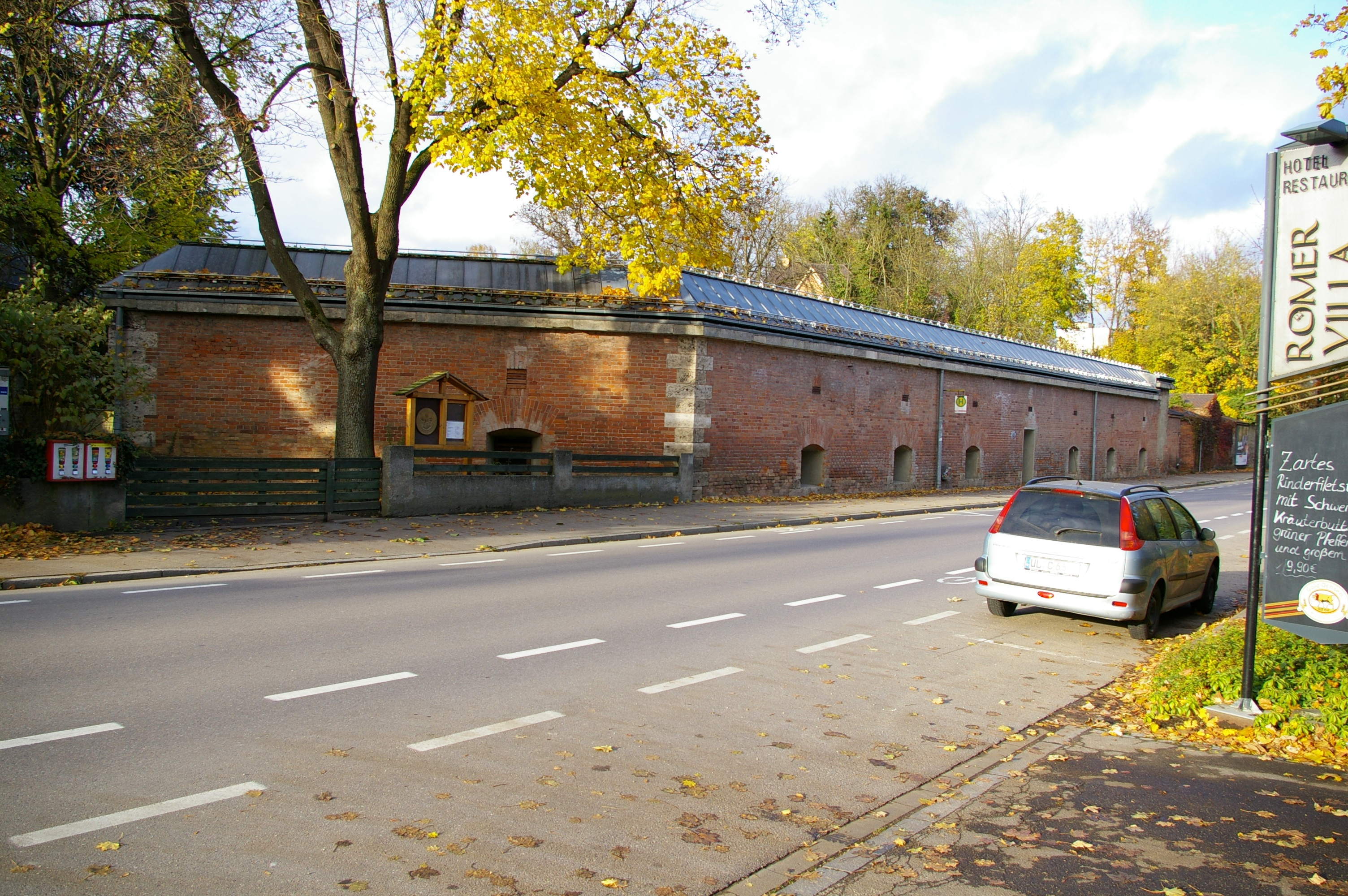
Caponniere der Courtine 8

Die Courtine verband die Bastion 7 mit der Halbbastion 9 und konnte bis zu 288 Mann aufnehmen. Auch hier entspricht der Grundriss dem der anderen Courtinen mit kleinen Unterschieden. 1912 wurde links von der Caponniere die Schützenstraße durchgebrochen, ansonsten blieb das Werk während der Entfestigung vollständig erhalten. Der Wall wurde später mit Wohnhäusern bebaut. Während der 1930er Jahre und in den Jahren des Zweiten Weltkriegs wurde die Caponniere als Rettungsstelle für den zivilen Luftschutz ausgebaut und genutzt. Danach wurde darin ein Farbengeschäft betrieben, heute befindet sich ein Naturschutzverein im Gebäude. Die undicht gewordene Erdbedeckung wurde 2001 gegen ein Blechdach ausgetauscht.

#### Halbbastion 9 mit Memminger Tor

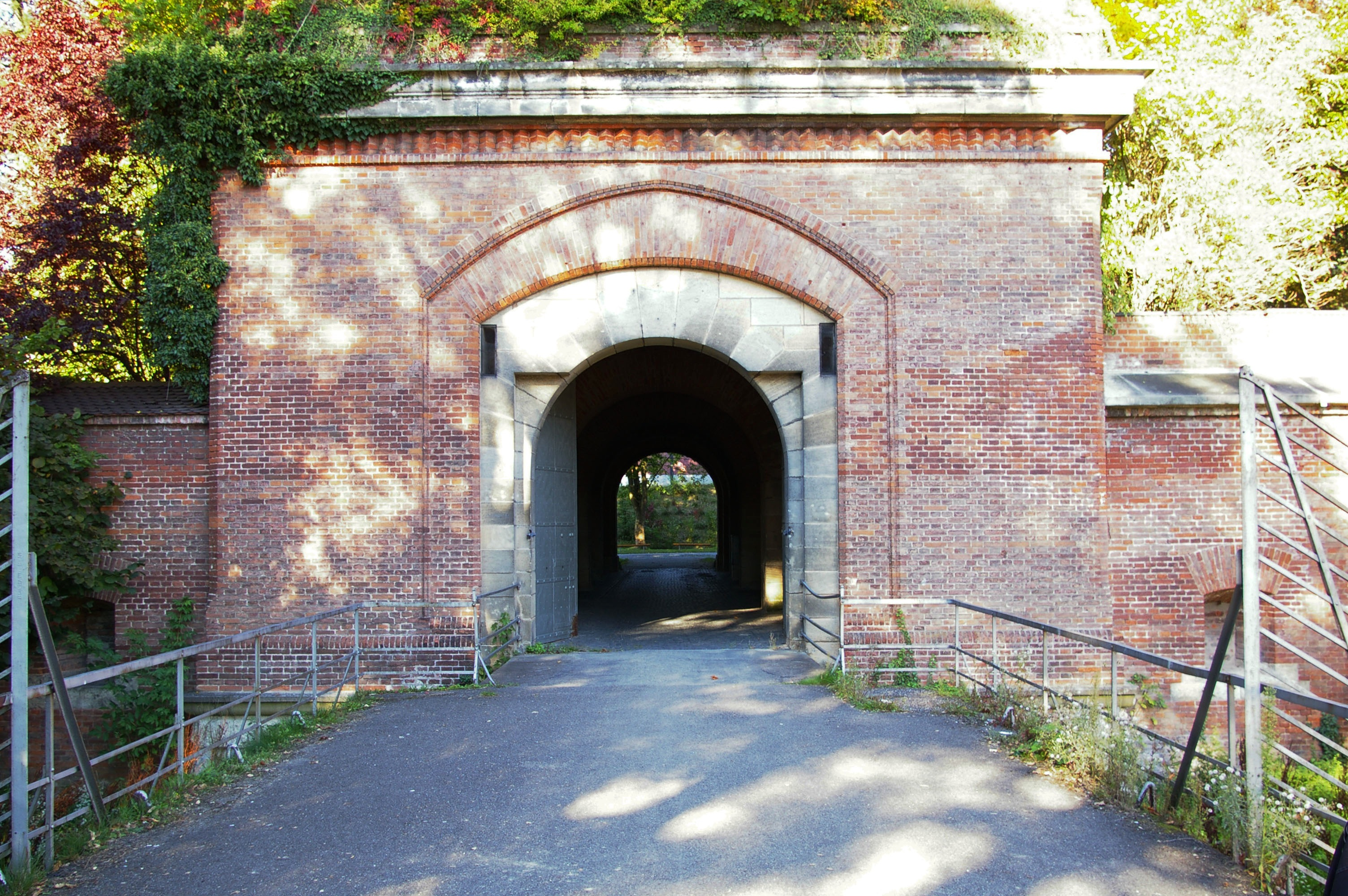
Memminger Tor an der Halbbastion 9

Die Halbbastion liegt genau gegenüber der Oberen Stadtkehle der Ulmer Stadtumwallung und konnte mit bis zu 82 Mann belegt werden. Der Grundriss entspricht dem der Halbbastion 1, das Memminger Tor ist hier in seiner ursprünglichen Form mit einer Durchfahrt erhalten. Am heute noch teilweise erhaltenen Anschlussblockhaus (Jahnstraße 54) befand sich ein Batardeau zur Wasserregulierung der die Hauptumwallung umgebenden Künette.

### Außenforts der Bundesfestung

#### XXIX und XXX – Fort Unterer Kuhberg mit Hornwerk

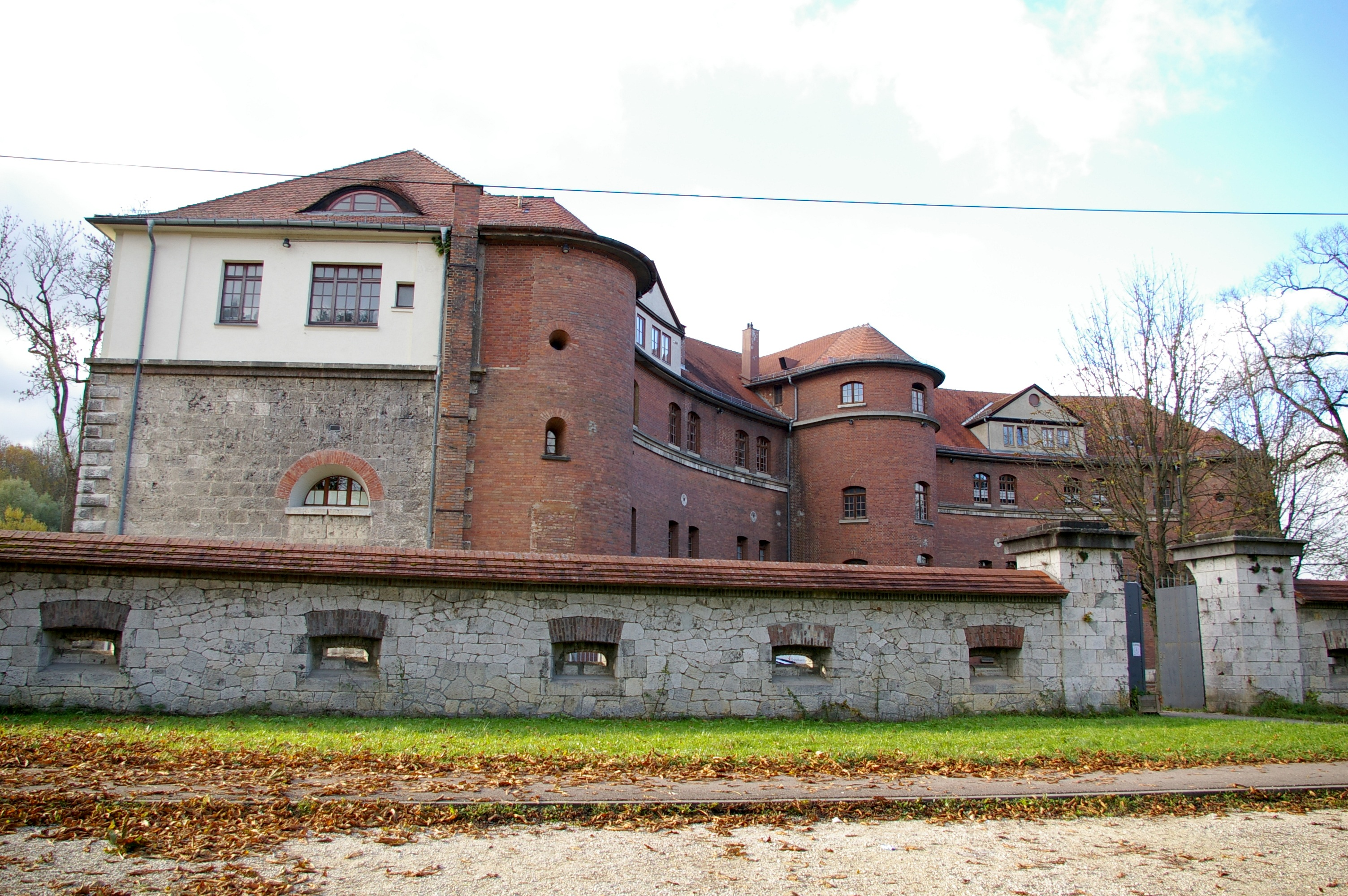
Kehlseite des Reduits vom Fort Unterer Kuhberg

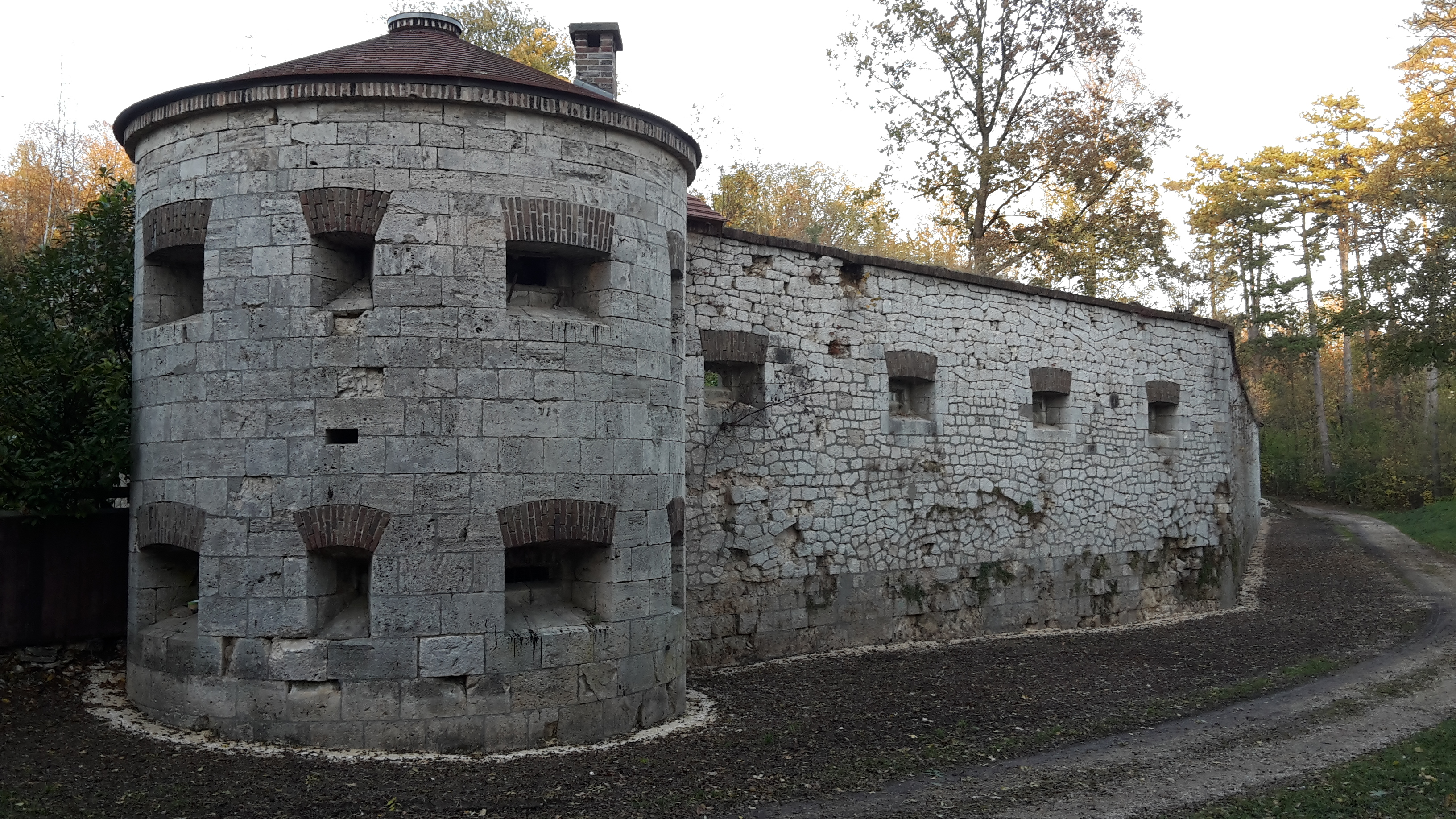
Flankenturm und linke Flankenmauer des Hornwerks

Das Fort samt Hornwerk wurde zwischen 1846 und 1858 unter dem nassauischen Oberleutnant von Sachs und dem württembergischen Oberleutnant von Valois etwa einen Kilometer südwestlich des Ravelins III am Fuß des Kuhbergs in Form einer Halblünette erbaut und konnte bis zu 1.300 Mann belegt werden, davon 1.270 im Fort und 30 im Hornwerk. Das gesamte Werk besteht aus einem Reduit, einer Wallanlage mit 25 Geschützstellungen, Escarpe und Trockengraben, dem Hornwerk, welches an die Doppelcaponniere der linken Schulter anschließt, einer Kehlcaponniere, einer Halbcaponniere an der rechten Schulter, einer Bonnetkasematte im, einer gesonderten Caponniere vor dem Saillant und einem Blockhaus vor dem Flankenturm des Hornwerks. In der linken Schulter und im Wall hinter dem Saillant liegen zudem Wurfbatterien. Zwischen 1890 und 1910 entstanden hinter dem Wall zahlreiche Kasernengebäude, das Reduit wurde dabei auch um ein Stockwerk erhöht und die Geschützscharten in Fenster umfunktioniert. Belegt wurde das Fort ab 1873 vom württembergischen Fußartillerie-Bataillon Nr. 13, die ab 1893 in eine preußische Fußartillerie umgewandelt wurde und ab 1902 Hohenzollersches Fußartillerieregiment Nr. 13 hieß. Die Artillerie musste auf Grund des Vertrags von Versailles 1920 vollständig aufgelöst werden. Von 1921 bis 1933 belegte die Reichswehr das Fort, dann bis 1945 die Wehrmacht. Zu der Zeit hieß das Fort bereits „Untere Kuhbergkaserne“. 1944/45 wurden außerdem etliche Räume als Luftschutzräume verwendet. Nach dem Krieg wurden die Kasematten durch Betriebe, die Kasernengebäude von einer Oberschule verwendet. In dieser Zeit wurde der Graben mit Trümmerschutt aufgefüllt und die Dächer der Escarpenmauern abgenommen. Insgesamt ist die Anlage gut erhalten, nur am Hornwerk und in der rechten Werksseite sind etliche Schäden durch Vernachlässigung entstanden. Am Hornwerk befindet sich seit 1980 eine Jugendfarm, das Gelände des Forts wird von der Freien Waldorfschule Illerblick und das Reduit sowie die Kasernenbauten von der Akademie für darstellende Kunst, der Narrenzunft Ulm und der ASJ BW RV Ulm genutzt.

#### XXXI – Fort Mittlerer Kuhberg
Das kleine Turmfort wurde etwa einen Kilometer südwestlich des Forts Unterer Kuhberg in den Jahren 1855 bis 1857 unter dem württembergischen Hauptmann von Gaisberg errichtet. Es besaß eine Kehlmauer mit Reduit und eine Wallanlage mit vier Geschützstellungen. Gebaut wurde es, da das Gelände vom Fort Unterer Kuhberg nicht einsehbar war und somit ein Zwischenwerk nötig wurde. Um 1880 wurde das Reduit mit Erde angeschüttet und der Wall mit drei Traversen versehen. Während des Zweiten Weltkriegs diente das Reduit als Lager für Blindgänger und Stabbrandbomben. Am 24. September 1944 wurde das Fort durch eine Explosion schwer beschädigt, nachdem Kinder aus einer 2.000 Kilogramm schweren Bombe Sprengstoff herauskratzten und anzündeten. Die Ruine wurde 1959/60 abgetragen. Heute steht auf dem Gelände eine Jugendherberge, der Umriss des Forts ist noch an der Baumreihe erkennbar.

#### XXXII – Fort Oberer Kuhberg

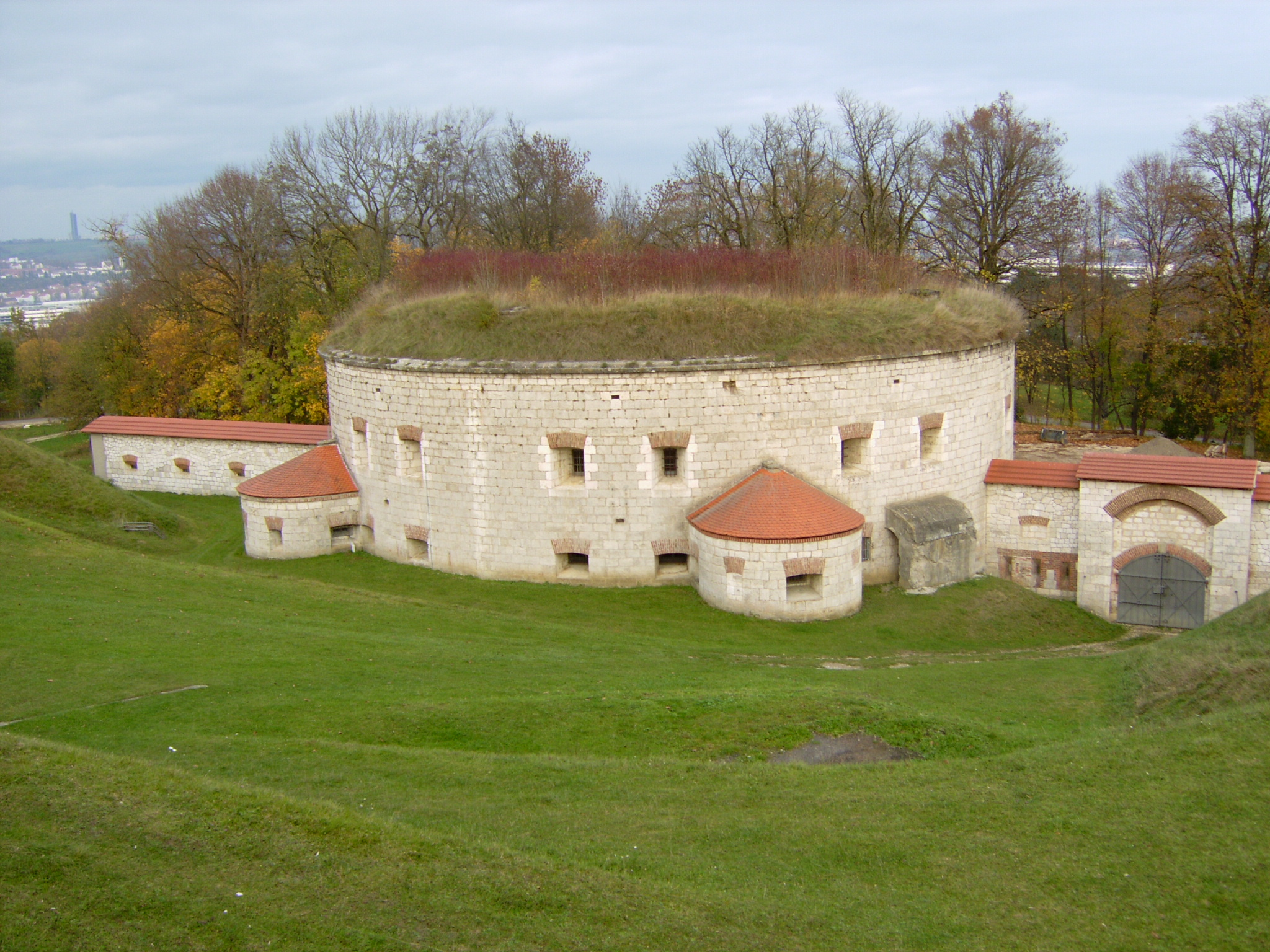
Reduit des Forts Oberer Kuhberg

Dieses Fort wurde 500 Meter nordwestlich des Forts Mittlerer Kuhberg unter Leitung des Oberleutnants von Valois (Fundamente) und des Hauptmanns von Gaisberg (Vollendung) in den Jahren 1848 bis 1857 auf dem Kuhberg erbaut, der danach in den Hochsträß übergeht. Es besitzt eine Wallanlage mit Mörserbatterien in beiden Schultern sowie im Saillant, eine umlaufende Mauer, an deren frontalen Schultern Flankentürme angebracht wurden, sowie ein in der Kehlseite liegendes halbmondförmiges Reduit. Um das Fort verläuft ein trockener Graben, an dessen Außenseite vor dem Saillant ein Blockhaus stand. Das Fort konnte mit maximal 814 Mann belegt werden. Im Deutsch-Französischen Krieg wurden im Fort französische Kriegsgefangene, vorwiegend Turkos, untergebracht. Zwischen 1878 und 1882 wurde das Fort modernisiert: Im Wall wurden drei Hohltraversen, ein Kriegspulvermagazin und zwei Untertreteräume eingebaut, die seitlichen Mauern sowie die Flankentürme wurden in der Höhe erniedrigt. 1889 wurde die Brücke durch einen Erddamm ersetzt. Bei der letzten Modernisierung 1903/04 wurden um das Fort Infanteriezäune aufgestellt und die zentralen Kasematten mit Beton verstärkt. Das Fort wurde zum reinen Infanteriewerk der vorgeschobenen Stellung der Reichsfestung Ulm (siehe #Armierungsbauten der Reichsfestung Ulm). Nach dem Ersten Weltkrieg wurde das Fort von der Reichswehr genutzt, 1921 das Blockhaus vor dem Saillant abgebrochen. 1933 wurde das Fort vom württembergischen Innenministerium angemietet, um ein Konzentrationslager darin zu errichten. Von 1939 bis 1945 befand sich im Fort nacheinander eine Munitionsanstalt, dann ein Kriegsgefangenenlager für Polen, ab 1942 für Franzosen. 1944/45 wurde es wie viele der Ulmer Festungsanlagen als Luftschutzraum genutzt, danach als Notunterkunft und Firmenräume. Von 1945 bis 1955 befand sich im Reduit eine Gaststätte. 1955 wurde auf dem linken Glacis die Hochschule für Gestaltung Ulm gebaut.
Ab 1967 wurde mit der Restaurierung des Forts durch den Ulmer Tierarzt Otmar Schäuffelen begonnen, was 1974 zur Gründung des Förderkreises Bundesfestung Ulm führte. Heute teilen sich der Förderkreis und das Dokumentationszentrum Oberer Kuhberg das vollständig erhaltene Fort, in dem immer wieder Führungen stattfinden. Der Förderkreis Bundesfestung Ulm hat die Bauunterhaltspflicht für das Außenfort Oberer Kuhberg übernommen und baut seit 2018 das westlich vom Fort Oberer Kuhberg gelegene Blockhaus originalgetreu wieder auf.

##### Fort Oberer Kuhberg als Konzentrationslager im Dritten Reich
Im Fort Oberer Kuhberg war von November 1933 bis Juli 1935 eines der ersten Konzentrationslager des Dritten Reichs. Das Fort wurde von der Denkmalstiftung Baden-Württemberg zum „Denkmal des Monats Januar 2010“ ernannt.

#### XXXIII – Fort Söflinger Turm

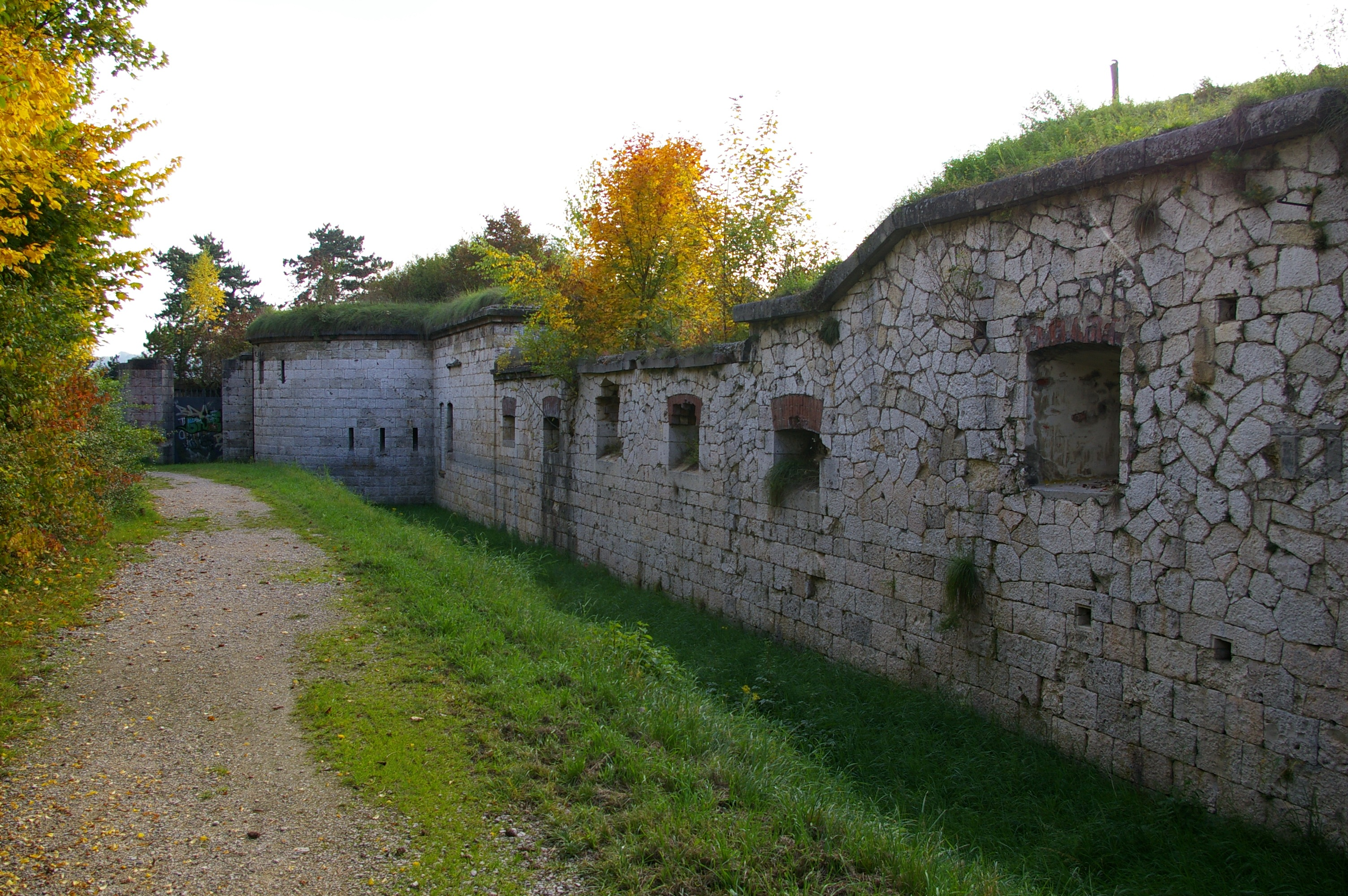
Kehlseite des Forts Söflinger Turm

Erbaut wurde das Turmfort in den Jahren 1855 und 1856 unter Leitung des Oberleutnants Faber du Faur, es konnte mit 65 Mann belegt werden. Es liegt knapp zwei Kilometer westlich der Kienlesbergbastion und zweieinhalb Kilometer nördlich des Forts Oberer Kuhberg. Es besteht nur aus einer umlaufenden Wallanlage, einer Kehlmauer und einem Reduit. 1899 wurde der Treppenturm auf dem Reduit abgebrochen. Bis in die 1970er wurde das Fort von einem Industriebetrieb benutzt und ab 1981 restauriert.

#### XXXIV – Fort Unterer Eselsberg

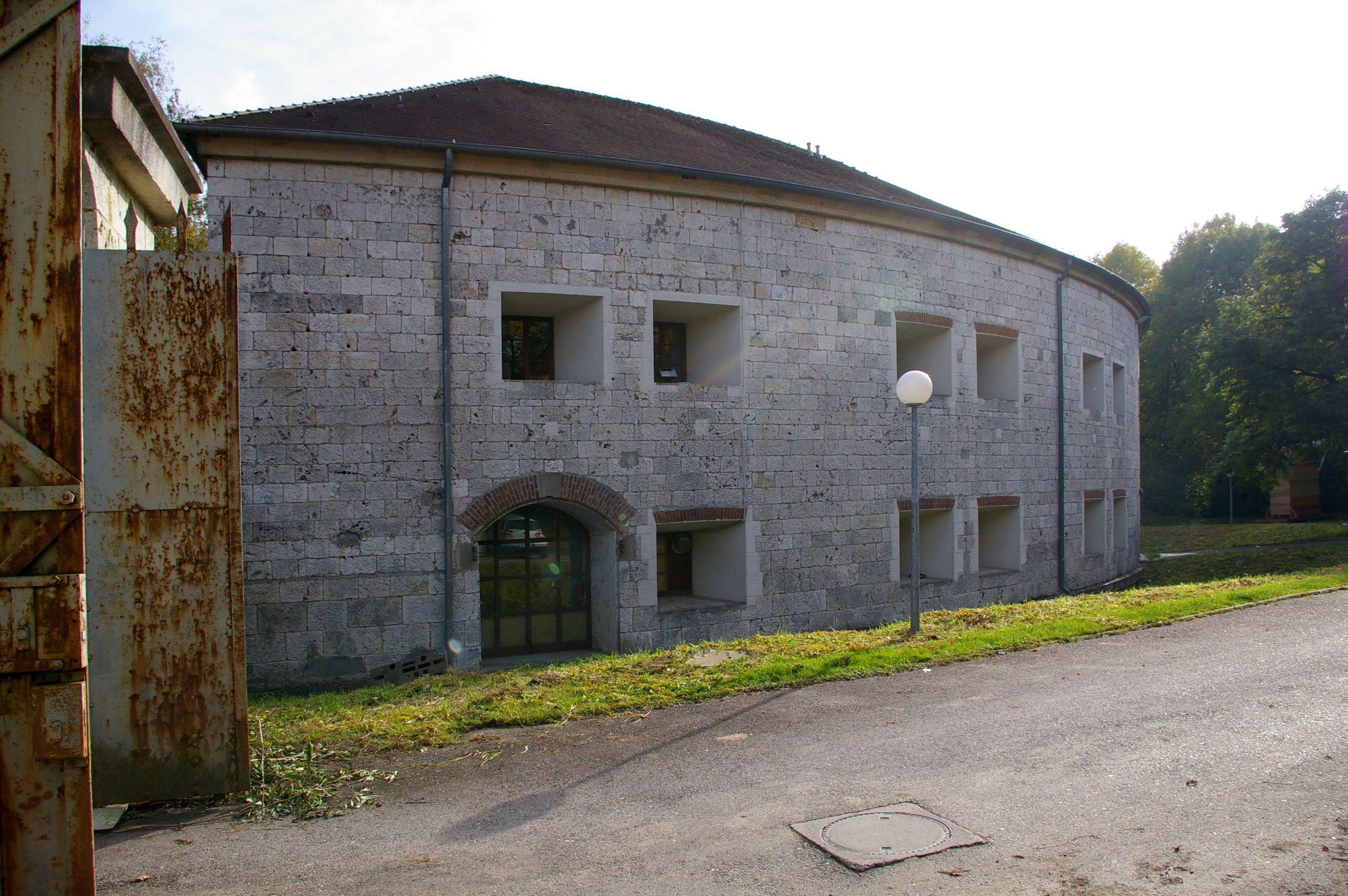
Reduit des Forts Unterer Eselsberg

Das Fort liegt 1,2 Kilometer westlich der Wilhelmsburg und 900 Meter nordöstlich des Forts Söflinger Turm und konnte bis zu 684 Mann aufnehmen. Erbaut wurde es unter Leitung von Faber du Faur in den Jahren 1848 bis 1856. Es besteht aus einer traversierten Wallanlage mit acht Geschützstellungen, einer umlaufenden Mauer, einem bogenförmigen Reduit, dessen Abschlüsse (Traditoren genannt) in den Kehlgraben hineinreichen, einem Graben, einer Doppelcaponniere im Saillant und einer dahinterliegenden Wurfbatterie. 1903 wurde das Fort vor der rechten Front um eine Munitionsanstalt erweitert. Im Zweiten Weltkrieg wurde das Reduit schwer beschädigt und die Wallanlage durch Sprengbomben verwüstet. In der Nachkriegszeit fanden im Fort das Beschussamt, ein Polizeiposten und eine Hundestaffel der Polizei eine Heimat. Ab 1985 wurde das Fort restauriert und das Reduit wieder aufgebaut. Heute haben im Reduit mehrere Vereine ihren Sitz.

#### XXXVI – Lehrer Turm
Der größte Geschützturm der Bundesfestung wurde von 1848 bis 1852 etwa 200 Meter vor der großen Grabencaponniere der Wilhelmsfeste unter Leitung von Oberleutnant Arlt errichtet. Er war mit 336 Mann belegbar und besaß drei kasemattierte Stockwerke. Das Erdgeschoss wies dabei nur Gewehrscharten auf, der erste Stock Geschützscharten und im zweiten Stock befanden sich Geschützscharten an der Front und halbkreisförmige Öffnungen zur Wilhelmsfeste. Da der Turm völlig ungeschützt vor und zeitgleich zu nahe an der Front der Wilhelmsfeste stand, wurde er bei der Modernisierung 1876 vollständig abgebrochen. Die Werksnummer wurde 1881 an das Hauptwerk Oberer Eselsberg vergeben.

#### XXXVII – Fort Prittwitz
Das nördlichste Außenfort wurde von 1847 bis 1854 unter Oberleutnant Arlt errichtet und konnte 413 Mann aufnehmen. Es liegt knapp 500 Meter vor der Front der Wilhelmsfeste und hieß bis 1863 Fort Avancé. Umbenannt wurde es zu Ehren des Festungsbaudirektors. Es besitzt eine Wallanlage, einer Escarpenmauer, einem trockenen Graben, einem runden Reduit in der Kehlmauer und Caponnieren an beiden Schulterpunkten. In den Wallenden befinden sich Pulvermagazine. Es ist mit der Wilhelmsfeste durch einen gedeckten Weg innerhalb einer glacisähnlichen Aufschüttung verbunden. Bei Modernisierungsmaßnahmen ab 1877 wurden die Caponnieren und das Reduit um ein Stockwerk erniedrigt und die Mauern in den Facen bis auf Höhe des Rondengangs unterhalb des Walls abgetragen. Im Wall wurden drei Hohltraversen eingebaut und der Wall wurde erweitert und um das Reduit gelegt, um es vor Beschuss zu schützen. Während des Zweiten Weltkriegs war das Fort Standort des Flugkommandos V der Luftwaffe und des Luftwarnkommandos. In der Nachkriegszeit wurde es als Produktionsstätte und Lager genutzt. Seit 1960 gehört es zur Wilhelmsburgkaserne.

#### XXXVIII – Fort Örlinger Turm

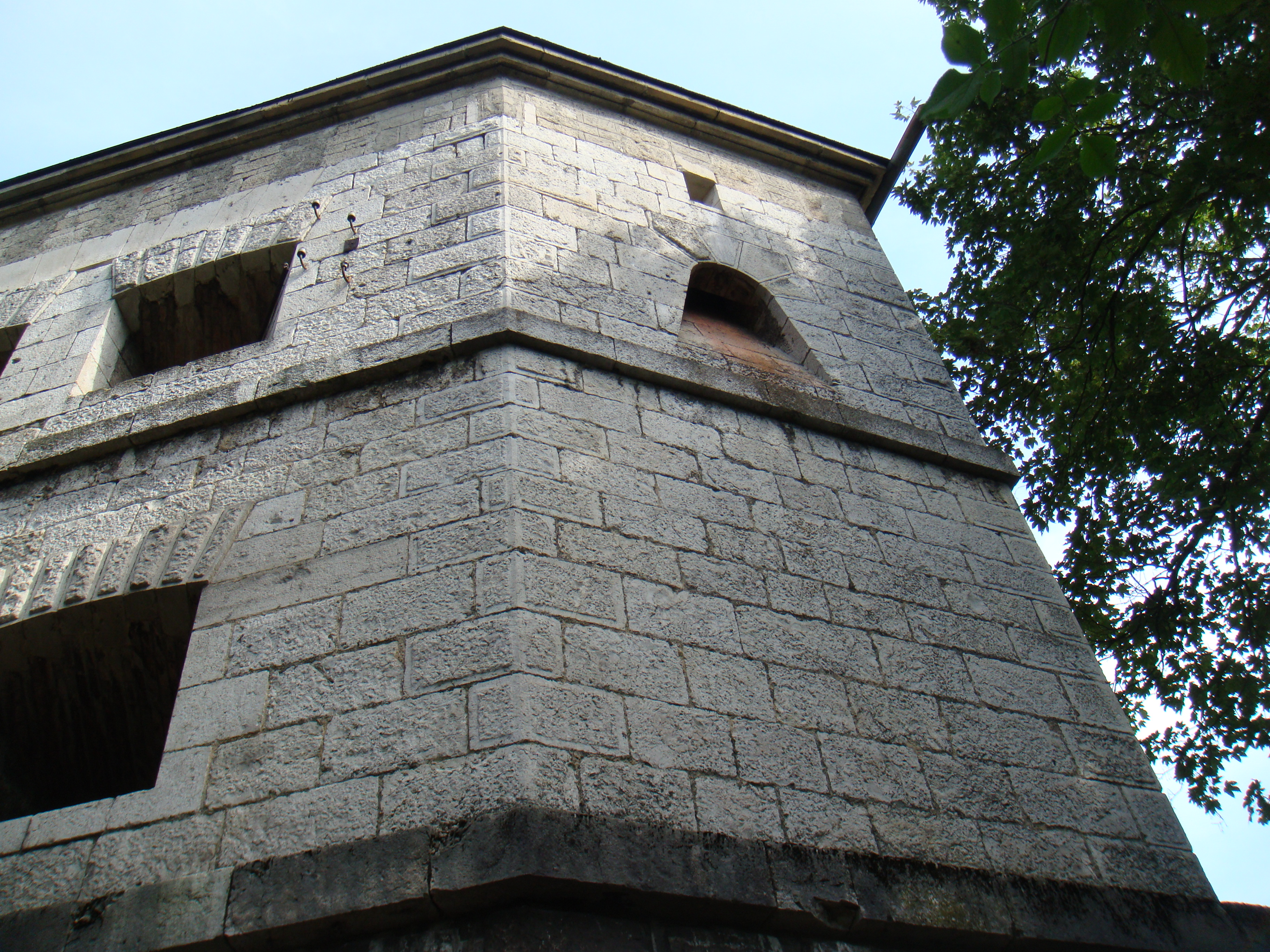
Maschikuli am Örlinger Turm

Der freistehende Geschützturm, im Volksmund auch „Schwedenturm“ genannt wurde von 1850 bis 1852 unter Oberleutnant Arlt erbaut und konnte mit 106 Mann belegt werden. Er liegt 600 Meter östlich der Wilhelmsfeste im Örlinger Tal direkt an der Filstalbahn, zu deren Schutz er errichtet wurde. Eine Besonderheit der Ulmer Bundesfestung sind die Maschikuli am Turm anstelle der sonst üblichen Flankierungstürmchen, mit denen der Boden direkt vor dem Turm bestrichen werden konnte. Im Erdgeschoss befinden sich zurückgezogene Bögen, in die Senkscharten eingebaut wurden. Die Erdbedeckung wurde 1948 gegen einen Zementglattstrich ausgetauscht. Danach diente der Turm als Jugendherberge, bis sie 1960 auf das Gelände des ehemaligen Forts Mittlerer Kuhberg umzog. Bis Juli 2010 war der Turm noch bewohnt.

#### XXXIX – Fort Albeck

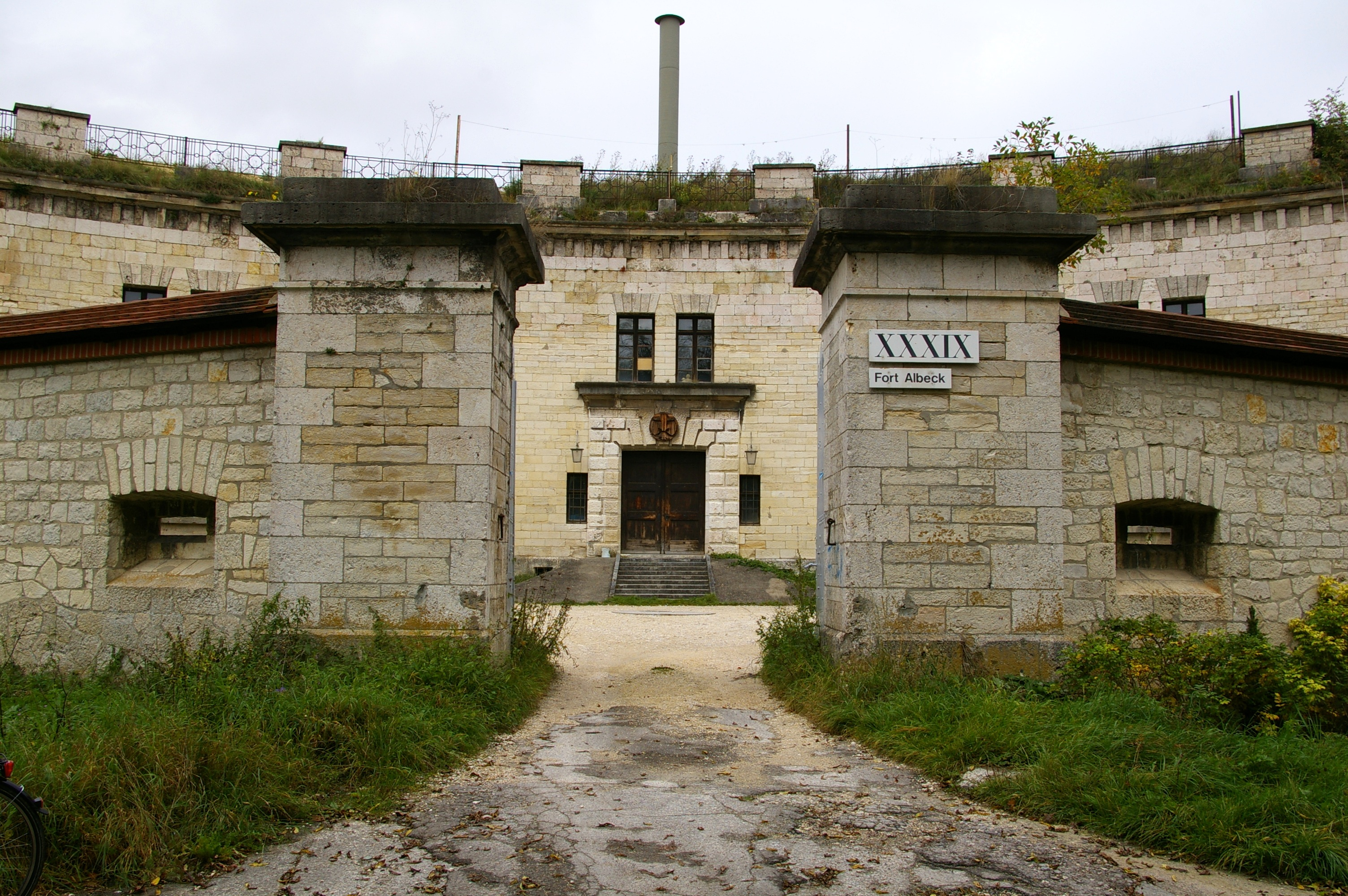
Werkseingang Fort Albeck

Auf der Kuppe des Safranbergs wurde ab 1846 das größte Außenfort der Bundesfestung unter dem württembergischen Oberleutnant Zimmerle und dem österreichischen Oberleutnant Becher errichtet und 1859 als letztes Werk der Festung fertiggestellt. Das Fort konnte mit bis zu 1.340 Mann belegt werden und liegt etwa 700 Meter nordöstlich der Oberen Gaisenbergbastion. Es besteht aus einer traversierten Wallanlage mit 16 Geschützständen, einer Escarpe mit Doppelcaponnieren in den Schulterpunkten, einer Kehlmauer mit einem Reduit, dessen Traditoren in den Graben hineinragen, einer Bonnetkasematte mit dahinterliegender Wurfbatterie im Saillant, zwei in den Wallenden liegenden Pulvermagazinen, einem Wallmeisterhaus in der linken Kehle und Blockhäusern an den Kehlecken und vor dem Saillant. Um 1880 wurden vier weitere Hohltraversen in den Wall eingebaut. Ab 1897 belegte die 2. Kompanie des 9. württembergischen Infanterieregiments Nr. 127 das Fort. Ab 1918 wurde das Fort nur noch zu Übungszwecken militärisch genutzt. Im Zweiten Weltkrieg wurde es bei Bombenangriffen sowie von Angriffen von der Wehrmacht selbst schwer beschädigt. Wie viele andere Werke der Festung wurden die Räumlichkeiten in der Nachkriegszeit von Firmen und Wohnungslosen genutzt. Durch illegale Müllablagen und Umbauten aus dieser Zeit und nach 1960 ist das Fort heute schwer entstellt und verwahrlost, einzig das 1977/78 von der Stadt restaurierte Reduit und das bewohnte Wallmeisterhaus befinden sich in einem guten Zustand. Auf dem Gelände der Anlage befanden sich bis vor einiger Zeit mehrere Händler, im Reduit ist eine Pfadfindergemeinschaft untergebracht, auf dem Wall befinden sich Kleingärten. Die Stadt Ulm hat zum Jahresende 2011 eine Rampe in den Kehlgraben angelegt und dort mit Rodungsarbeiten begonnen. Am 11. Dezember 2014 wurde ein Rundweg im und um das Fort Albeck eröffnet, um es damit der Öffentlichkeit zugänglich zu machen.
Aktuell befindet sich die „Bibliothek der Phantastik“ des Verein „Übermorgenwelt Ulm e. V.“ in diesem Werk. Der Bestand umfasst um die 45.000 Bände aus den Genres „Science Fiction“; „Fantasy“; „Mystik“; „Horror“. Die Medien können von den Mitgliedern ausgeliehen werden. Die Bücherei ist wöchentlich am Montag, und alle zwei Wochen am Sonnabend geöffnet.

#### XL – Fort Safranberg

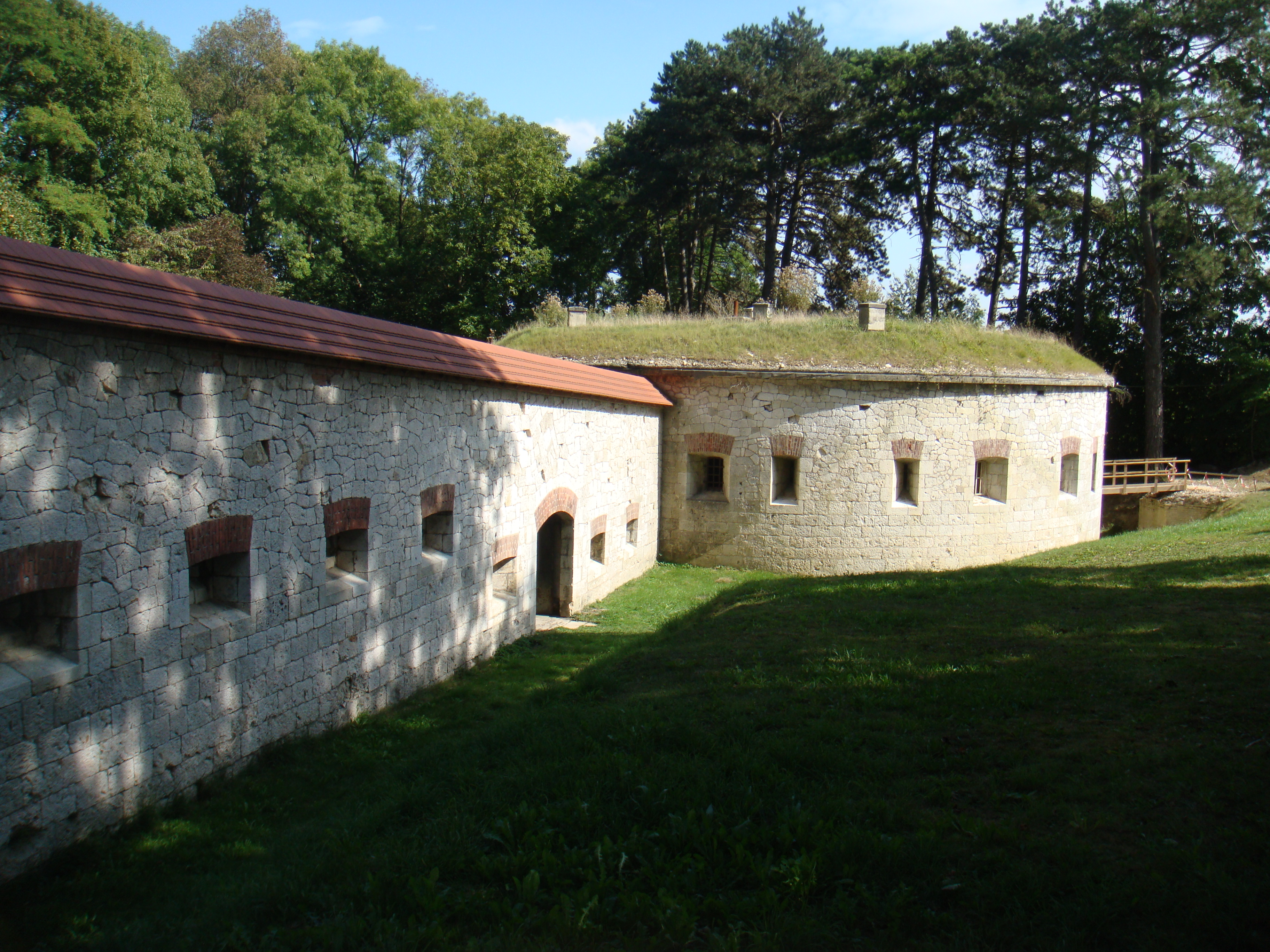
Kehlseite des Forts Safranberg

Das Fort Safranberg ist mit 150 × 100 Metern Außenabmessung das kleinste Außenfort der Bundesfestung und liegt etwa 300 Meter östlich des Forts Albeck. Es wurde zwischen 1855 und 1858 in Form einer Halblünette unter dem württembergischen Oberleutnant Blumhardt erbaut und fasste bis zu 66 Mann. Es besteht aus einem Reduit, einem Wall, einer Kehlmauer und einem trockenen Graben. Nach Ende der militärischen Nutzung 1918 diente das Reduit lange Zeit als Lager für Sprengstoffe und Feuerwerk, bis heute besteht auch noch ein privat genutzter Garten im Innenhof. Das Fort wurde, nachdem es jahrzehntelang vernachlässigt wurde, 1995 vom Förderkreis Bundesfestung gekauft und wird seitdem restauriert.

#### XLI – Fort Friedrichsau

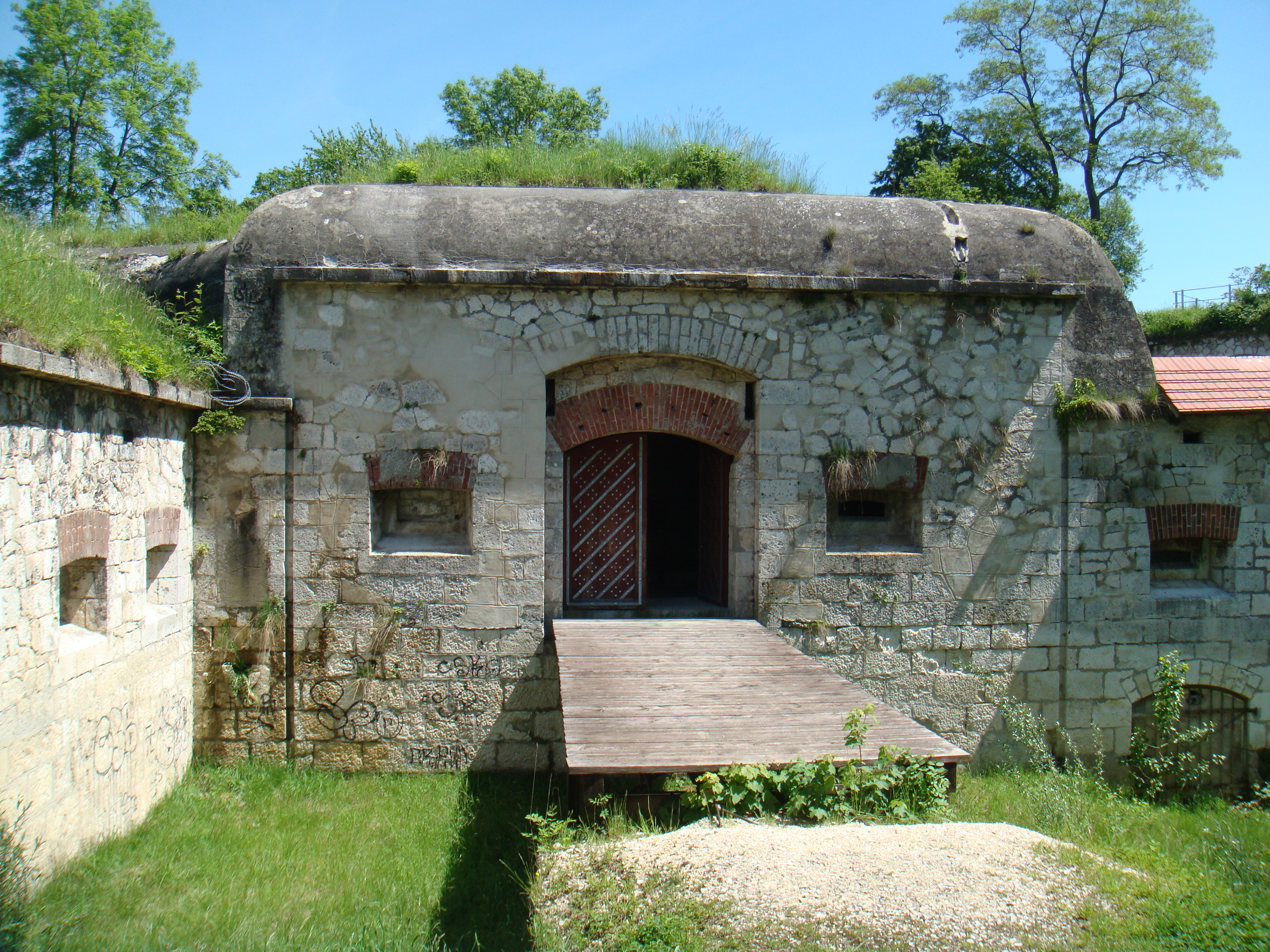
Eingang in das Reduit von Fort Friedrichsau

Das 750 Meter nordöstlich der Unteren Donaubastion vorgelagerte Fort Friedrichsau wurde zwischen 1852 und 1854 unter Oberleutnant Blumhardt erbaut und fasste bis zu 113 Mann. Als einziges Fort der Festung verfügte das Werk über einen nassen Graben. Außerdem besteht es aus einem Reduit, einem Wall, einer Kehlmauer, zwei Hohltraversen, zwei Flankentürmen an den Schulterpunkten und – ebenfalls einzigartig in der Festung – einer Capitaltraverse im Saillant des Walls, die die beiden Werkshälften beinahe vollständig trennt. Ursprünglich war es als Fort in zweiter Reihe geplant und sollte fünf gleich lange Seiten besitzen. Nachdem die Neu-Ulmer Werke 10 und 11 jedoch gestrichen wurden, mussten die Pläne für das Fort angepasst werden und es wurde in Form einer Lünette erbaut. 1914 wurde das Reduit auf der Innenhofseite mit einem meterdicken Betonpanzer versehen, da die Räume als Treibstofflager vorgesehen wurden. Im Zweiten Weltkrieg diente es auch als Luftschutzraum, danach als Lebensmittellager. Der rechte Flankenturm wurde in den 1960ern zu Gunsten eines Bärengeheges abgebrochen. Das Bärengehege wurde 2003 in den nahegelegenen Tiergarten umgesiedelt. Ansonsten ist das Werk vollständig erhalten.

#### 12 – Vorwerk Schwaighofen

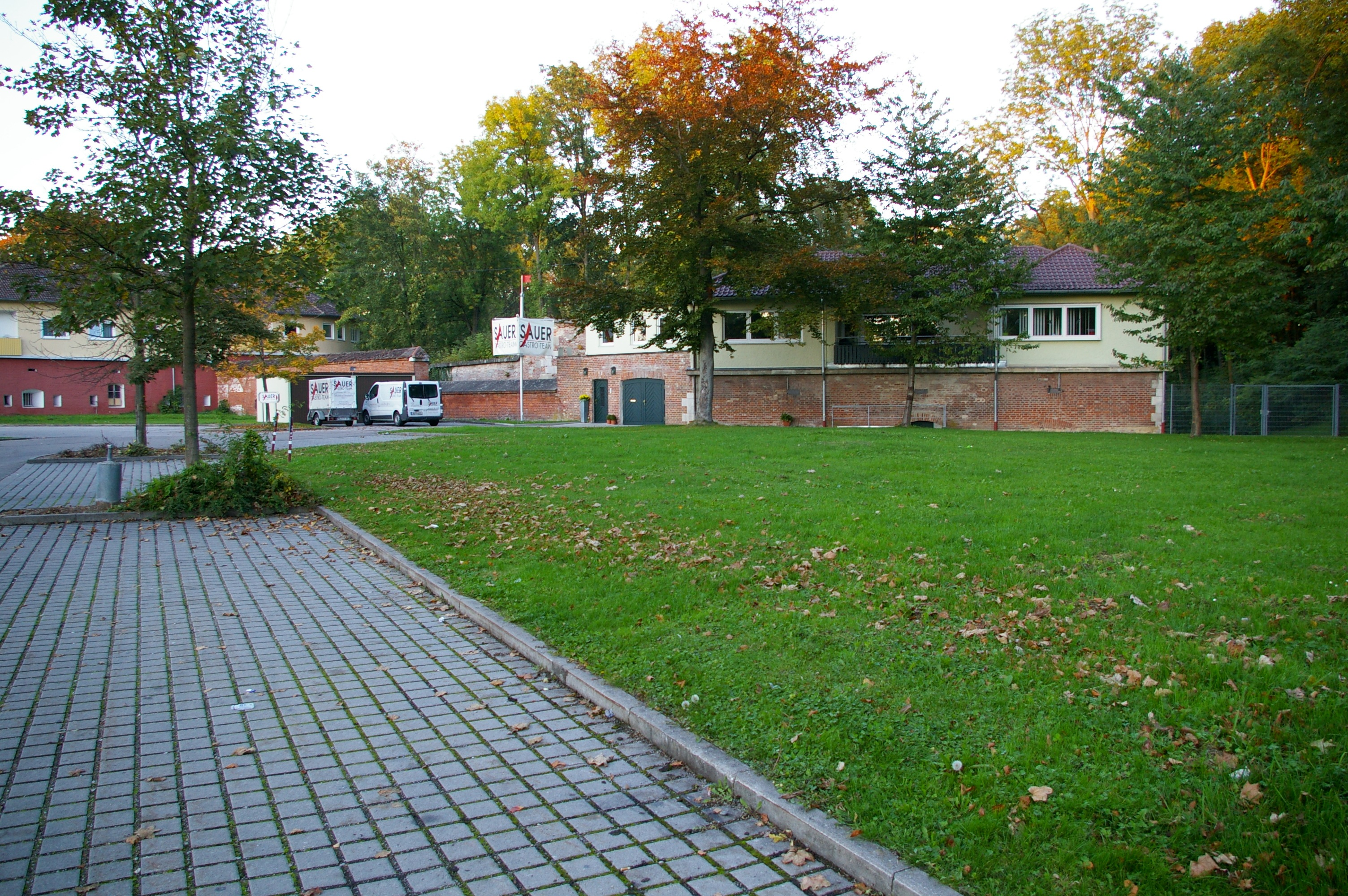
Rechte Seite des Vorwerks Schwaighofen

Das Außenfort wurde in den Jahren 1850 bis 1853 unter den bayerischen Oberleutnants Belleville und Knollmann erbaut und konnte bis zu 231 Mann beherbergen. Es liegt nur rund 250 Meter vor dem Saillant der Bastion 3 und besteht aus einem 1880 nachträglich traversierten Wall, einer Escarpe mit trockenem Graben, und zwei Caponnieren an den Seiten des Reduits in der Kehlmauer. Das Fort wurde später aufgestockt, heute dienen die Mauerbauten als Wohnungen und Firmensitz. Das Werk liegt heute versteckt im Gewerbegebiet im Starkfeld.

#### 13 – Ludwigsvorfeste

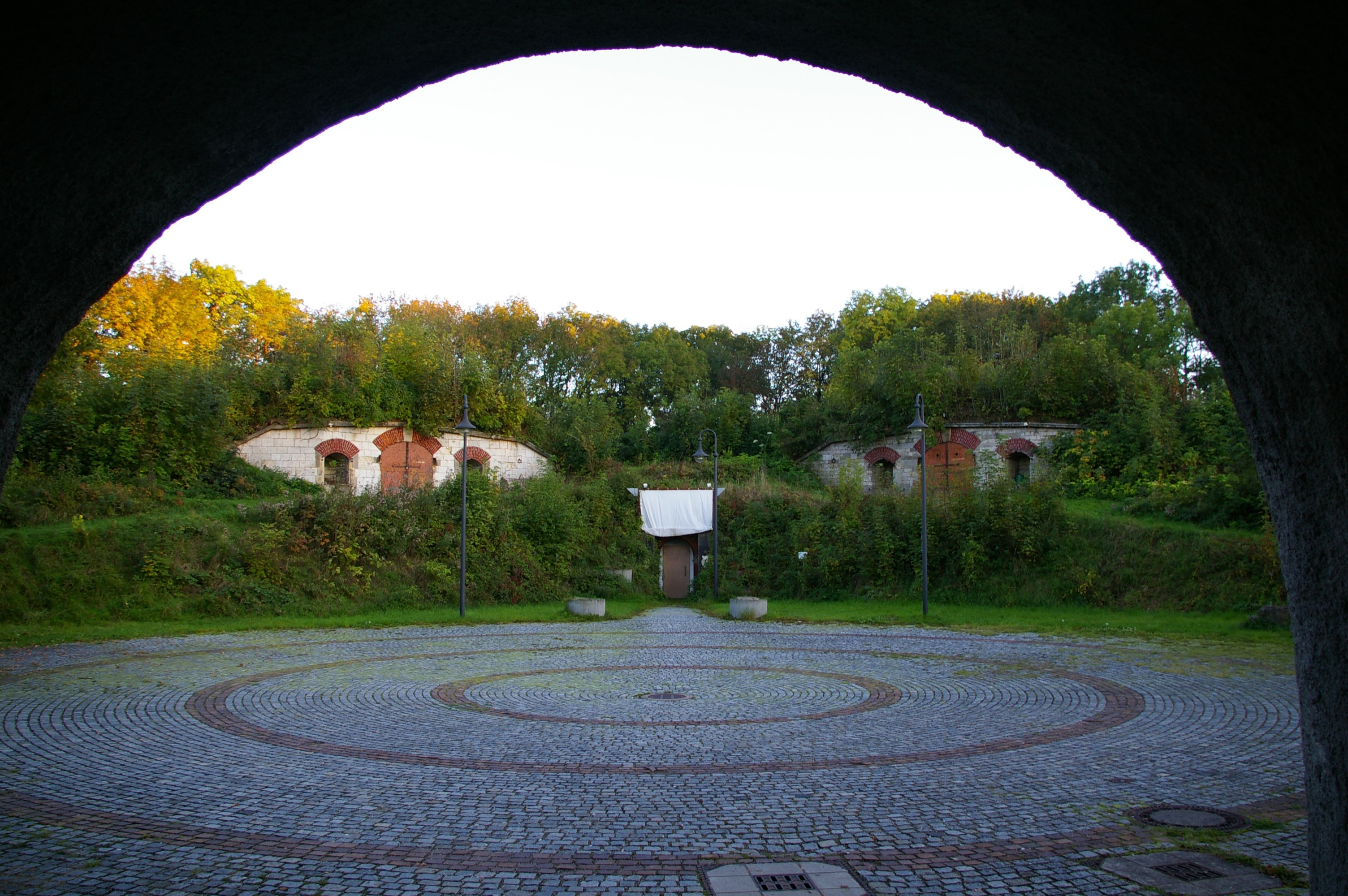
Waffenplatz der Ludwigsvorfeste

Das nach dem bayerischen König Ludwig I. benannte Vorwerk befindet sich 800 Meter südlich der Bastion 5 und wurde in Form einer Lünette in den Jahren 1850 bis 1853 unter den bayerischen Oberleutnants Ysenburg und Dillmann erbaut. Die Vorfeste konnte bis zu 283 Mann beherbergen und besteht aus einem 1880 nachträglich traversierten Wall, einer umlaufenden Mauer samt Graben, einem dreiflügligen Reduit und insgesamt vier Caponnieren an den Kehl- und Schulterpunkten. Nach dem Ende Neu-Ulms als Garnisonsstadt 1918 wurde das Werk bis nach 1945 nicht mehr militärisch genutzt, die Kehle wurde ab 1937 in die Ludendorffkaserne integriert. Bei der Besatzung durch die US Army wurde das Fort in die Wiley Barracks mit einbezogen und zum Munitionsdepot umfunktioniert. Beim Bau der Europastraße musste die Kehlseite stark verändert werden. Mitte der 1980er begannen die Amerikaner mit der Restaurierung des Forts mit Mitteln der Denkmalbehörden. Nach Auszug der Amerikaner verwilderte das Fort langsam wieder, bis es in die Landesgartenschau 2008 einbezogen und erneut hergerichtet wurde. Heute wird das Reduit von zwei Gaststätten und einer kleinen Handwerksfirma genutzt.

#### 14 – Vorwerk Illerkanal

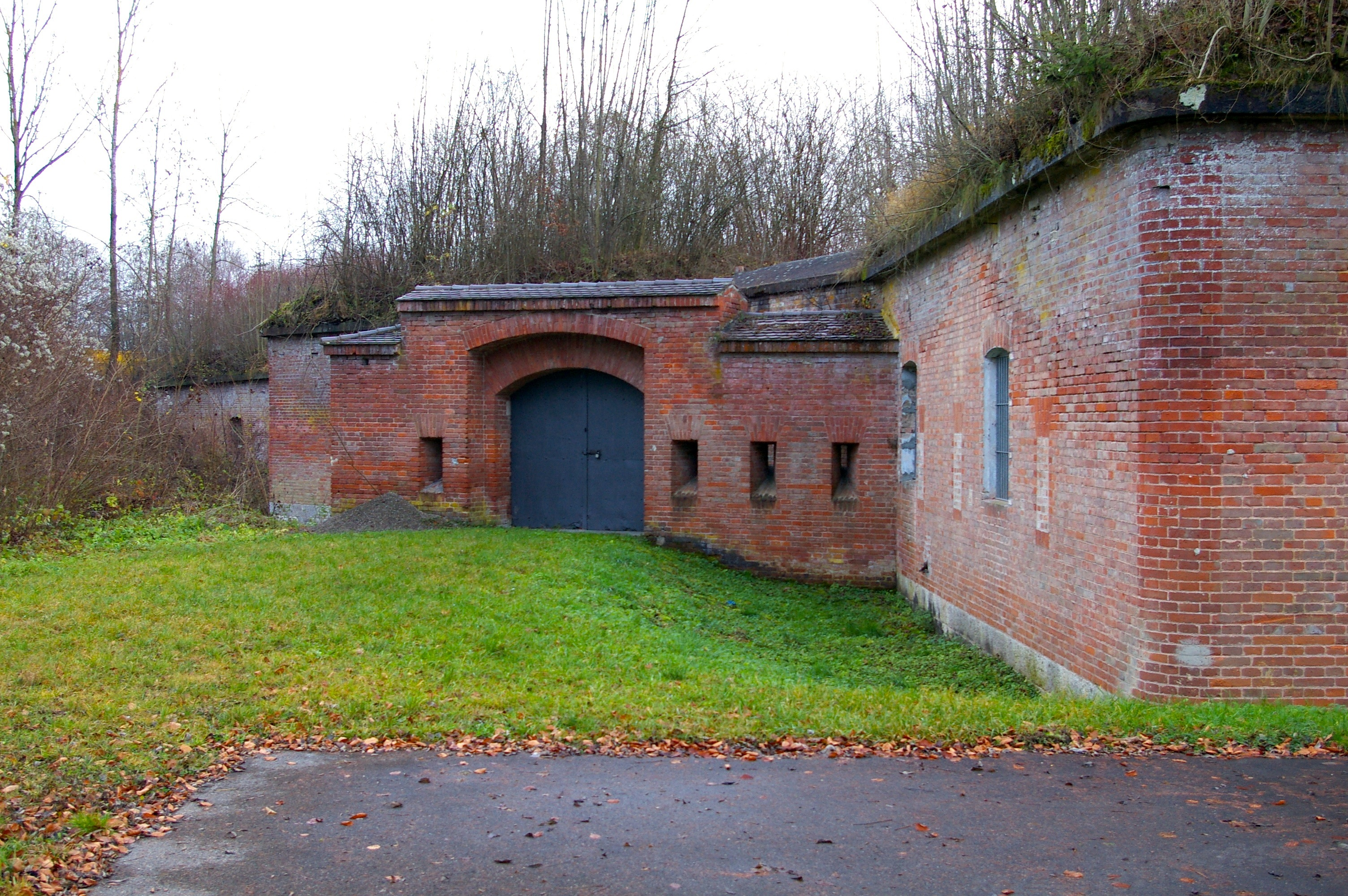
Kehlseite des Vorwerks Illerkanal

Das Vorwerk Illerkanal wurde als Vorwerk Nr. 15 geplant und von 1850 bis 1853 unter dem hannoverschen Oberleutnant Oppermann und den bayerischen Oberleutnants Ysenburg und Leutner in der Art eines runden Turmforts erbaut. Es liegt rund 700 Meter südwestlich der Bastion 7 und konnte bis zu 265 Mann belegt werden. Bis zur Fertigstellung des namensgebenden Illerkanals im Jahr 1910 blieb das Fort namenlos. Das Werk besteht aus einem 1878 nachträglich traversierten Wall, einer Escarpe mit Graben und einem dreiflügligen Reduit. Beim Bau der Abfahrt Neu-Ulm Mitte der Bundesautobahn 80 (heute Bundesstraße 28) in den 1970er Jahren wurde ein Teil des Glacis und des Grabens auf der linken Seite abgetragen. 1978 wurde das Werk von der Stadt Neu-Ulm erworben, hier findet regelmäßig das Vorwerkfest statt.

### Spätere Festungsbauten

#### XXXV – Nebenwerk Oberer Eselsberg
Das auf der Kuppe des 620 Meter hohen Eselsbergs gelegene Fort wurde zwischen 1883 und 1887 unter den Oberstleutnants Küster und Lehmann errichtet. Die Bauweise dieses Forts und des Hauptwerks bezeichnet man nach seinem Erfinder als Biehlersches Einheitsfort. Dabei ist die gesamte Wallanlage tiefer in der Erde angelegt und kann so vom Feind nicht gleich gesehen werden. Das Nebenwerk konnte bis zu 350 Mann beherbergen und besitzt insgesamt vier Caponnieren, davon jeweils eine an den beiden Schultern, eine im Saillant und eine in der Kehle. Unter dem linken Flankenwall befindet sich ein Kriegspulvermagazin. Der Kasemattenbau unter dem Wall diente als Reduit des Forts. Bei der zweiten Modernisierungswelle der Bundesfestung erhielt es 1903/04 Betonverstärkungen auf Caponnieren, dem Frontkasemattencorps sowie Teilen der Kehlkaserne und einen Monierbeobachtungsstand. Das Fort diente danach als reines Infanteriewerk. 1914 wurde es in die vorgeschobene Hauptkampfstellung der Reichsfestung als Stützpunkt 30 mit einbezogen. Nach dem Zweiten Weltkrieg diente es erst als Notunterkunft, dann der Bundeswehr als Depot, anschließend der Tierversuchsanstalt. Seit 2009 ist nach 30 Jahren Leerstand der Förderkreis Bundesfestung Ulm mit Pflege der Grünanlagen und Renovierungsarbeiten jede Woche hier tätig.

#### XXXVI – Hauptwerk Oberer Eselsberg

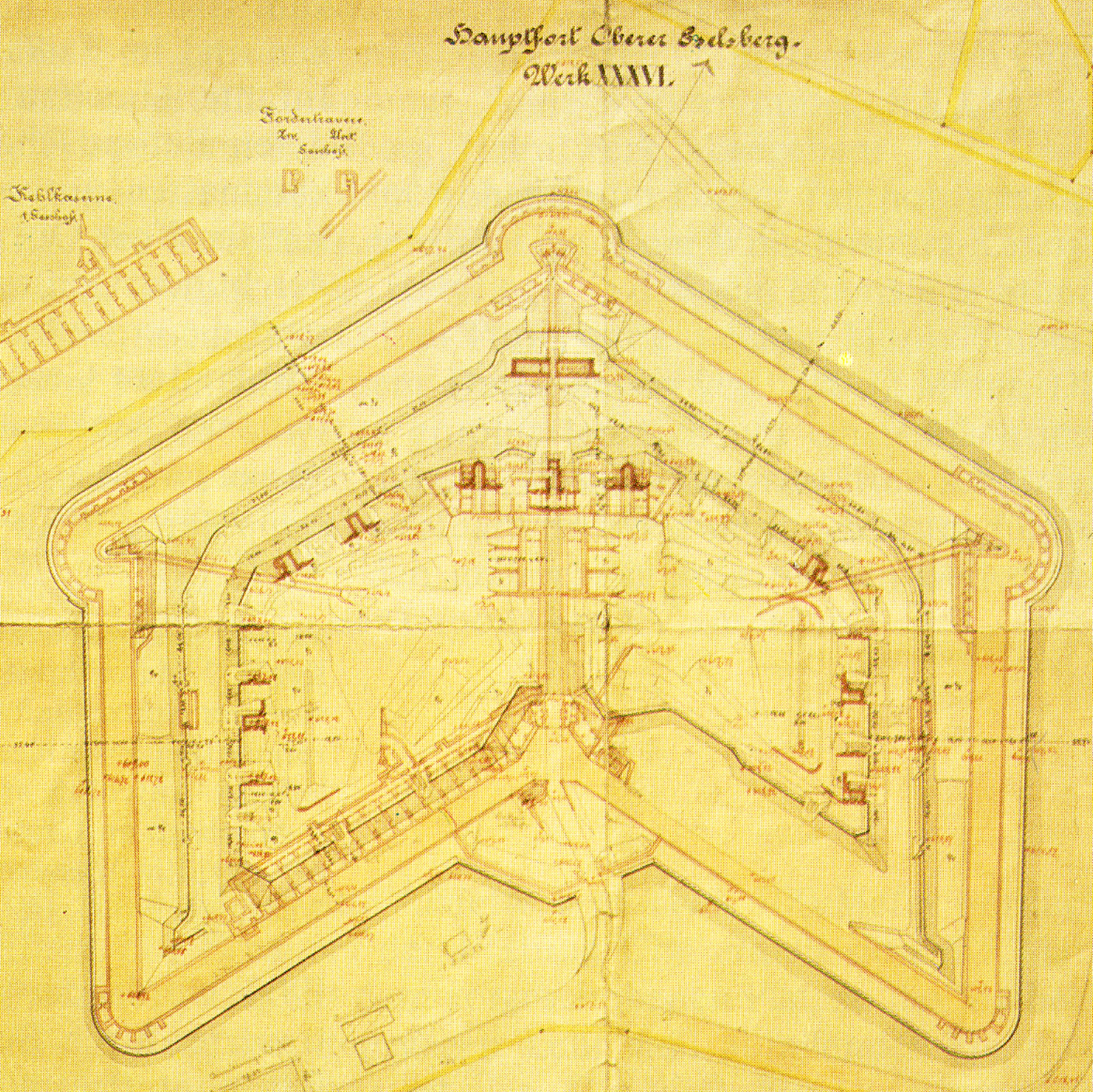
Grundriss des Hauptwerks Oberer Eselsberg

Das große Hauptwerk Oberer Eselsberg wurde wie Werk XXXV als Biehler-Fort ausgeführt und 1881 bis 1887 unter den Oberleutnants Küster und Lehmann als nahezu symmetrische Lünette erbaut. Es konnte mit bis zu 750 Mann belegt werden. Das Werk besitzt jeweils eine Caponniere an den Schultern und eine am Saillant, dort befand sich auch ein Kasemattenkorps. Um 1903 wurde das Werk zu einem reinen Infanteriewerk umgebaut und 1914 in die Hauptkampfstellung als Stützpunkt 29 mit einbezogen. Reichswehr und Wehrmacht nutzten das Fort zwar, allerdings nicht als Kaserne. Danach wurde es erst zur Notunterkunft, dann als Munitionsdepot der Amerikaner und als Lager. 1971 wurde das Werksinnere abgebrochen, um das Versorgungszentrum der Universität Ulm darauf zu errichten, lediglich die Grabenanlagen und Teile des Walls sind erhalten.

### Nicht gebaute Werke
Zumeist aus Kostengründen, aber auch auf Druck der Bundesversammlung wurden einige geplante Werke nachträglich wieder gestrichen. Darunter befanden sich auf der Ulmer Seite das ursprüngliche Werk XXXV, ein Geschützturm ähnlich dem Lehrer Turm im Ruhetal. Auf der Neu-Ulmer Seite wurden das Vorwerk 10 bei Offenhausen (heute im Bereich östlich der Robert-Stolz-Straße) und der Geschützturm 11 an der Maximiliansbahn, das ursprüngliche Vorwerk 14 (in späteren Plänen 13½ genannt) im Bereich der Wiblinger Steige südlich der Courtine 6 und das später geplante Fort am Kapellenberg in Pfuhl gestrichen.

### Armierungsbauten der Reichsfestung Ulm
Hinzu kommen noch einige Räume und Stützpunkte außerhalb der Festungs- und Fortanlagen, die zwischen 1901 und 1916 in Beton und Stahlbeton ausgeführt wurden. Die Werke wurden auf Grundbesitz von Landwirten ohne deren Genehmigung gebaut und zum großen Teil nicht fertiggestellt. Noch während des Ersten Weltkrieges wurden viele dieser Armierungswerke eingeebnet. 1945 wurden viele weitere Werke durch die Alliierten gesprengt, von einigen dieser Werke sind heute noch die Trümmer zu sehen.

#### 1. Bauabschnitt 1901–1910
- Infanteriestützpunkt Böfingen (1903–04, Ulm-Böfingen, Alfred-Delp-Weg, 1945/46 zerstört) – ab 1914: Munitionsraum 1
- Infanteriestützpunkt Gleißelstetten (1901–02, Ulm-Söflingen, Hasensteige, beinahe vollständig erhalten) – ab 1914: rückwärtiges Munitionslager im Abschnitt Kuhberge
- Infanteriestützpunkt Haslach (1901–02, Ulm-Böfingen, Heidenheimer Straße, 1945/46 teilweise zerstört) – ab 1914: Munitionsraum 2 und Sitz der Abschnittskommandantur für den Abschnitt Haslach
- Infanteriestützpunkt Jungingen-Mitte (1901–02, Ulm-Jungingen, Albstraße, 1945/46 zerstört) – ab 1914: Sitz der Abschnittskommandantur für den Abschnitt Jungingen
- Infanteriestützpunkt Jungingen-Ost (1901–02, Ulm-Jungingen, östlich der Albstraße, 1945/46 teilweise zerstört) – ab 1914: Munitionsraum 3
- Infanteriestützpunkt Jungingen-West (1901–02, Ulm-Jungingen, Stuttgarter Straße, 2006–09 zerstört) – ab 1914: Artillerieraum 9
- Infanteriestützpunkt Kapellenberg (1907–09, Neu-Ulm/Pfuhl, Narzissenweg, unterirdisch vollständig erhalten) – ab 1914: Stützpunkt 70
- Infanteriestützpunkt Lehr (1905–07, Ulm-Lehr, südlich der Tobelstraße, 1945/46 zerstört, Geländeformen erkennbar) – ab 1914: Stützpunkt 26
- Infanteriestützpunkt Spitzäcker (1908–10, Ulm-Lehr, Lerchenfeldweg nördlich von Lehr, 1945/46 zerstört) – ab 1914: Stützpunkt 22
- Infanteriestützpunkt Weinberge (1901–02, Ulm-Eselsberg, östlich der Eselsbergsteige, 1945/46 zerstört) – ab 1914: Stützpunkt 32

#### 2. Bauabschnitt 1914–1916

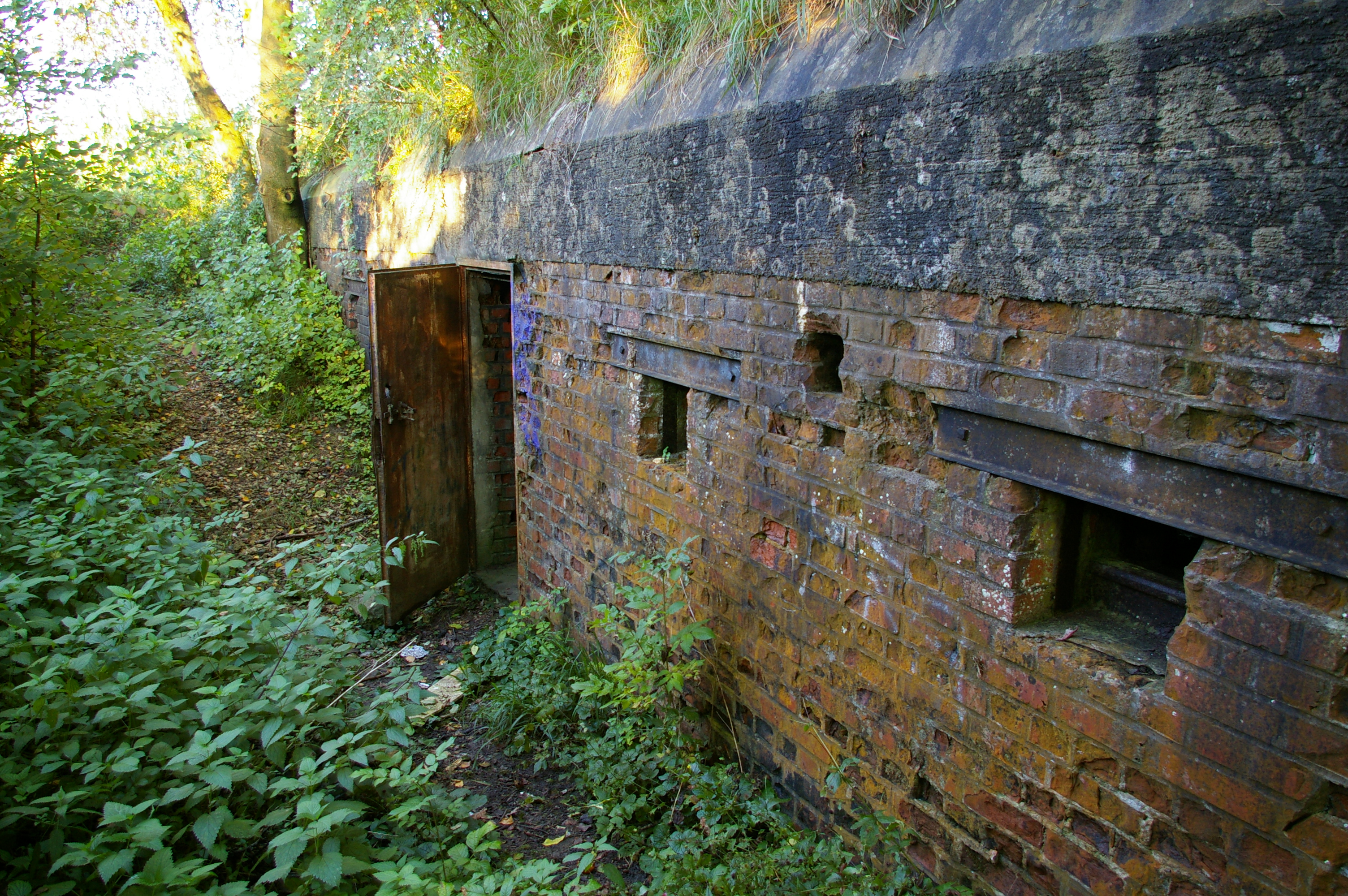
Untertreteraum des Stützpunkts 58 zwischen Neu-Ulm und Ludwigsfeld

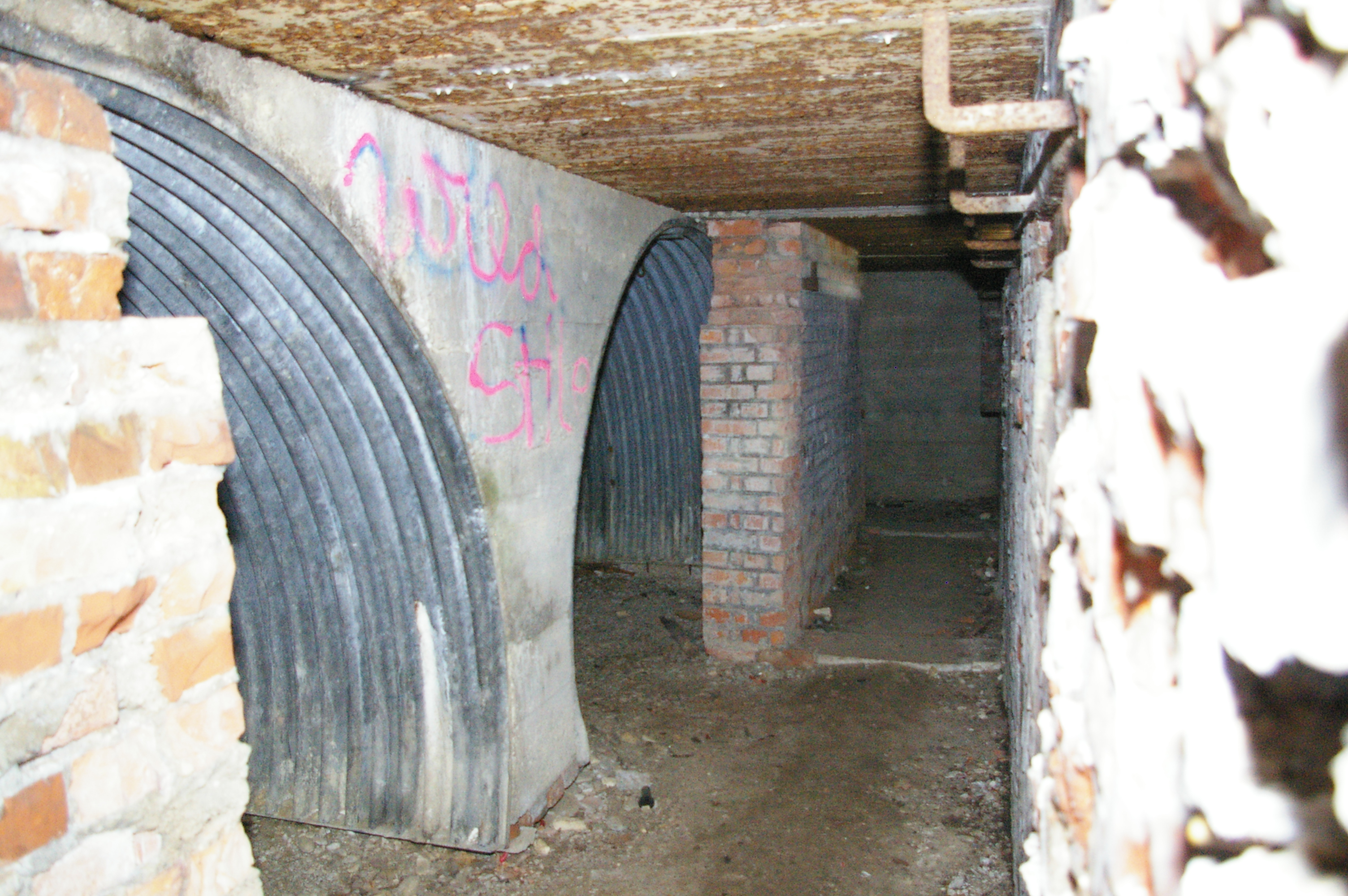
Im Untertreteraum des Stützpunkts 58

Die Frontlinie sollte aus einem Gürtel aus Schützengräben und Stützpunkten bestehen, der mit dem Schützengraben 1 bei Obertalfingen begann, gegen den Uhrzeigersinn um Ulm und Neu-Ulm lief und nördlich von Pfuhl mit dem Schützengraben 78 endete. Dazu kamen nach den ursprünglichen Plänen 9 Zwischenraumstreichen, 26 Artillerieräume, 12 Munitionsräume, 4 Pumpstationen sowie zahlreiche Batterien und Artilleriestellungen. Begonnen wurde mit dem Bau in den ersten Tagen des 1. Weltkriegs im Juli 1914. Bereits sechs Wochen später war klar, dass der Feind nicht auf Ulm vorrücken würde und die Arbeiten am unfertigen letzten Festungsgürtel wurden eingestellt. Einige der bereits fertiggestellten Werke wurden sogleich wieder abgebrochen, andere von den Landwirten, auf deren Felder man die Werke ungefragt gebaut hatte, genutzt. Nach dem 2. Weltkrieg wurden zahlreiche Anlagen, vor allem Stützpunkte, Munitions- und Artillerieräume, von der US Army gesprengt.

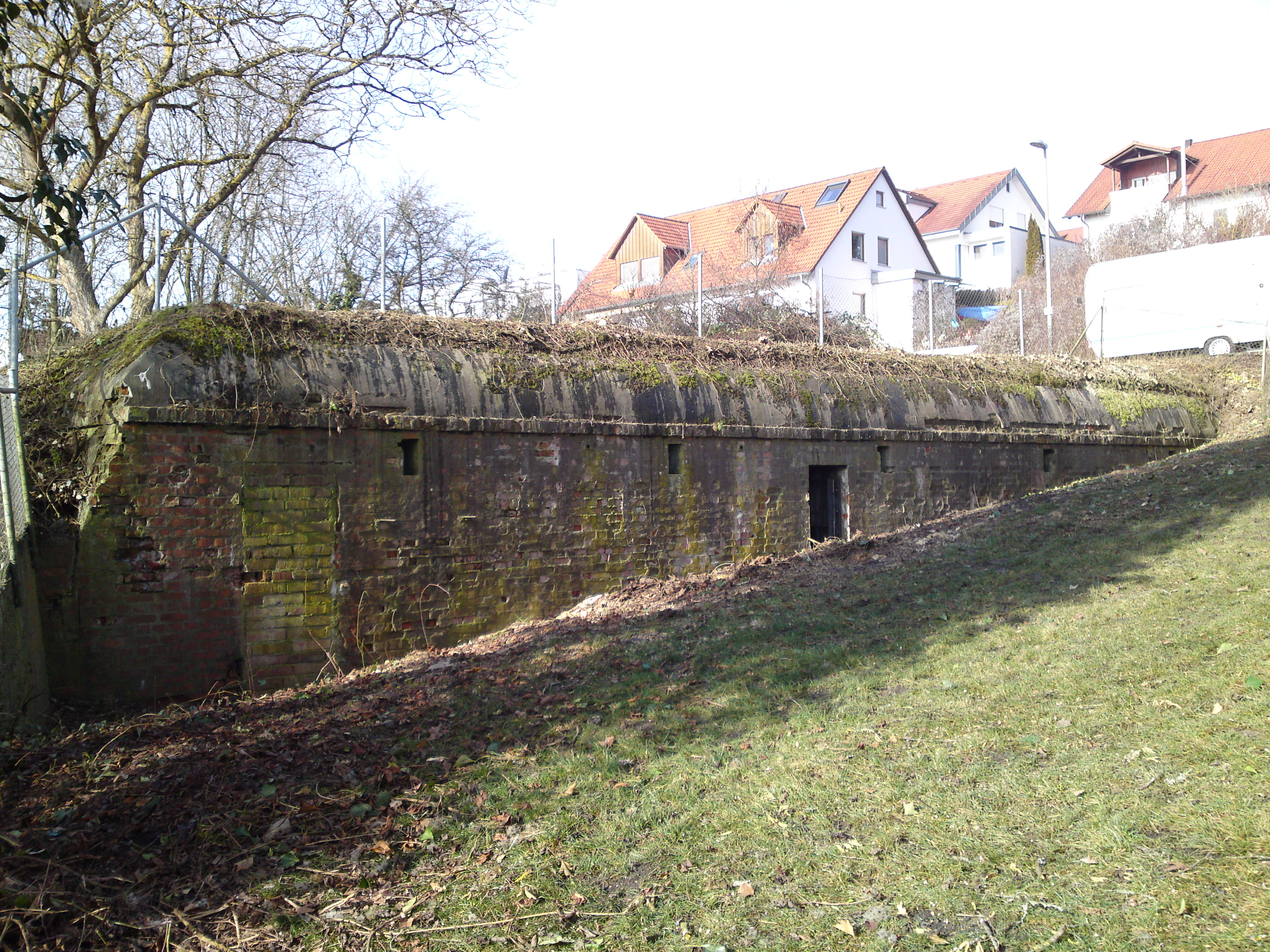
Untertreteraum 31 am Eselsberg

Vollständig erhalten aus dieser Bauphase sind daher heute nur noch wenige Reste: Die Zwischenraumstreiche 6 bei den Römerhöfen, der gesamte Stützpunkt 58 (Humboldtstraße, Neu-Ulm), die Pumpstation Buchbrunnen bei Jungingen, die Wachträume 1 und 2 des Stützpunkts 63 (Reuttier Straße, Neu-Ulm) und der Untertreteraum 31 am Eselsberg. Unterirdisch sind auch noch der Wachtraum 1 des Stützpunkts 37 (Harthauser Straße, Söflingen), die Wachträume 1 und 2 sowie der Verbandsraum des Stützpunkts 3 (Lehle, Böfingen), Wachträume des Stützpunkts 14 (Haslacher Straße, Jungingen), die Untertreteräume der Schützengräben 16 (Gehrnstraße, Jungingen), 66 (Steinheimer Weg, Pfuhl), 69 (Lindenstraße, Pfuhl) und 74 (Pfuhler Hauptstraße) und der Stützpunkt 70 (Narzissenweg, Pfuhl) erhalten. Von den Munitionsräumen 5 und 6, den Artillerieräumen 3, 15 und 19, der Pumpstation Butzental, dem Stützpunkt 45 und der Zwischenraumstreiche 5 sind heute noch die Trümmer sichtbar, vom Stützpunkt 26 (Tobelstraße, Lehr) die Erdformen. Lediglich Baugruben existieren bis heute vom Schützengraben 2 und der Zwischenraumstreiche 1 (beide zwischen Obertalfingen und der Donau), den Artillerieräumen 18 (Klosterwald, Söflingen) und 24 (Koppenwörth, Neu-Ulm) und dem Schützengraben 2c (entlang des Illerkanals bei Ludwigsfeld).